# KAMAZ

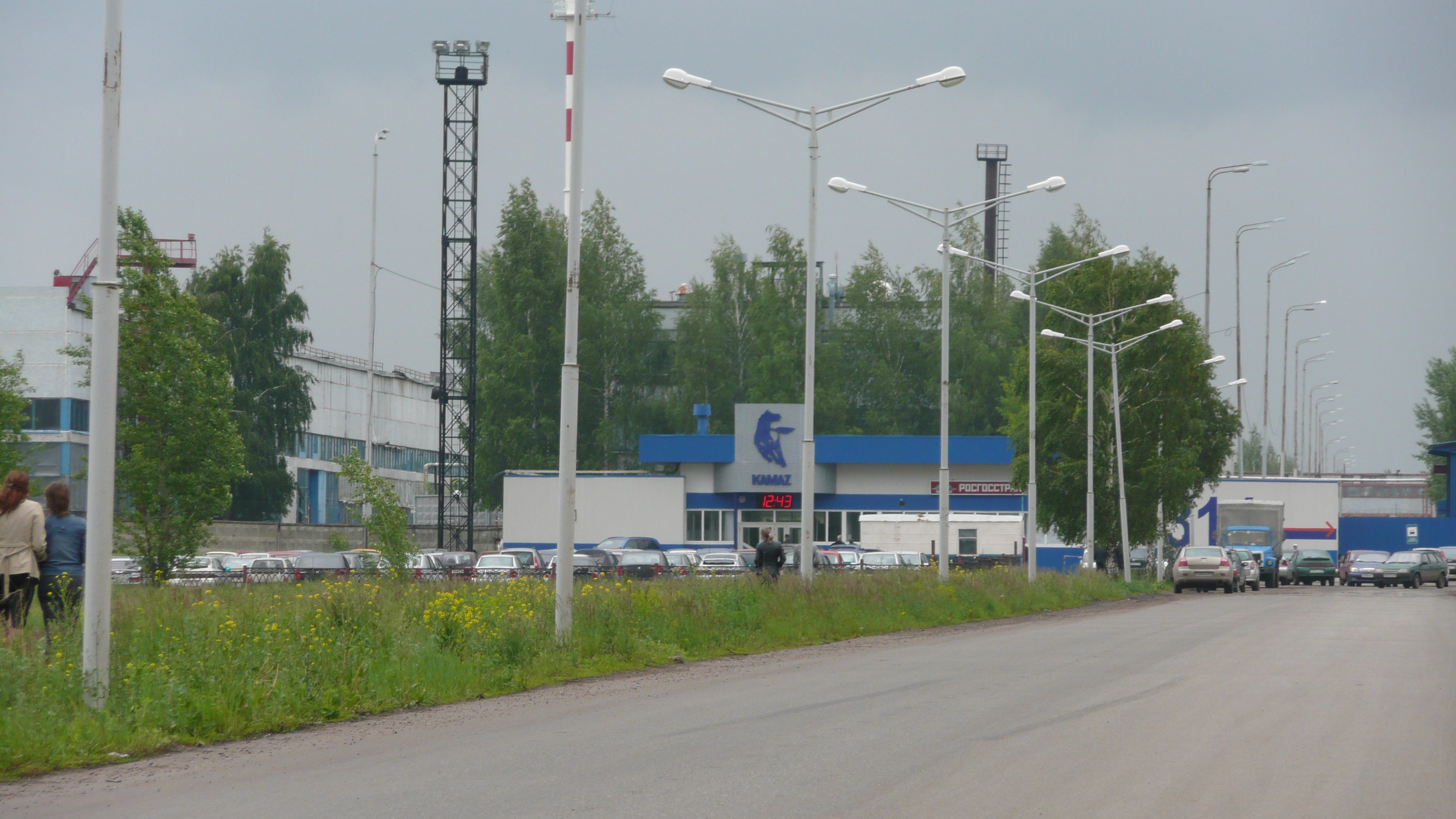
Eingang zu den KAMAZ-Werken

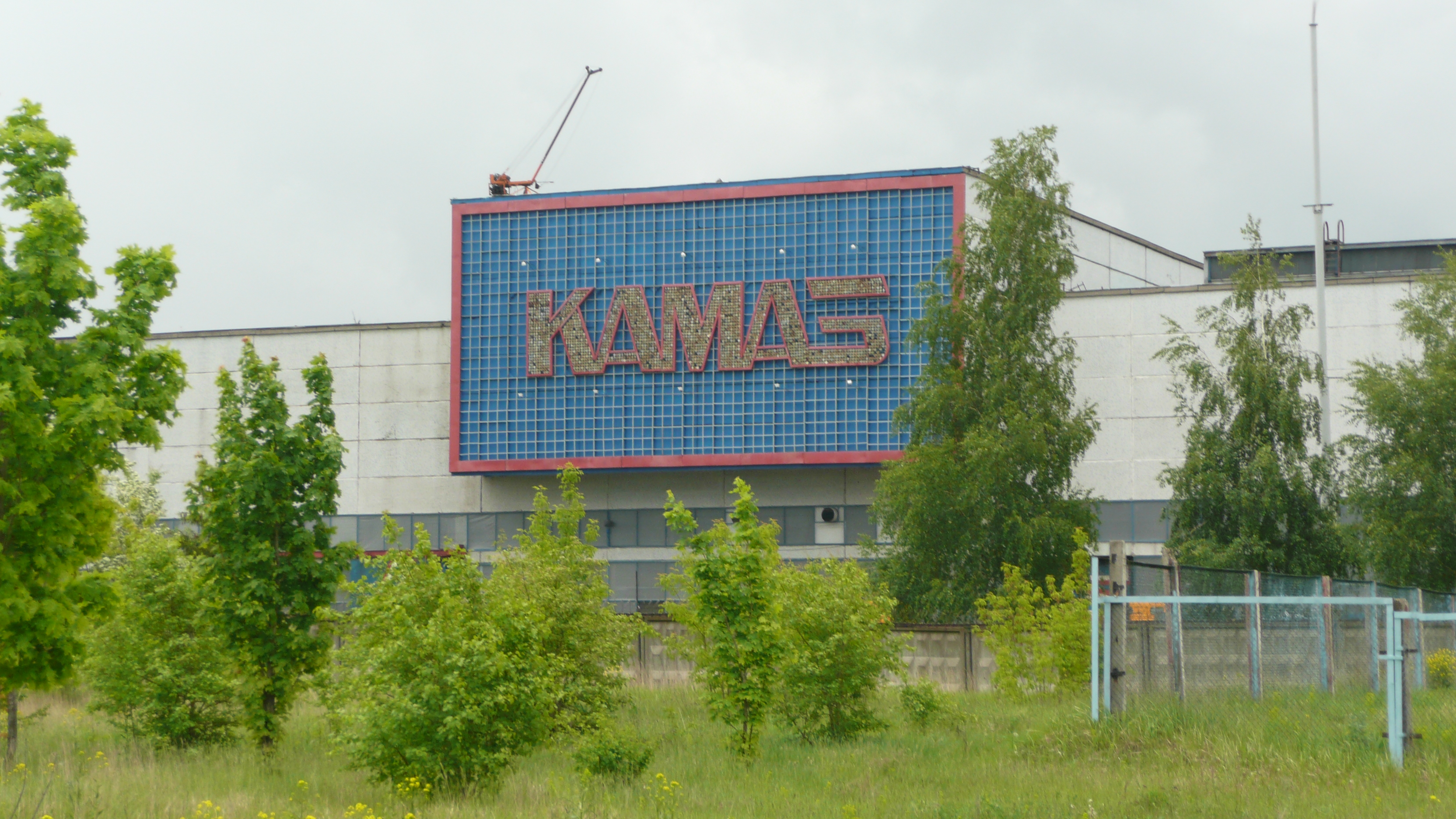
Eine Produktionshalle von KAMAZ

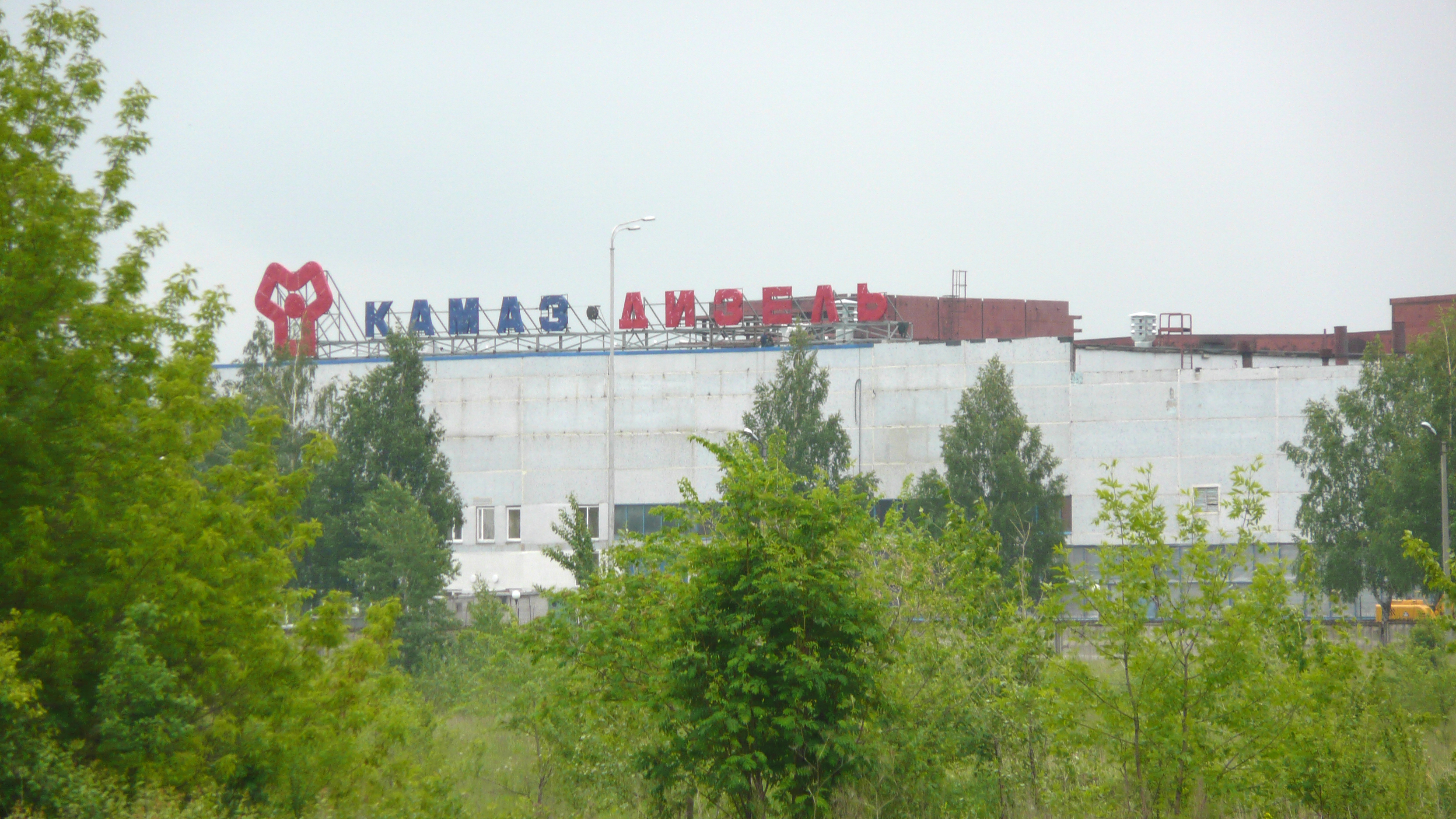
Dieselmotorenwerk KAMAZ Diesel

KAMAZ (russisch ПАО КАМАЗ, deutsch offiziell KAMAZ AG, jeweils abgekürzt für Камский автомобильный завод bzw. Kamski awtomobilny sawod, aufgrund ehemals genormter Typenbezeichnungen auch als KamAZ bekannt) ist ein russischer Fahrzeughersteller. Das Unternehmen befindet sich in der Industriestadt Nabereschnyje Tschelny, Russland. In dem Automobilwerk werden Lastkraftwagen, Omnibusse (NefAZ – НефАЗ), Panzer und Dieselmotoren produziert.
In der Nähe liegt der Kama-Staudamm, der die Kama in Gestalt des Nischnekamsker Stausees reguliert und mit Hilfe des integrierten Wasserkraftwerkes die Region mit Elektroenergie versorgt.

## Geschichte

### Sowjetische Zeit

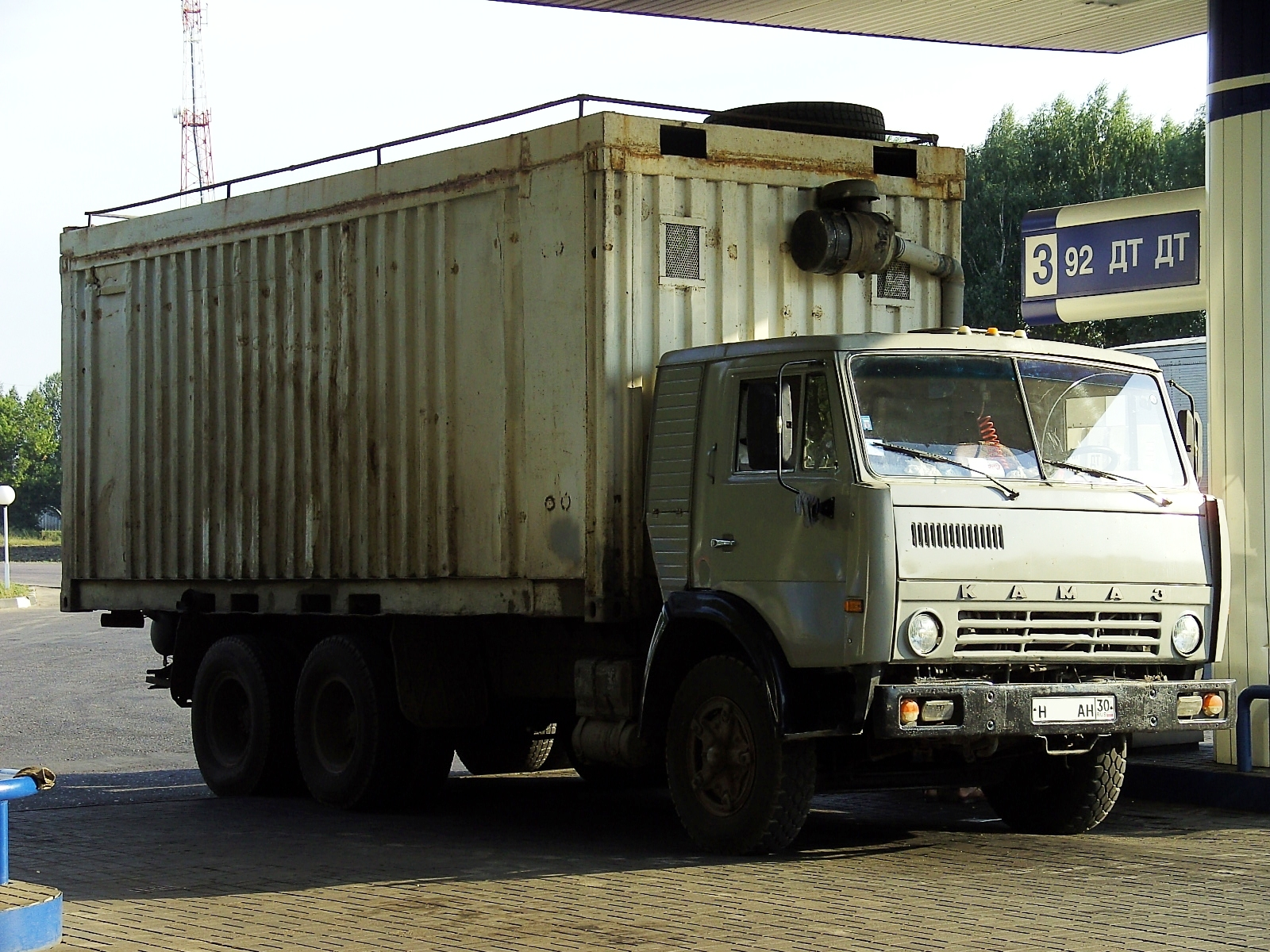
KamAZ-5320 in Russland (2007)

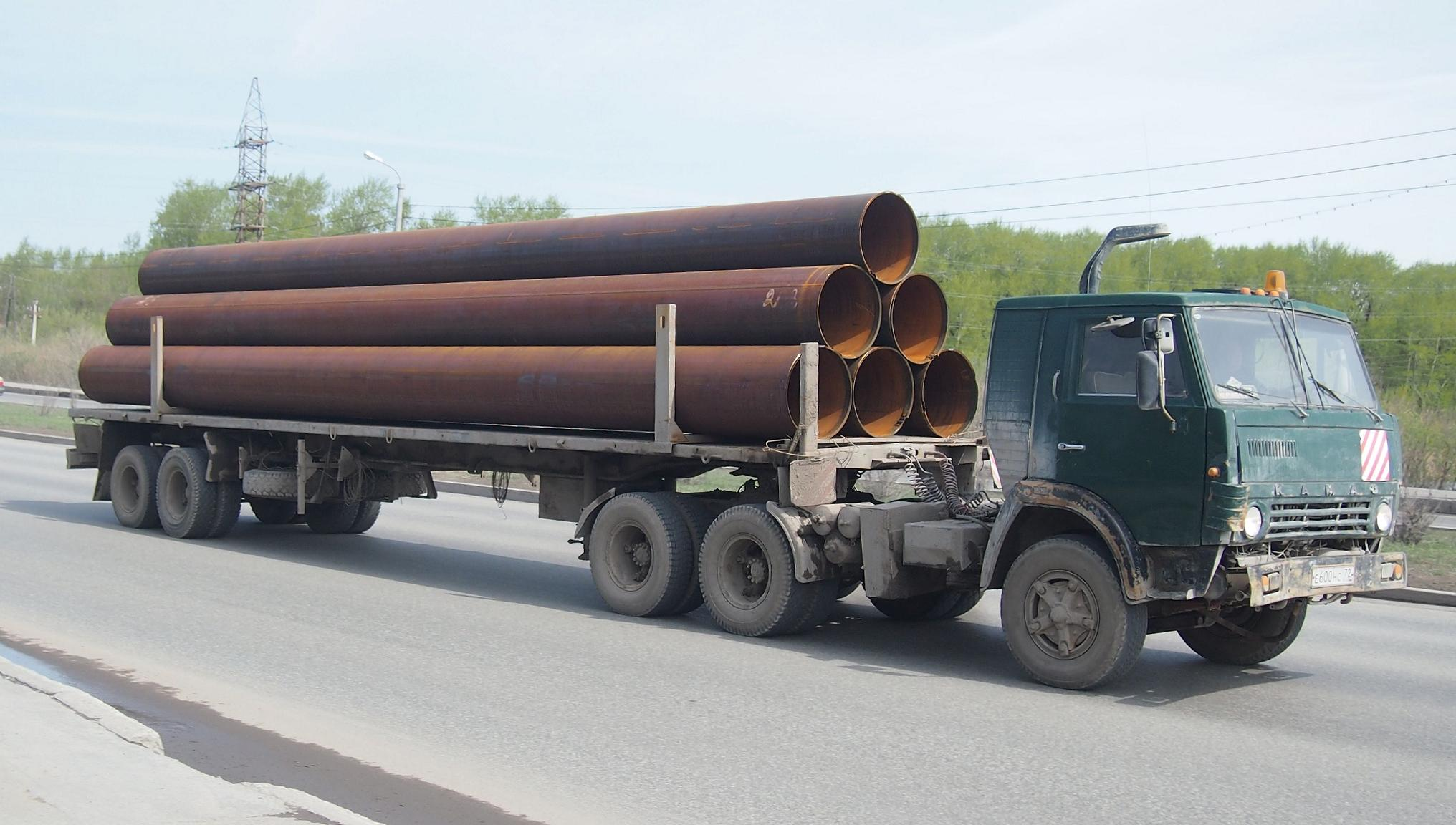
KamAZ-5410 mit Stahlrohren als Ladung (2014)

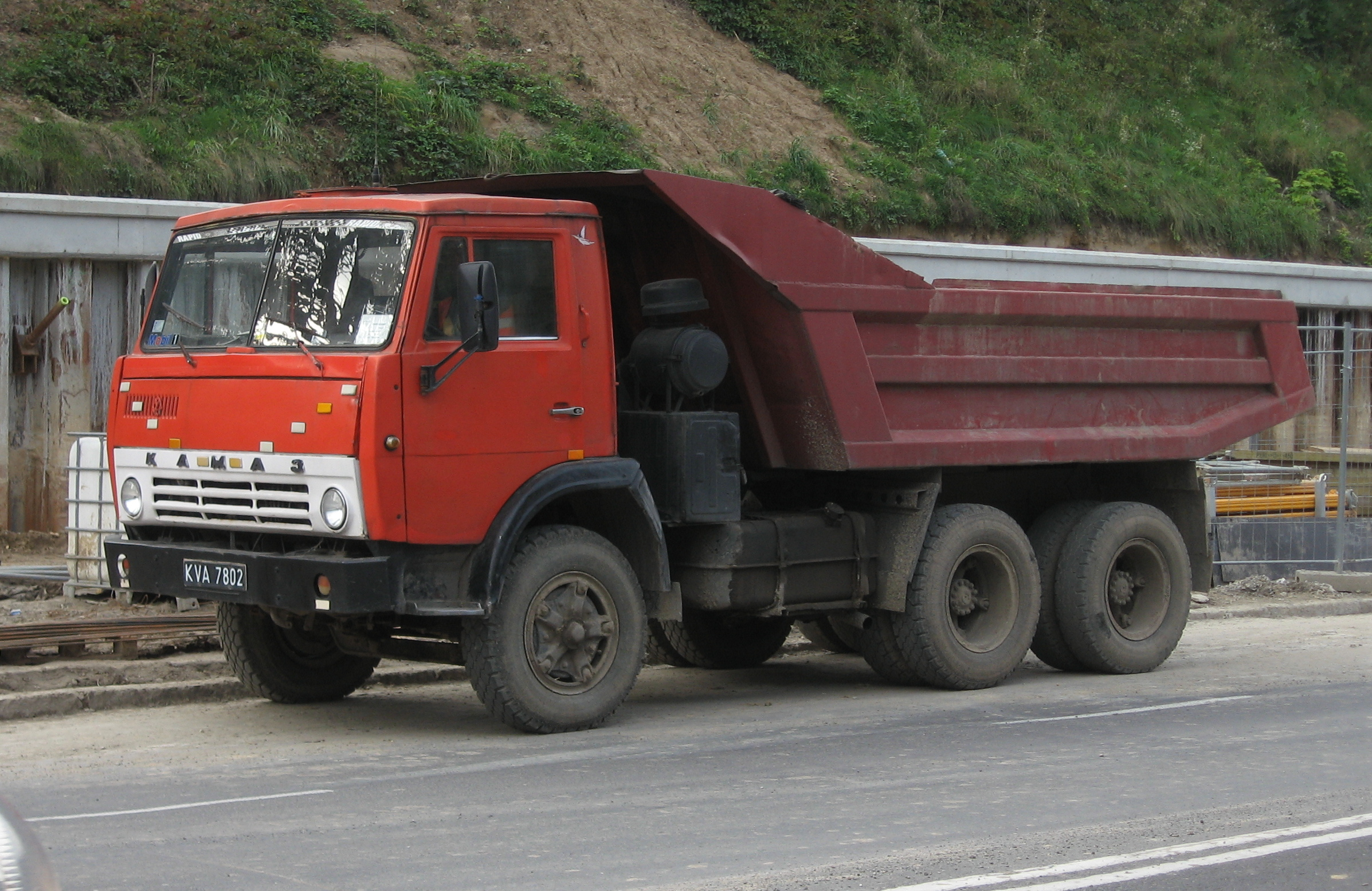
KamAZ-5511 in Krakau (2010)

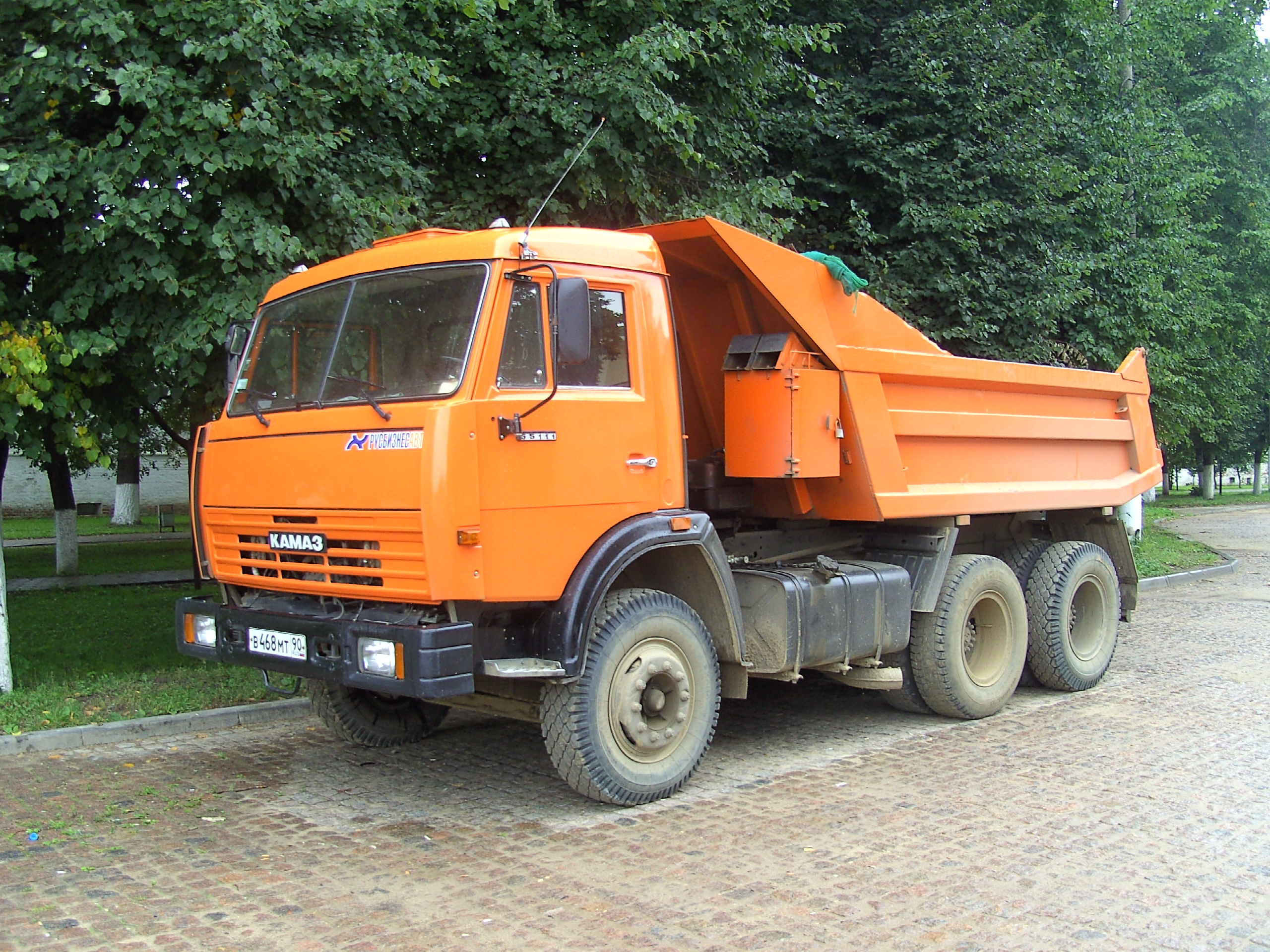
KamAZ-55111 in Sergijew Possad (2007)

#### Vorgeschichte
Mitte der 1960er-Jahre bestand in der Sowjetunion ein hoher Bedarf an mittelschweren Lkw, der aus eigener Produktion nicht gedeckt werden konnte. Aus diesem Grund wurde 1976 ein komplettes Produktionswerk in Betrieb genommen, das innerhalb von fünf Jahren errichtet wurde. 70 % der dafür benötigten Maschinen mussten importiert werden. Der mit einer Computeranalyse ermittelte optimale Produktionsstandort war Nabereschnyje Tschelny. Das Werk wurde für einen Produktionsausstoß von jährlich 150.000 mittelschweren Lkw und 250.000 Dieselmotoren projektiert. Damit waren die KAMAZ-Werke einer der größten Nutzfahrzeughersteller weltweit. Die Gießerei war für die Herstellung von jährlich 500.000 t Gusserzeugnisse vorgesehen und soll damit die bis dahin größte Gießerei der Welt gewesen sein. Auf der Baustelle waren bei Errichtung der Werke etwa 60.000 Bauarbeiter tätig.
Bevor die Großserie begann, wurden vorher in dem Moskauer Ingenieurinstitut I. A. Lichatschow 24 Prototypen gebaut, die in dem zentralen sowjetischen Fahrzeugplanungs- und Entwicklungsinstitut NAMI projektiert sowie in den unterschiedlichsten sowjetischen Klimagebieten wie Sibirien, Ural und den heißen südlichen Unionsrepubliken auf ihre Alltagstauglichkeit und Robustheit erprobt wurden. Die Versuchsmuster sahen insbesondere in der Führerhausgestaltung noch anders aus als die späteren Serien-Lkw.

#### Serienproduktion
Drei Baumuster gingen zunächst in die Produktion. Ein Pritschenwagen (Modell KamAZ-5320), eine Sattelzugmaschine (KamAZ-5410) und ein Muldenkipper (KamAZ-5511) – alle jeweils als dreiachsige Varianten. Am 16. Februar 1976 lief der erste KAMAZ-Serien-Lkw vom Band und 1977 wurde mit der Großserie begonnen. Damit begann genau eine Woche vor dem XXV. Parteitag der KPdSU die Serienproduktion. Im ersten Jahr wurden so bis Oktober 1976 15.000 und bis Dezember 22.000 Lkw in den Gewichtsklassen von 8 bis 20 Tonnen produziert. Diese Lkw hatten 210 PS und später mit Turbolader 260 PS. Eine Allrad-Variante ging 1981 als KamAZ-4310 in Serie. Die Fahrzeuge waren bis Anfang der 1990er-Jahre im ganzen RGW-Bereich sehr verbreitet. Die Motoren wurden auch an andere Lkw-Hersteller wie ZIL, das Uralski Awtomobilny Sawod und LiAZ geliefert. Geplant war die Produktion von 150.000 Lkw und 250.000 Motoren im Jahr. 1980 betrug der Jahresausstoß an Lkw bei KAMAZ 72.000 Stück. Im Februar 1985 wurde auf Kuba eine Montagefertigung eingerichtet. Auch unter der Bezeichnung Altkam wurden Lkw gebaut. Im Oktober 1988 lief der einmillionste Lkw im Werk in Nabereschnyje Tschelny vom Band. Ebenfalls 1988 wurde mit der Fertigung des ersten Zweiachsers begonnen, dem KamAZ-5325.
Am 23. August 1990 wurde der Betrieb als erster in der Sowjetunion in eine Aktiengesellschaft umgewandelt. Mittlerweile umfasst der Produktionskomplex zehn große Spezialwerke mit einer Kapazität von bis zu 65.000 Lkw, 1.000 Bussen und bis zu 75.000 Dieselmotoren pro Jahr.

#### Motoren
Die Motoren wurden zentral im Jaroslawski Motorny Sawod entwickelt und später bei KAMAZ in Serie produziert. Es handelte sich um einen Baukasten wassergekühlter Dieselmotoren mit Direkteinspritzung, zunächst ohne Abgasturbolader. Die Zylinder waren V-förmig im Winkel von 90° zueinander angeordnet, wobei die linke Zylinderreihe nach vorn versetzt war. Es wurden V6-, V8- und V10-Motoren entwickelt, von denen letztlich nur der V8 in die Massenproduktion bei KAMAZ ging. Der V6 mit der Bezeichnung JaMZ-642, einer Leistung von 118 kW (160 PS) und einem Hubraum von 8,14 l wurde später in Serie produziert und in den KAZ-4540 aus dem Kutaisski Awtomobilny Sawod eingebaut, dessen Stückzahlen blieben aber im Vergleich zu denen der bei KAMAZ gebauten Lkw sehr gering. Der 10,85-l-Achtzylindermotor JaMZ-740 mit 155 kW (210 PS) wurde als KamAZ-740 in die Großserie übernommen und dient in verschiedenen Leistungs- und Modernisierungsstufen noch heute als Antrieb vieler Lkw des Herstellers. Von diesem Motor wurde auch eine gedrosselte, ansonsten aber baulich unveränderte Variante JaMZ-7401 mit 132 kW (180 PS) entwickelt. Sie war für den nicht in Serie gebauten Kipper KamAZ-5510 vorgesehen, der letztendlich als KamAZ-5511 mit 210 PS gefertigt wurde. Weiterhin entwickelte man einen 13,56-l-Zehnzylindermotor JaMZ-741 mit 191 kW (260 PS). KamAZ war jedoch nach jahrelanger Erprobung aufgrund mangelnder Ressourcen nicht in der Lage, den Zehnzylinder in die Serienfertigung zu übernehmen, es blieb bei Prototypen. Diese wurden Anfang der 1970er auch im vierachsigen Frontlenker Ural-395 aus dem Uralski Awtomobilny Sawod eingesetzt, das Fahrzeug wurde aber ebenso wenig wie der Motor in die Serienproduktion übernommen. Aus dem Hub-Bohrung-Verhältnis von 1 ergab sich bei allen Motoren neben kompakter Bauweise auch eine recht niedrige Kolbengeschwindigkeit von 10,4 m/s bei der Nenndrehzahl von 2600/min. Die Kaltstartgrenze bei Einsatz von Winteröl lag zwischen −10 und −15 °C und konnte durch eine Vorwärmanlage auf −40 °C abgesenkt werden.

### Seit dem Zerfall der Sowjetunion
Bereits 1992 wurden Motoren von Cummins benutzt, wobei noch bis 1995 auch eigene Motoren eingebaut wurden. Am 14. April 1993 wurde das Motoren-Werk durch einen Großbrand zerstört. Nun wurden Cummins-Sechszylinder-Motoren mit bis zu 400 PS, ein Vielstoffmotor, Eaton-Getriebe und Fahrerhäuser von Sisu benutzt. Auch die Zahnradfabrik Friedrichshafen lieferte Getriebe und Rockwell Achsen.
Mit den politischen Umwälzungen in Osteuropa veränderten sich auch die Rahmenbedingungen der Produktion. KAMAZ kam 1998 bis an den Rand des Ruins. 1999 erhielt das Unternehmen einen Kredit von mehr als 100 Millionen Dollar von der Europäischen Bank für Wiederaufbau und Entwicklung (EBRD). Trotz des weggebrochenen Absatzmarktes konnten bis August 1993 noch 1,5 Millionen und bis August 1999 insgesamt 1,6 Millionen Lkw gebaut werden. Im Jahr 2000 kamen nur noch 5000 Lkw hinzu und Cummins sowie die Zahnradfabrik Friedrichshafen lieferten nicht mehr. Aufträge kamen nun von den Russischen Streitkräften, sodass eigene V8-Motoren in die Lastwagen eingebaut werden konnten. Die zivilen Typen erhielten nun Caterpillar-Motoren. Bis 2003 verließen insgesamt rund 2,3 Millionen eigene und fremde Dieselmotoren das Werk. Die Fahrzeuge sind bis heute in den GUS-Staaten weit verbreitet und werden nach Werksangaben weltweit in ca. 30 Länder exportiert.
Am 12. Dezember 2008 erwarb die Daimler AG 10 % der KAMAZ-Anteile von der Troika-Dialog Holding. Eine Aufstockung auf bis zu 43 % der Beteiligung war bei positiver wirtschaftlicher Entwicklung geplant. Daimler erhielt zudem einen Sitz im Aufsichtsrat sowie weitreichenden Einfluss auf die Weiterentwicklung und Modernisierung der Modellreihen.
Im Oktober 2009 wurde bekannt, dass Daimler und KAMAZ enger zusammenarbeiten wollen, es soll ein Gemeinschaftsprojekt entwickelt werden. So werden Mercedes-Lkw in einem KAMAZ-Werk produziert. Gleichfalls sollen über das Unternehmen auch Produkte von Mercedes-Benz sowie Busse der Marke Setra vertrieben werden. Das Service- und Vertriebsnetz soll über KAMAZ-Händler ausgebaut werden. Daimlers japanische Tochter Fuso wird ebenfalls Lkw in Nabereschnyje Tschelny bauen. Genannt wurde der Fuso Canter. Ziel sei es dabei, den Anteil der russischen Zulieferbetriebe und russisch produzierten Komponenten schrittweise zu erhöhen sowie insgesamt eine Stärkung der Präsenz von Mercedes-Benz und der Zusammenarbeit mit KAMAZ in Russland.
Bis 2014 baute Daimler seine Beteiligung an KAMAZ auf 15 % aus.
Die zwei größten Aktionäre von KAMAZ sind die staatliche Rüstungs- und Technologieholding Rostec (~49,9 %) und das Unternehmen Awtoinvest mit Sitz in Zypern (~20,8 %) (Stand: Mai 2015). Stand 2014 produzierte das Werk in seiner Geschichte 2,13 Millionen Lastwagen und 2,8 Millionen Dieselmotoren.
Am 25. März 2015 wurde zwischen Liebherr und KAMAZ ein Kooperationsvertrag unterzeichnet. Dabei wurde vereinbart, dass Liebherr moderne Dieselmotoren für KAMAZ entwickelt und KAMAZ auch technisch berät. Seit 2016 baut das Unternehmen eine neue Lastwagengeneration rund um den Kipper KamAZ-6580 in Serie, die 2015 auf Fahrzeugmessen präsentiert worden war. In der Serienfertigung werden in den Fahrzeugen Motoren von Mercedes-Benz und Getriebe von ZF Friedrichshafen verbaut. Die Lkw erfüllen als erste Serienfahrzeuge des Herstellers die Abgasnorm Euro 5.
Aufgrund des Russischen Überfalls auf die Ukraine verhängten westliche Länder und Institutionen Ende Februar 2022 Sanktionen; unter anderem kann Russland SWIFT nur noch eingeschränkt nutzen.
Am 28. Februar 2022 legten daraufhin Daimler Truck und ZF Friedrichshafen die Kooperation mit KAMAZ auf Eis. Im Jahresverlauf 2022 erfolgte eine Umstellung auf die „sanktions-resitente“ Generation K5 mit Komponenten aus russischer Fertigung oder befreundeter Staaten. Die Motorenfertigung wird auf Aggregate mit Euro-2-Norm zurückgefahren, welche in Russland seit 10 Jahren verboten waren und zuvor nur noch für den Export nach Afrika und Lateinamerika in kleinen Stückzahlen produziert wurden. Die gesetzlichen Umweltauflagen sollen dafür gelockert werden.
Trotz der Sanktionen konnte der Umsatz um knapp 7 % auf 267 Mrd. Rubel und 2023 auf 354,7 Mrd. Rubel gesteigert werden. Der Gewinn ging hingegen um die Hälfte zurück und betrug 81 Mrd. Rubel. 2022 wurden über 43.000 Fahrzeuge produziert und verkauft. Am 15. Februar 2024 gab die Mercedes-Benz Group AG bekannt „ihre Anteile am Nutzfahrzeughersteller Kamaz veräußert“ zu haben. Angaben zum Verkaufspreis und zum Käufer wurden nicht gemacht.

## Die KAMAZ-Gruppe
Zur KAMAZ-Gruppe gehören mehr als 110 Tochter- und Beteiligungsgesellschaften. Ferner ist KAMAZ an ca. 50 Unternehmungen beteiligt. Zur Gruppe gehören u. a.:
- das Hauptwerk in Nabereschnyje Tschelny, verantwortlich für die Lkw-Produktion
- das Neftekamski Awtosawod (abgekürzt NefAZ) in Neftekamsk, Produktion von Autobussen, Anhängern und Sattelaufliegern, Spezialaufbauten, Kombinationsbussen und landwirtschaftlichem Gerät
- KAMAZ-Metallurgie
- Gießerei und Stanzwerk
- KAMAZ Diesel
- KAMAZ Remdiesel
- KAMAZ Technischer Service
- Handels- und Finanzunternehmen KAMAZ
- KIP Master
- Wissenschaftlich-Technisches Zentrum von KAMAZ
- KAMAZ Spezialinstrumentenbau

## Serienmodelle

### Lastwagen
Für die Modellbezeichnungen war bis 2003 die russische Norm GOST ON 025270-66 von 1966 verbindlich, die das Bezeichnungssystem sowjetischer und russischer Kraftfahrzeuge zum Inhalt hatte. Sie schrieb Nummern nach dem Schema KamAZ-XXXX vor, z. B. KamAZ-5410. Heute vermarktet der Hersteller die Fahrzeuge davon abweichend auch als KAMAZ XXXX.
Die aktuelle Produktpalette umfasst deutlich mehr als 200 unterschiedliche Modelle auf Basis von KAMAZ-Lkw, von Standardlastkraftwagen über Kranwagen bis zu Feuerwehrautos. Hinzu kommt eine große Typenpalette der Zweigwerke wie NefAZ, die spezielle Aufbauten fertigen und auf KAMAZ-Fahrgestelle setzen. Die Ergebnisse werden wiederum als eigene Modelle geführt. Nachfolgend findet sich eine Auswahl der wichtigsten aktuellen und historischen Versionen.

#### Pritschenwagen und Fahrgestelle

Zweiachser mit Allradantrieb
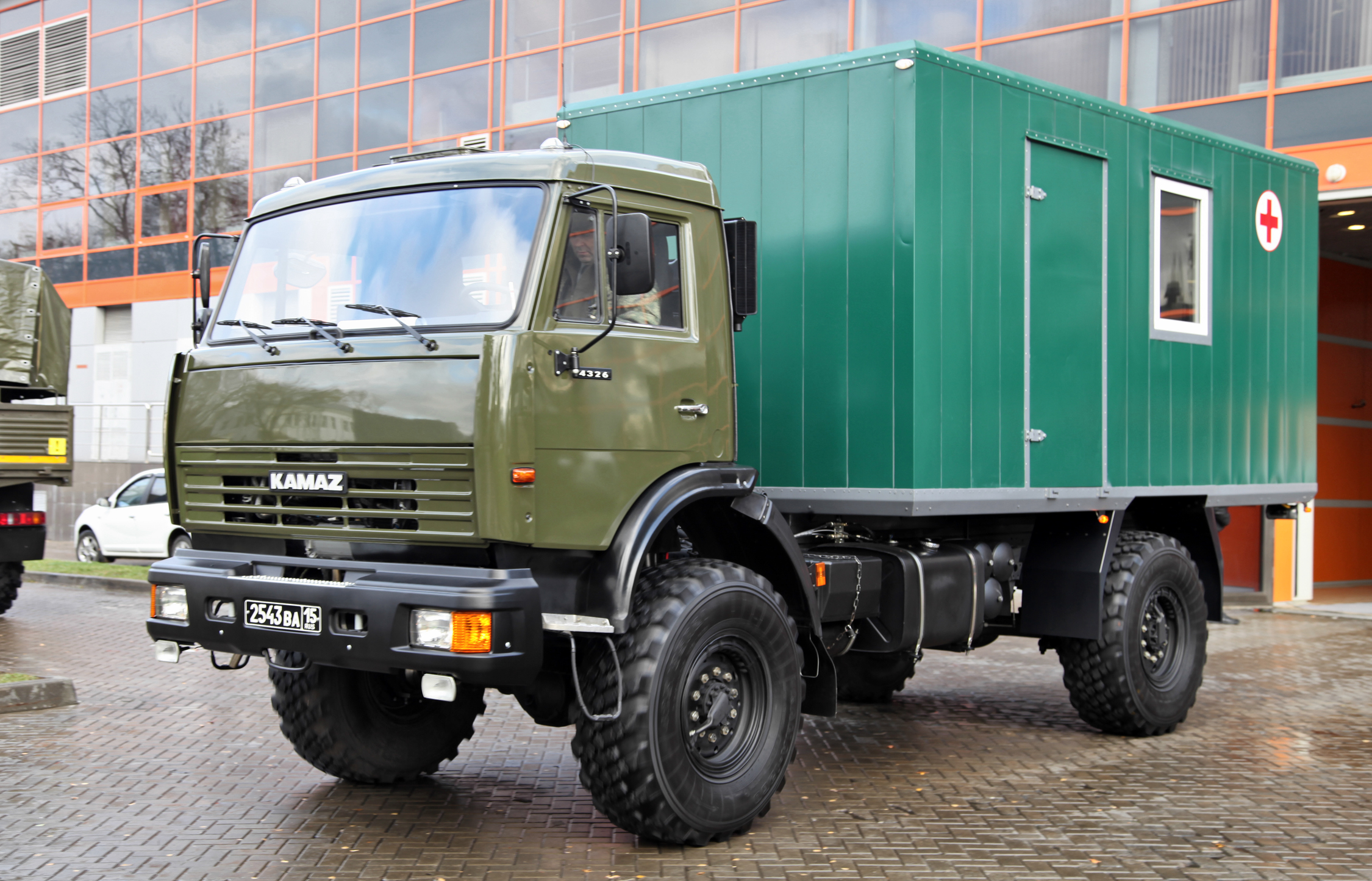
KamAZ-4326 (seit 1995)
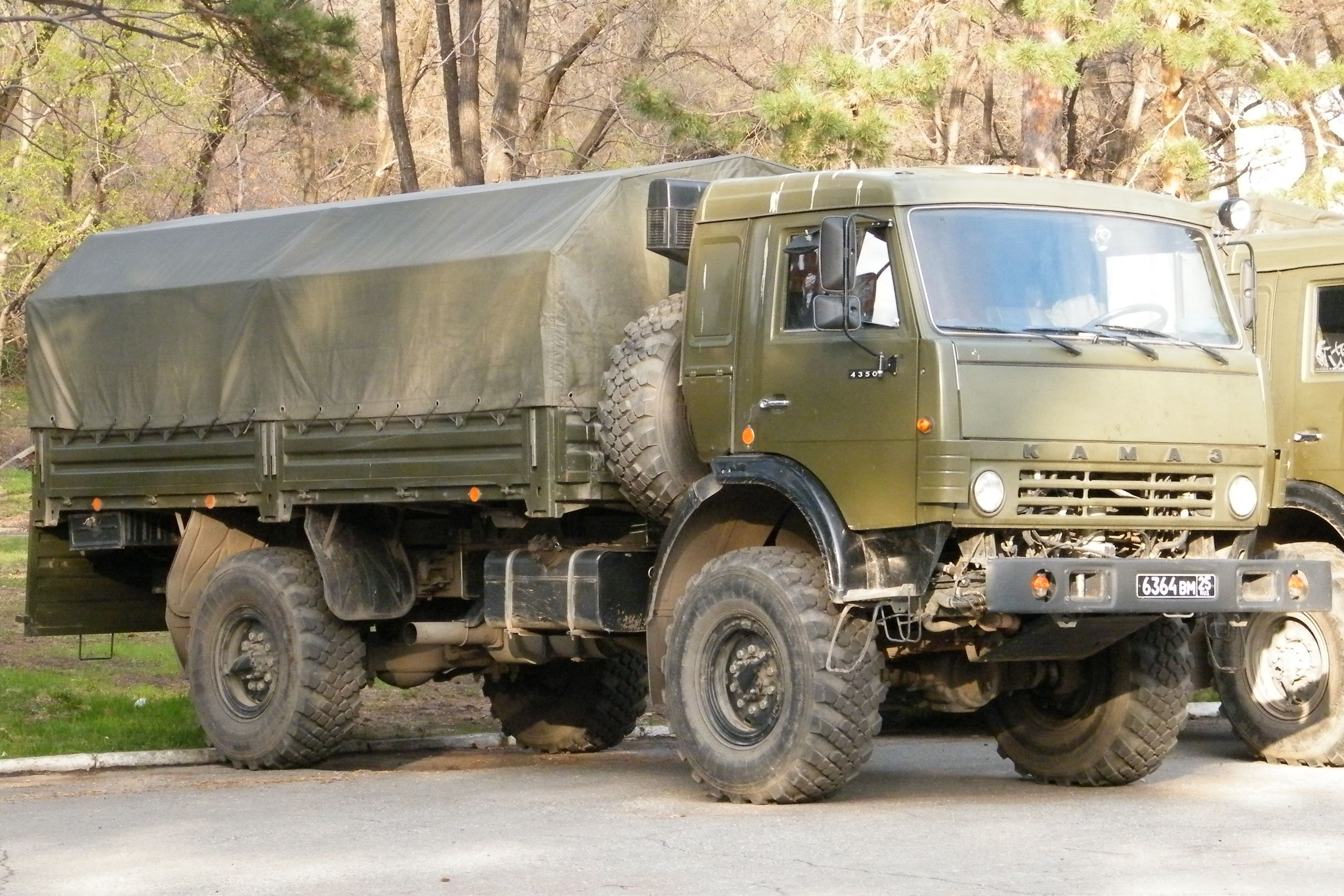
KamAZ-4350 (seit 2003)
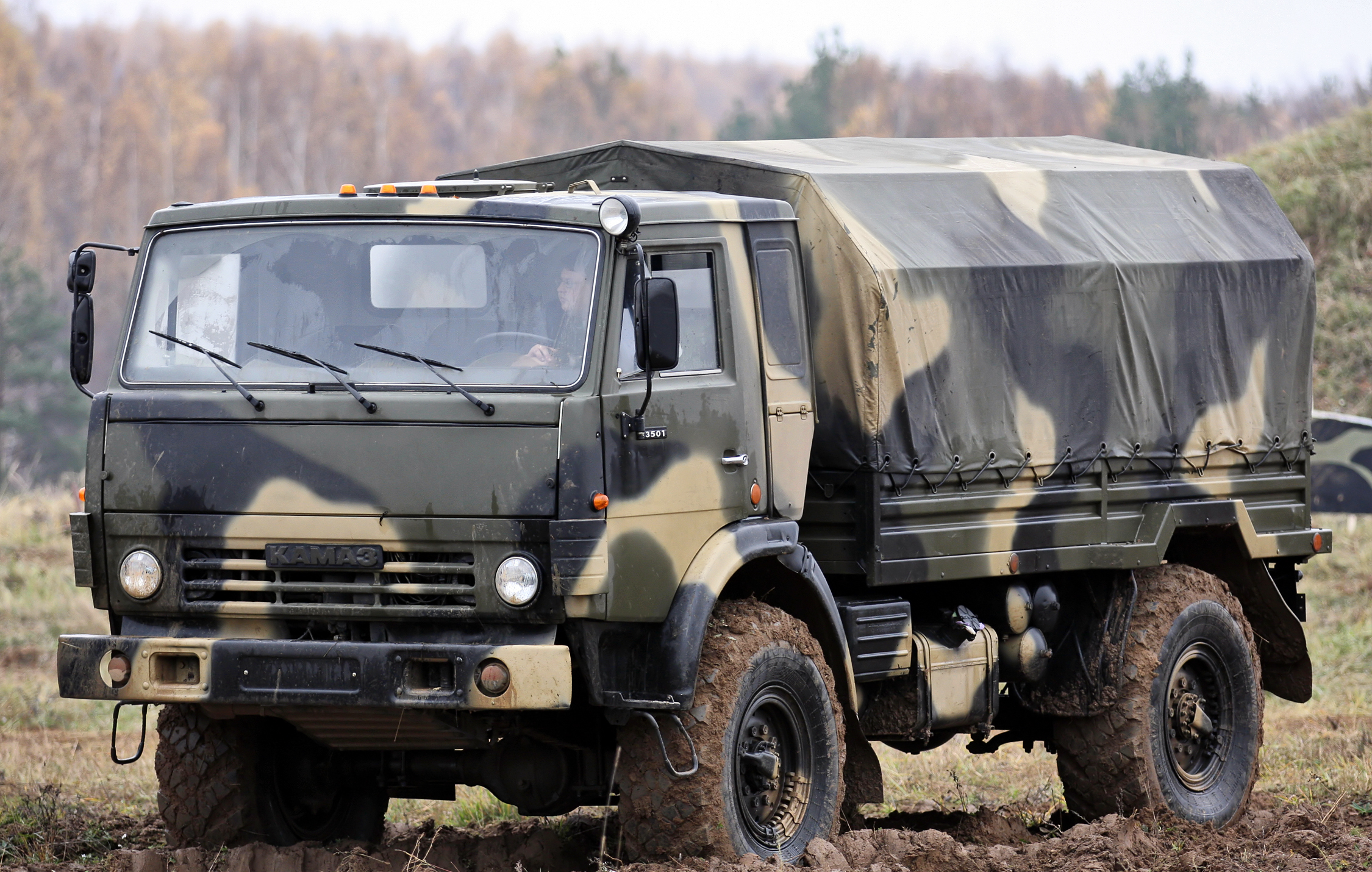
KamAZ-43501 (seit 2003)
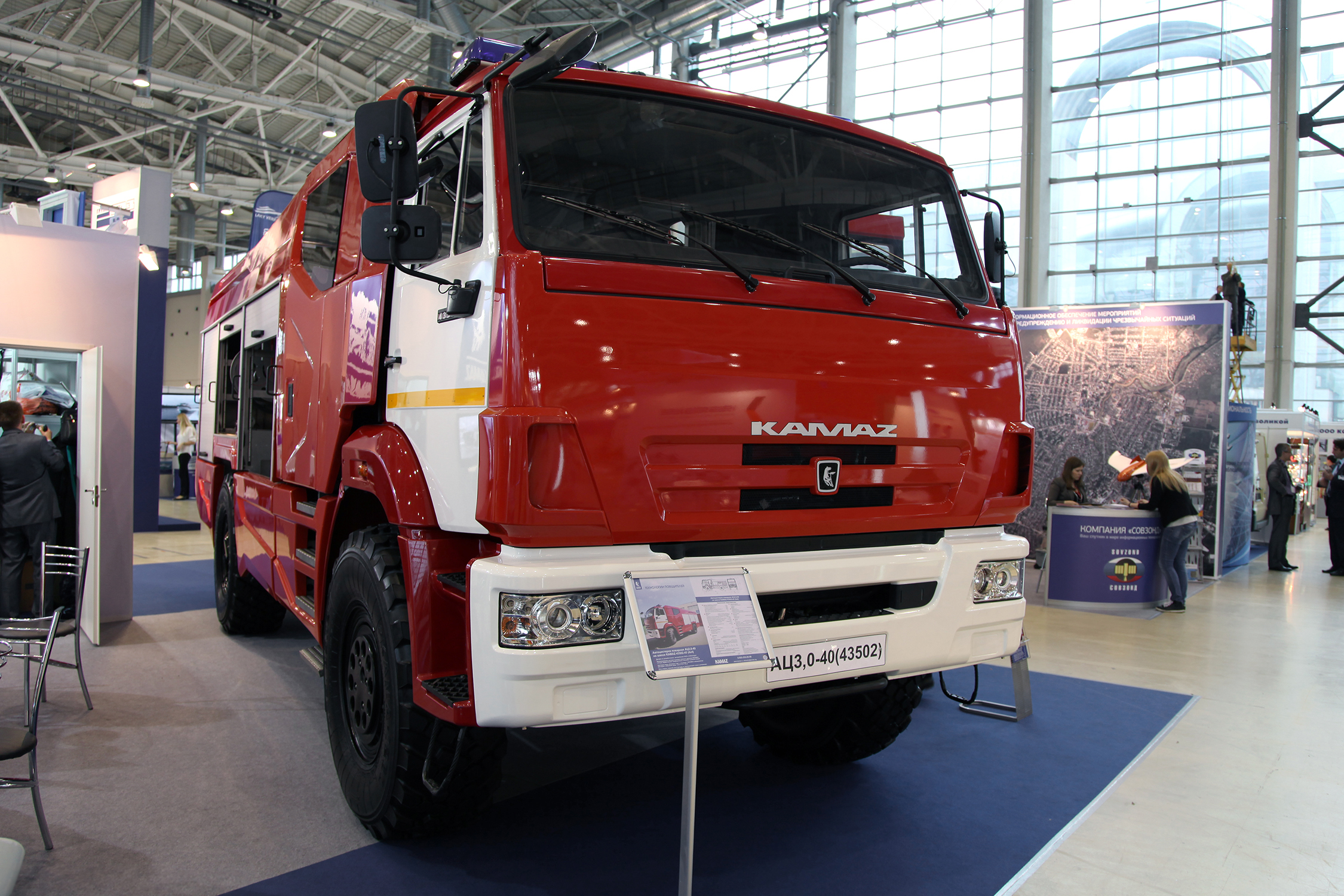
KamAZ-43502 (seit 2008)

Zweiachser ohne Allradantrieb
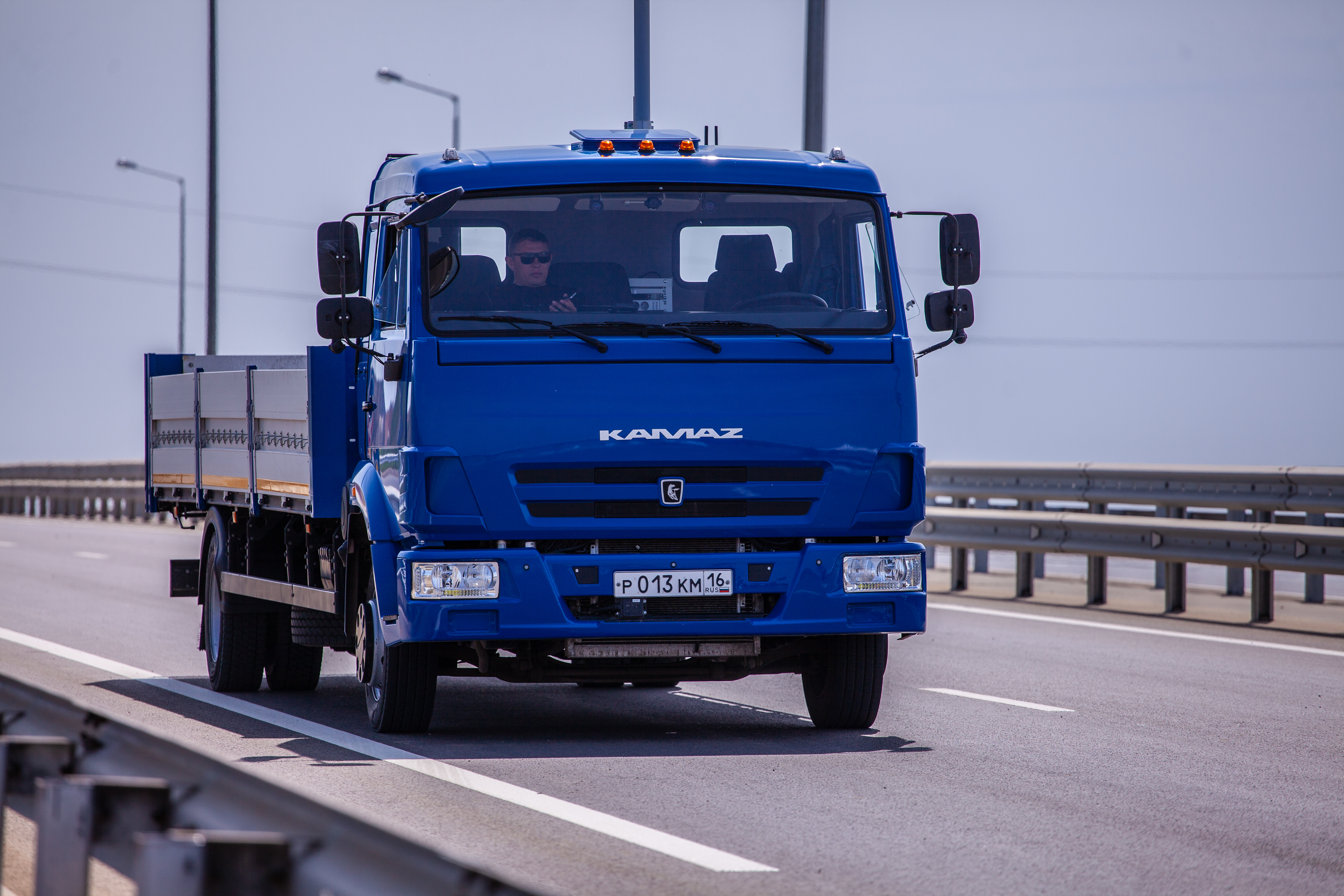
KamAZ-4308 (seit 2004)
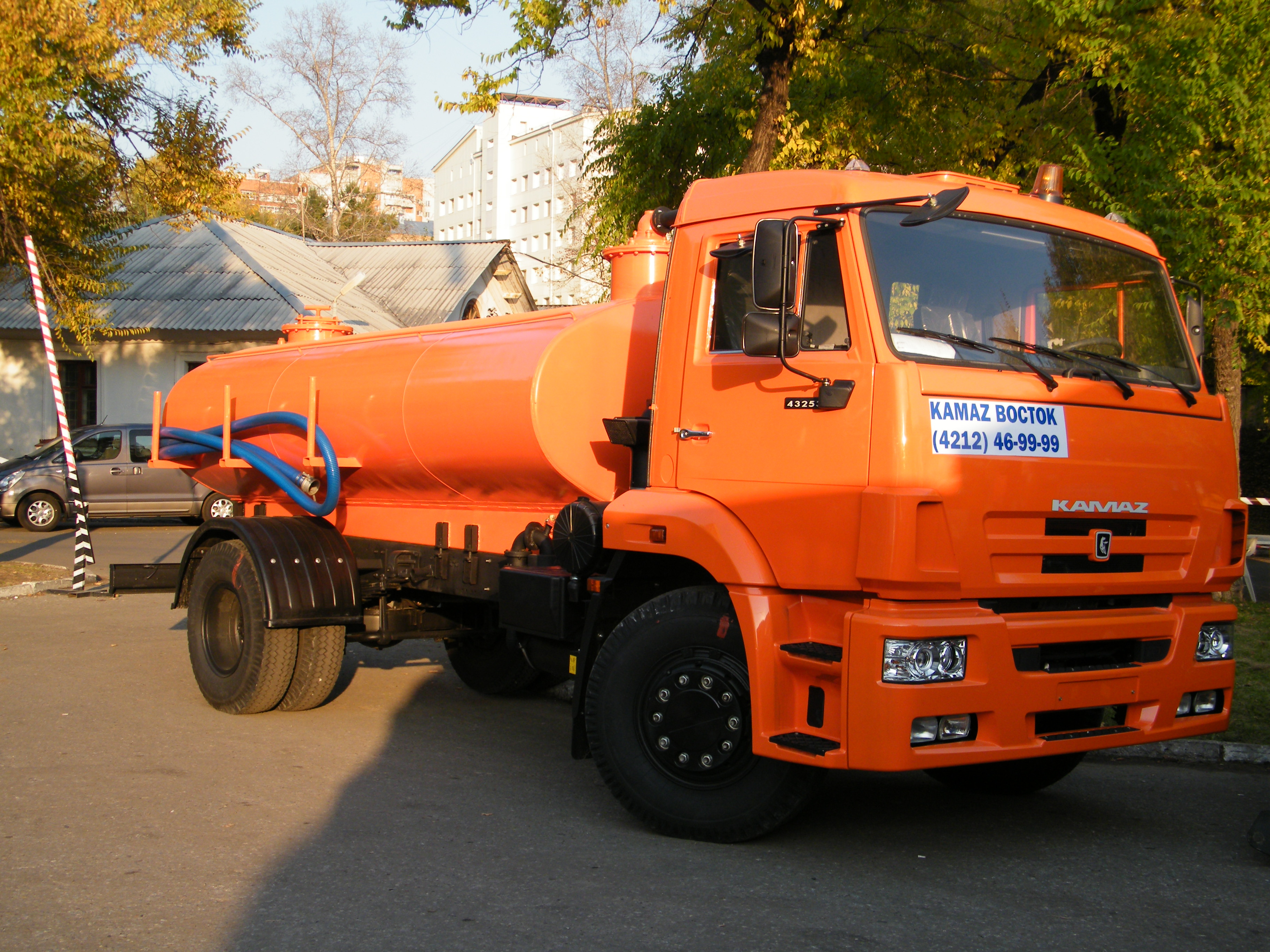
KamAZ-43253 (seit 2001)
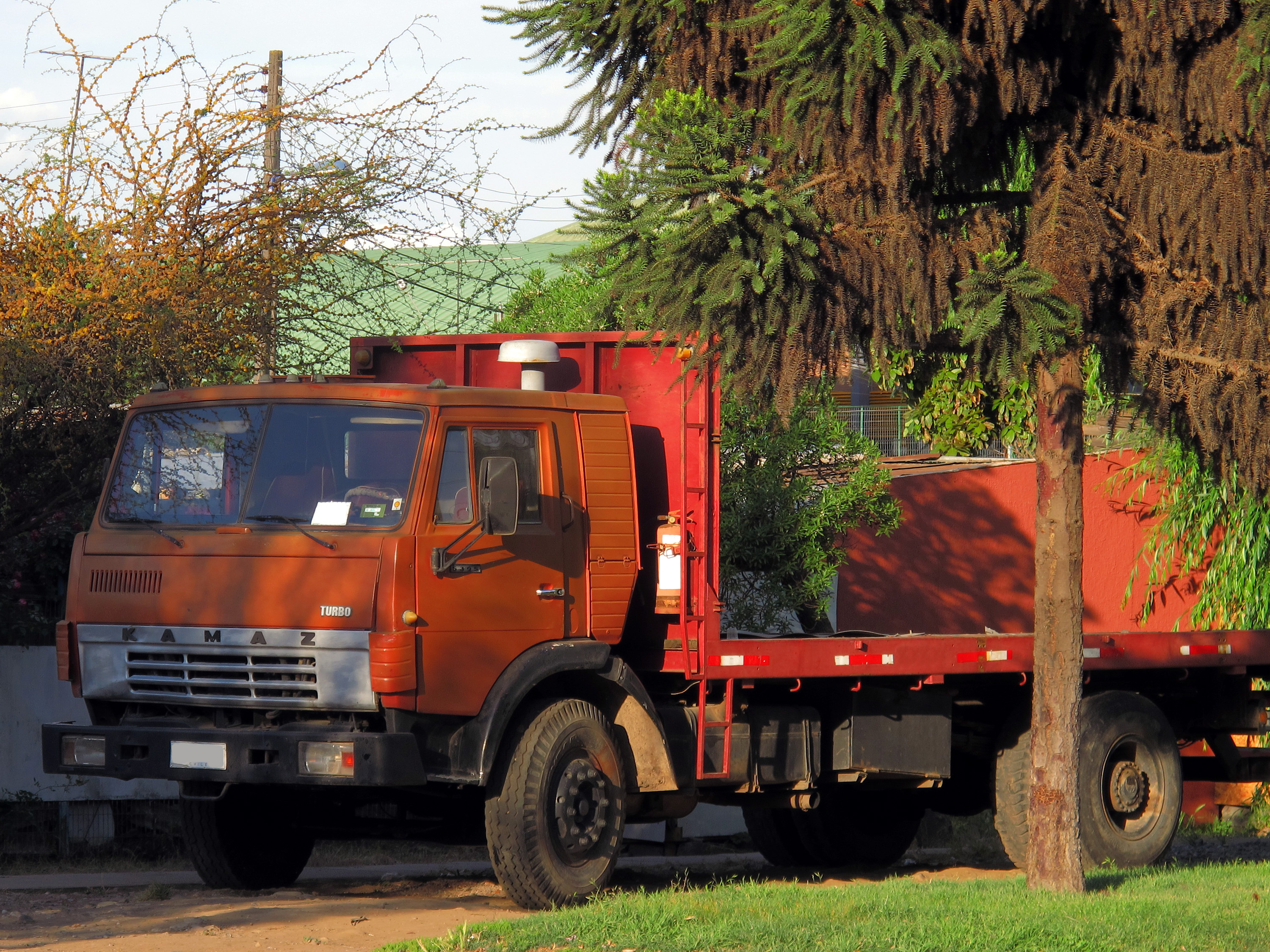
KamAZ-5325 (1988–2003)

Dreiachser mit Allradantrieb
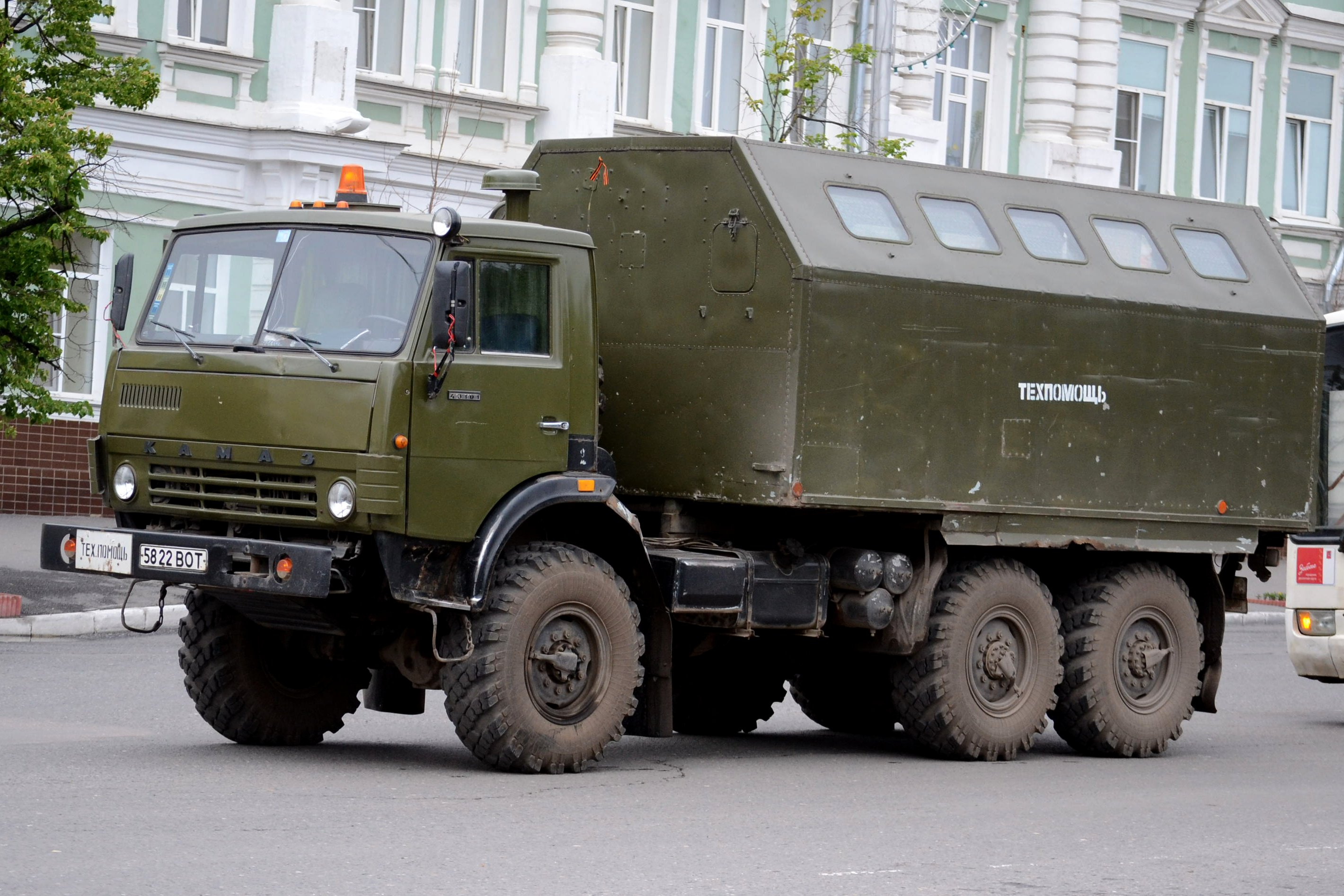
KamAZ-4310 (1981–1995)
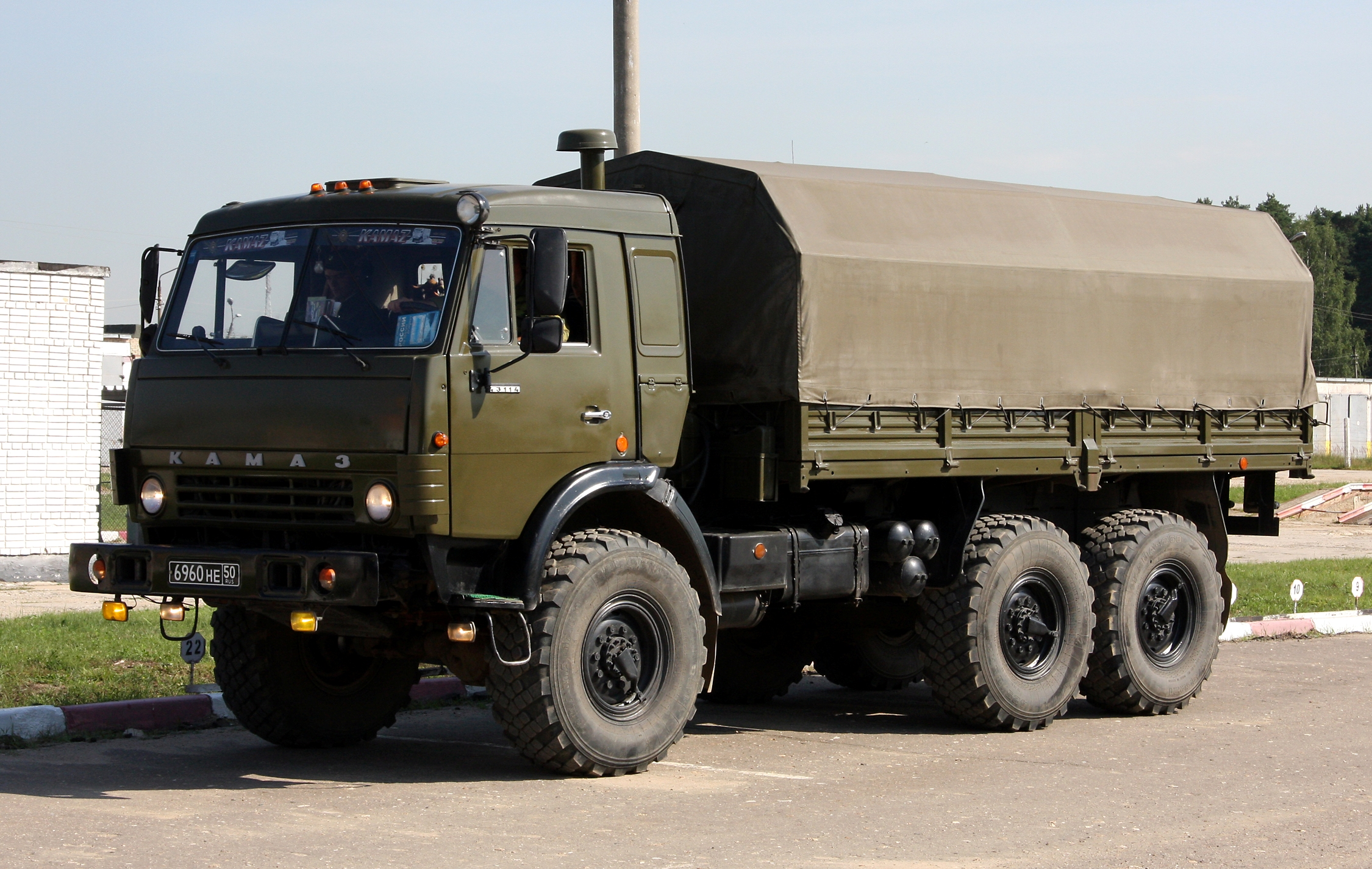
KamAZ-43114 (seit 1995)
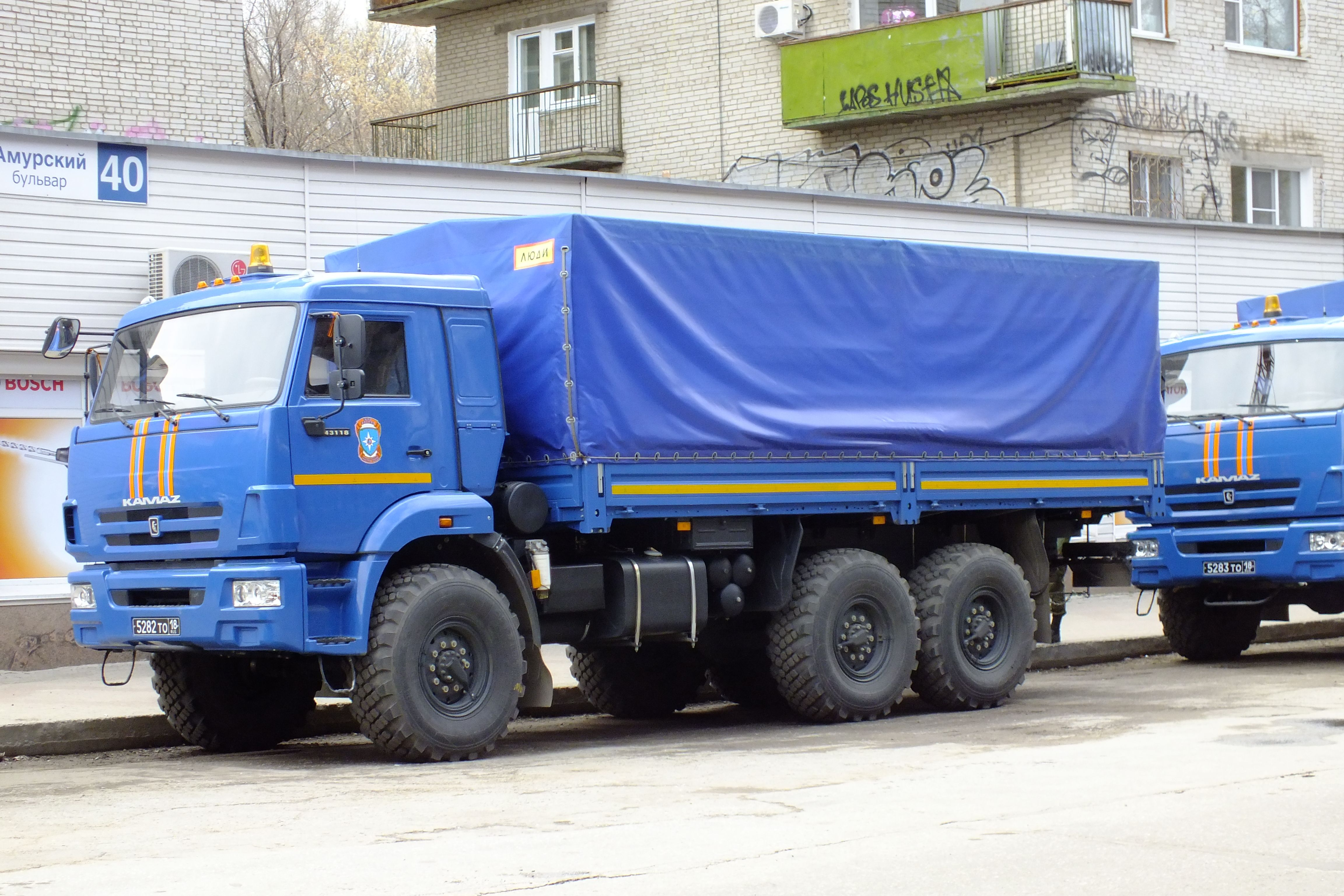
KamAZ-43118 (seit 1995)
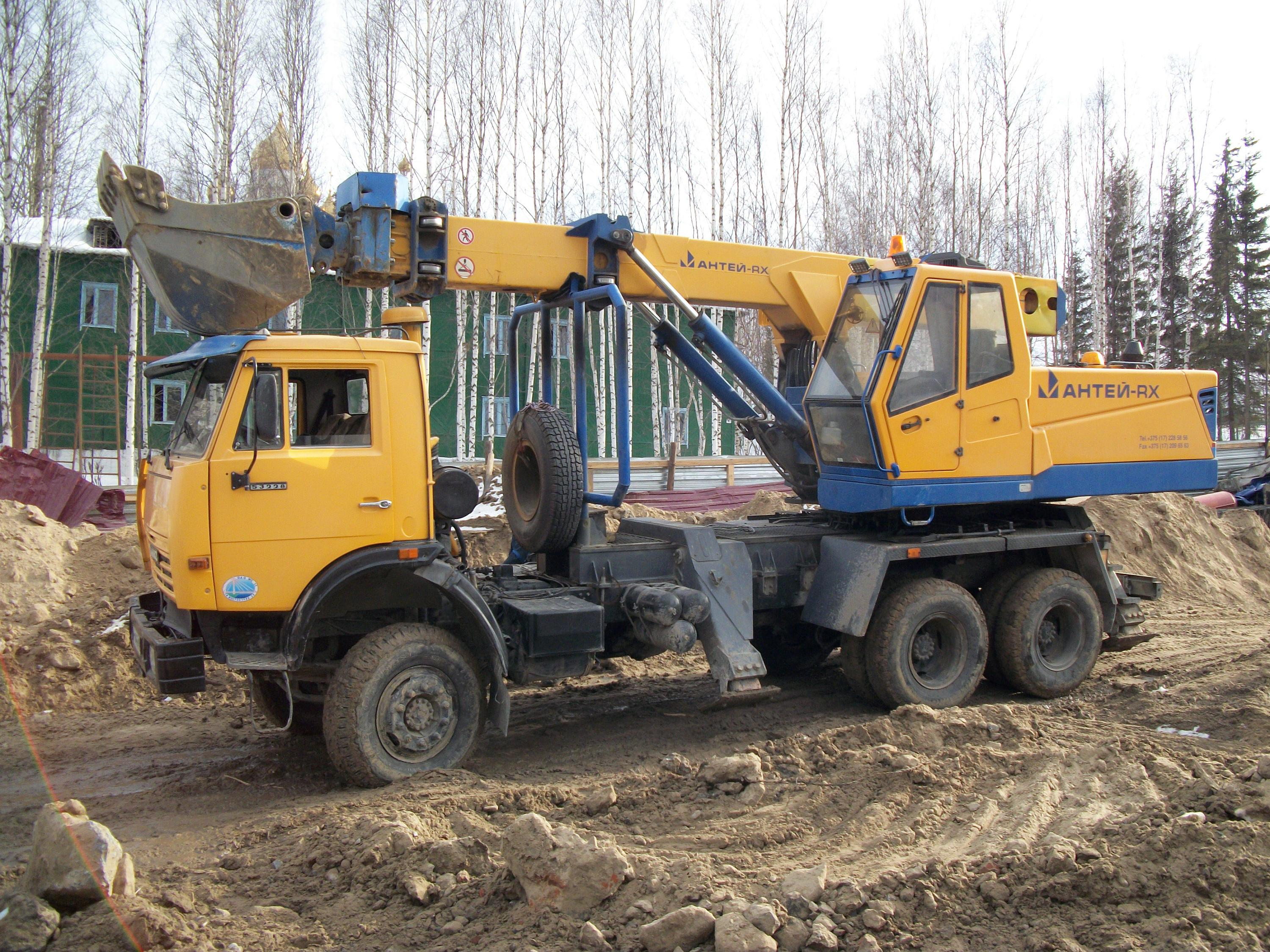
KamAZ-53228 (1989–2009)
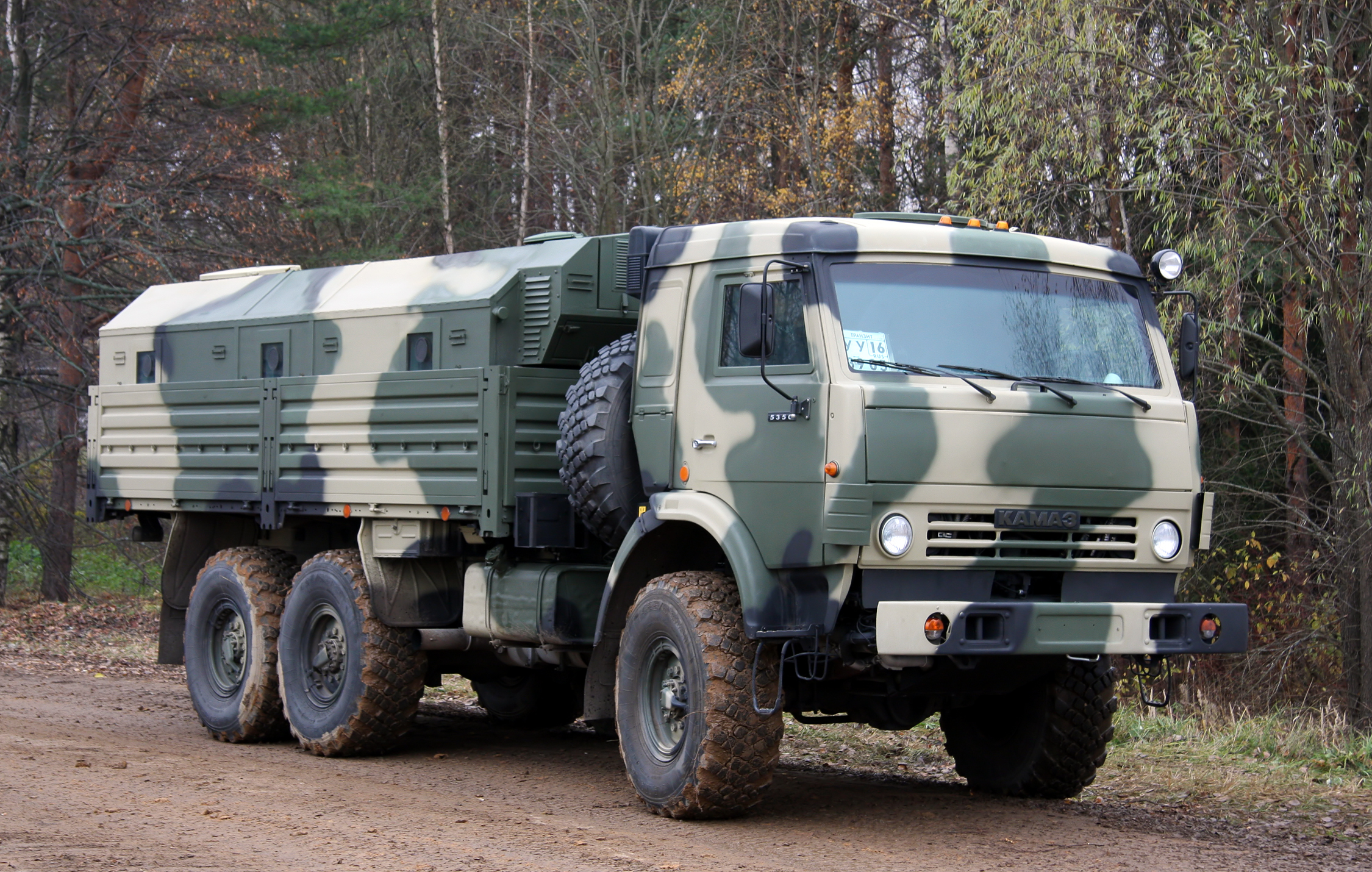
KamAZ-5350 (seit 2003)
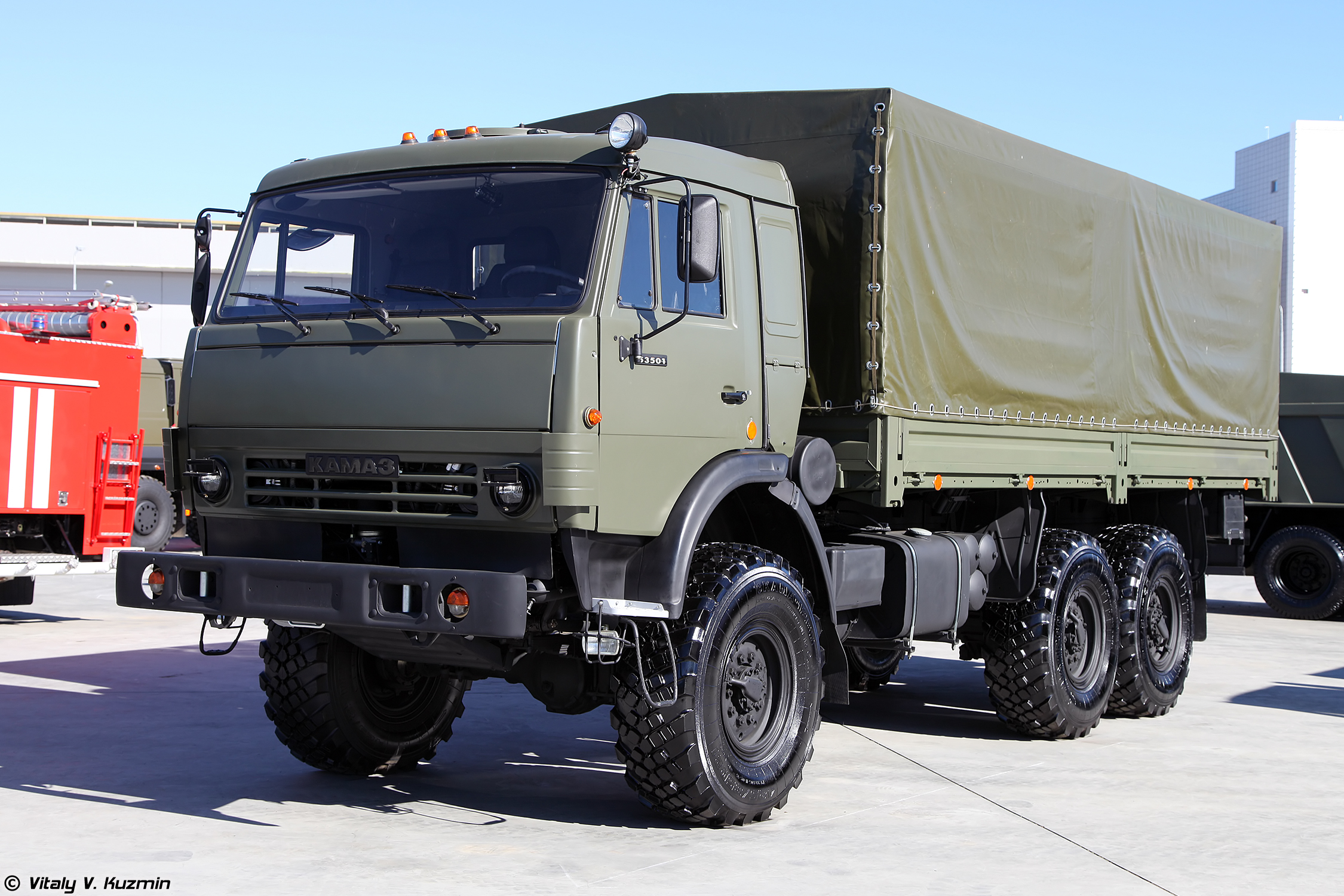
KamAZ-53501 (seit 2003)
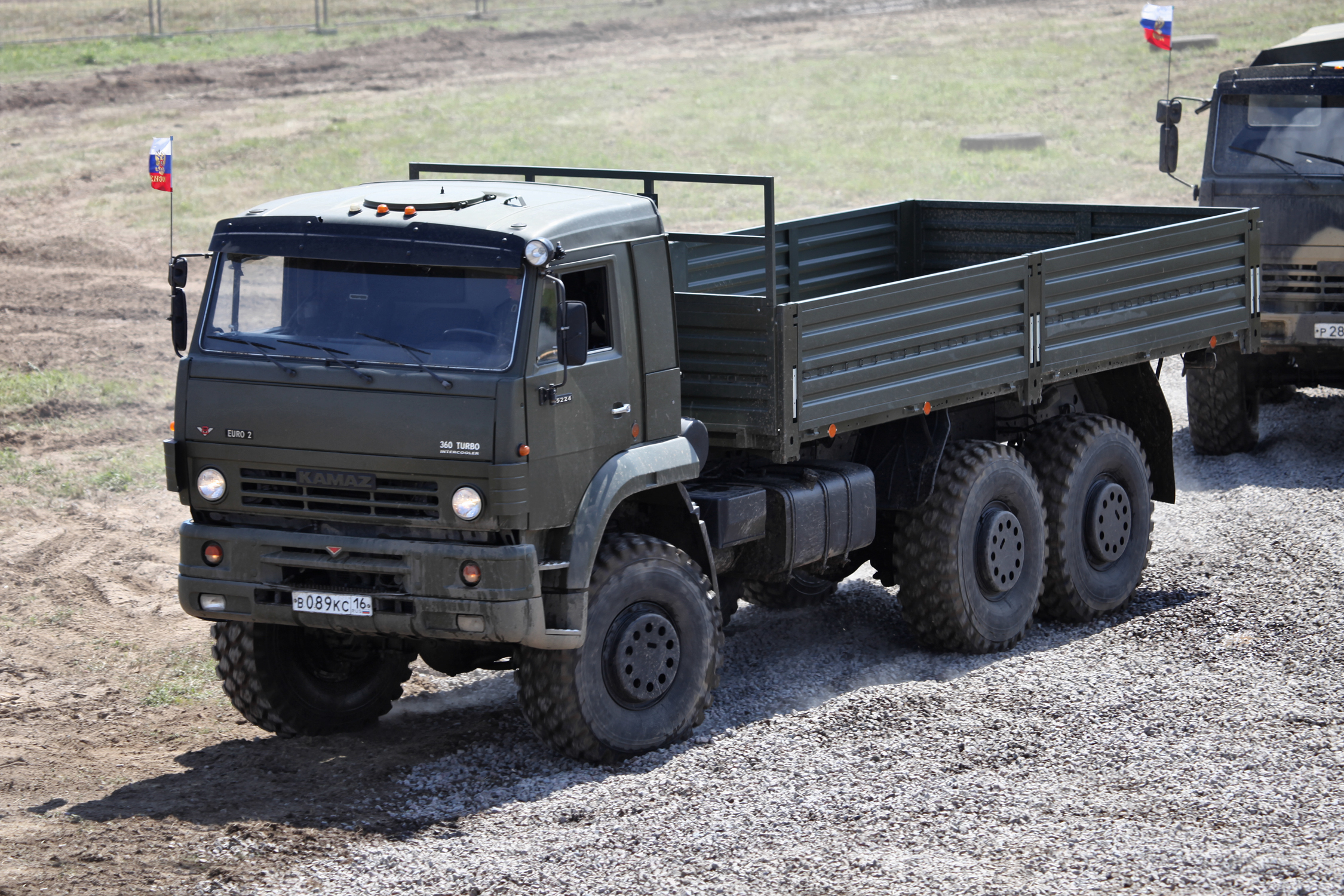
KamAZ-65224 (seit 2005)

Dreiachser ohne Allradantrieb
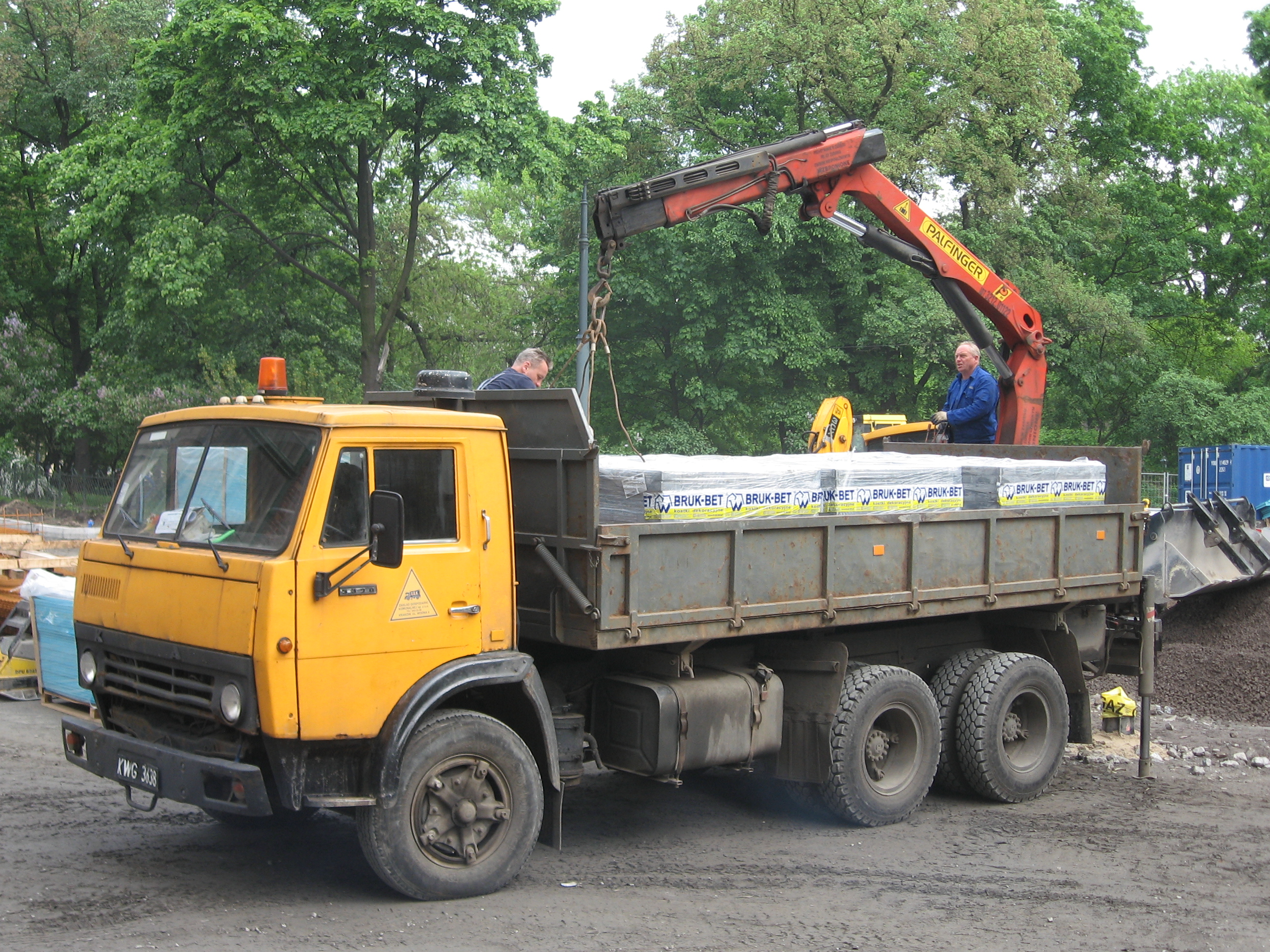
KamAZ-5320 (1976–2000)
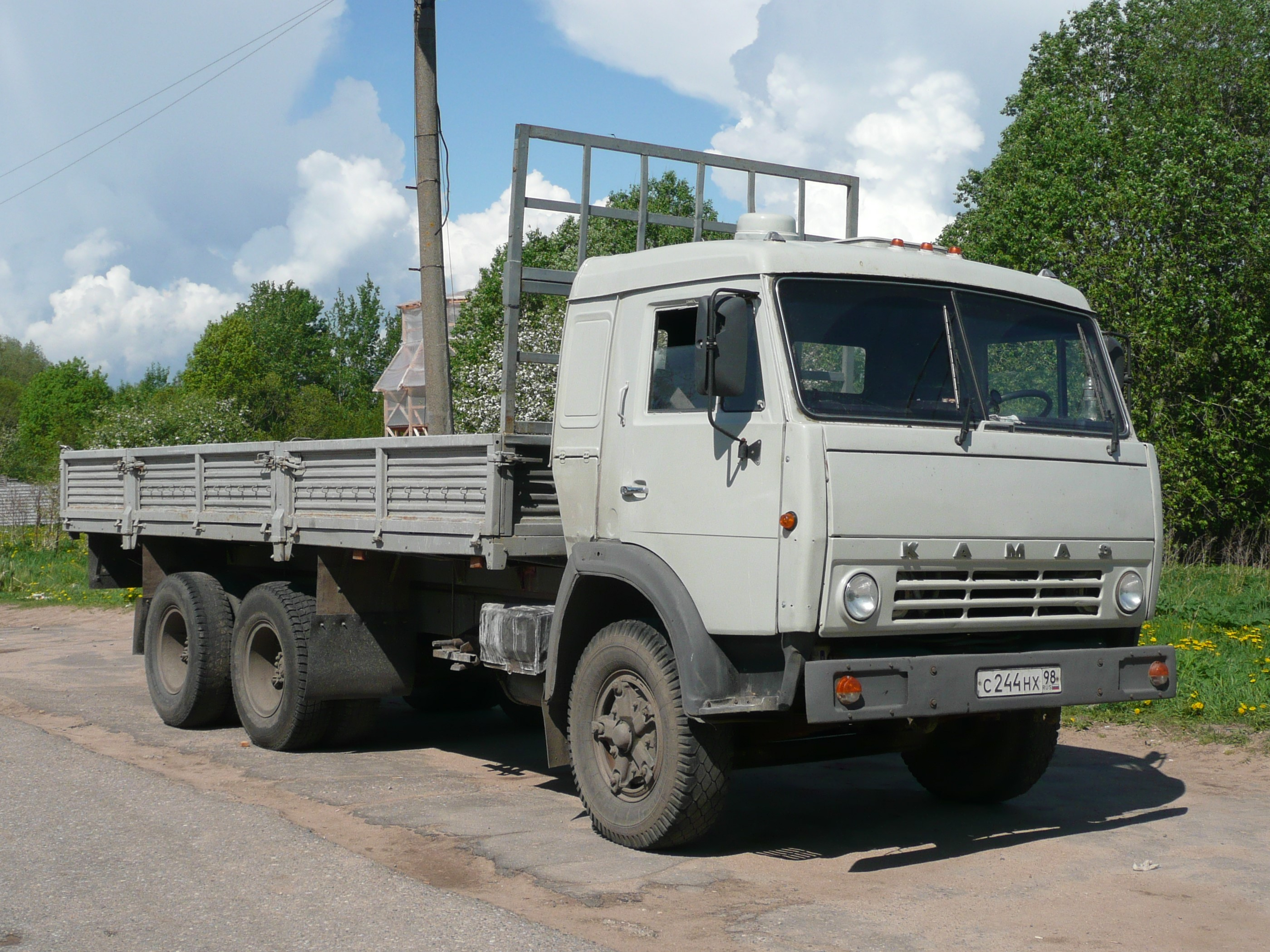
KamAZ-53212 (1980–2002)
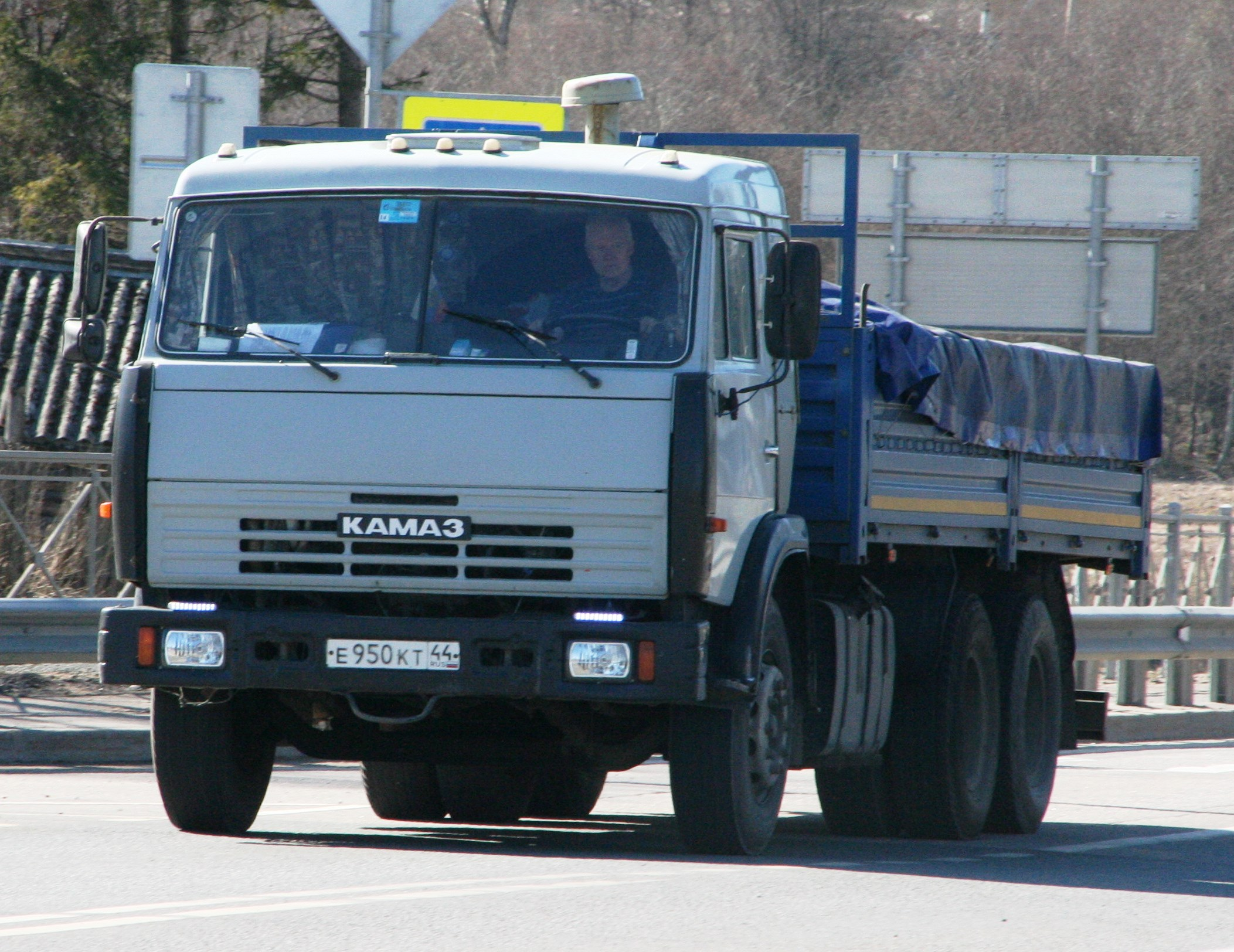
KamAZ-53215 (seit 1995)
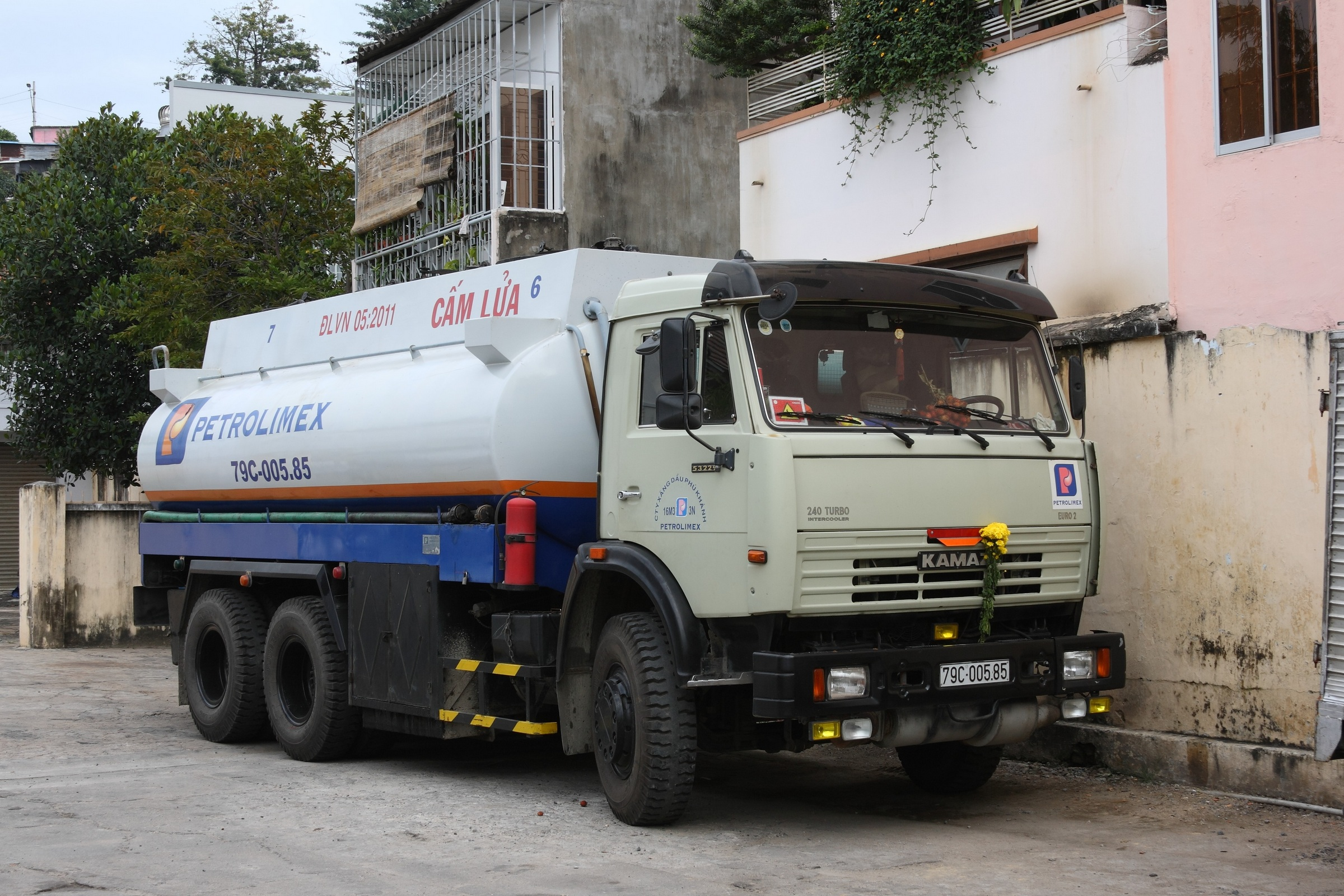
KamAZ-53229 (1995–2014)
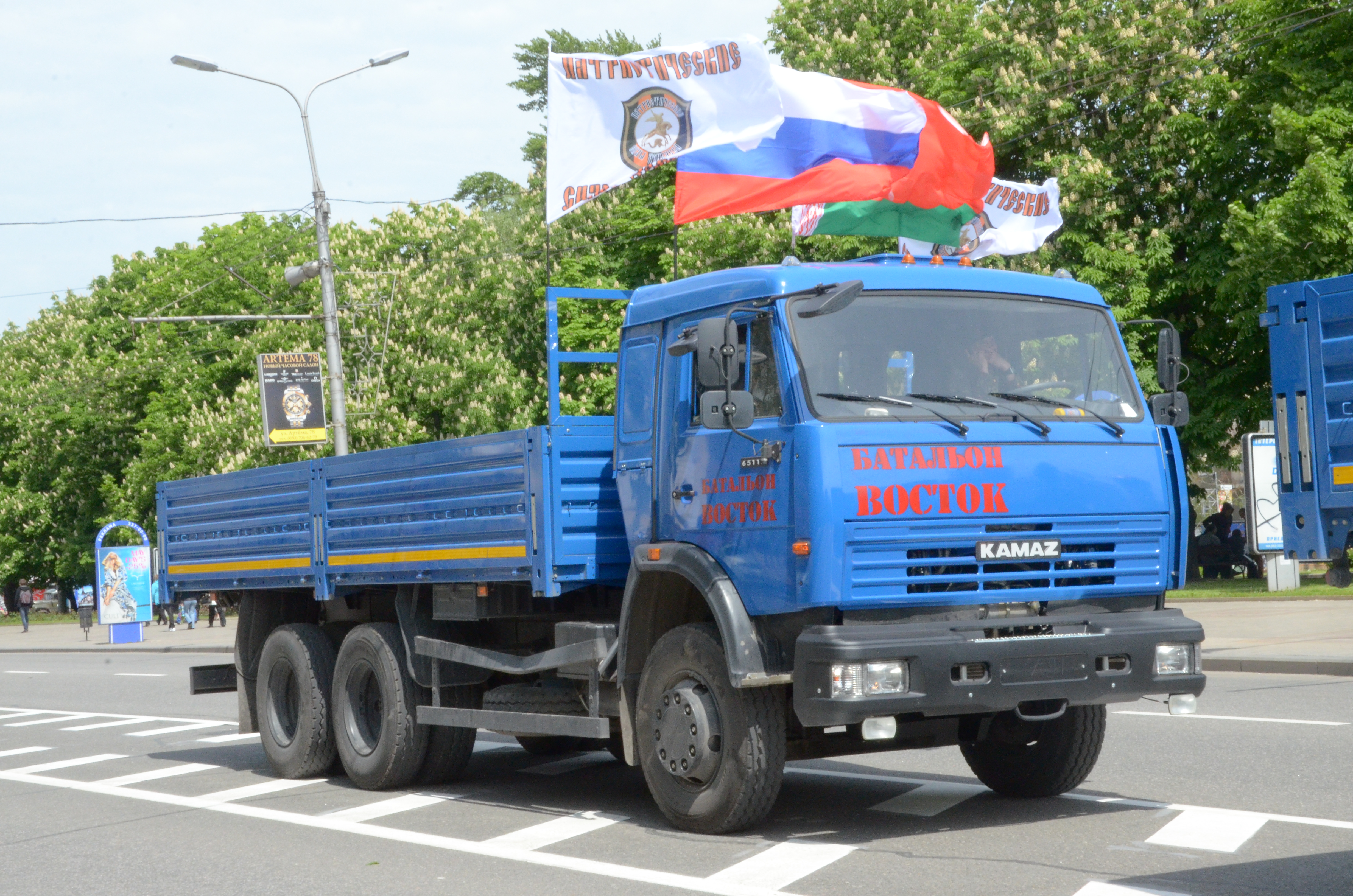
KamAZ-65117 (seit 2005)

Vierachser mit Allradantrieb
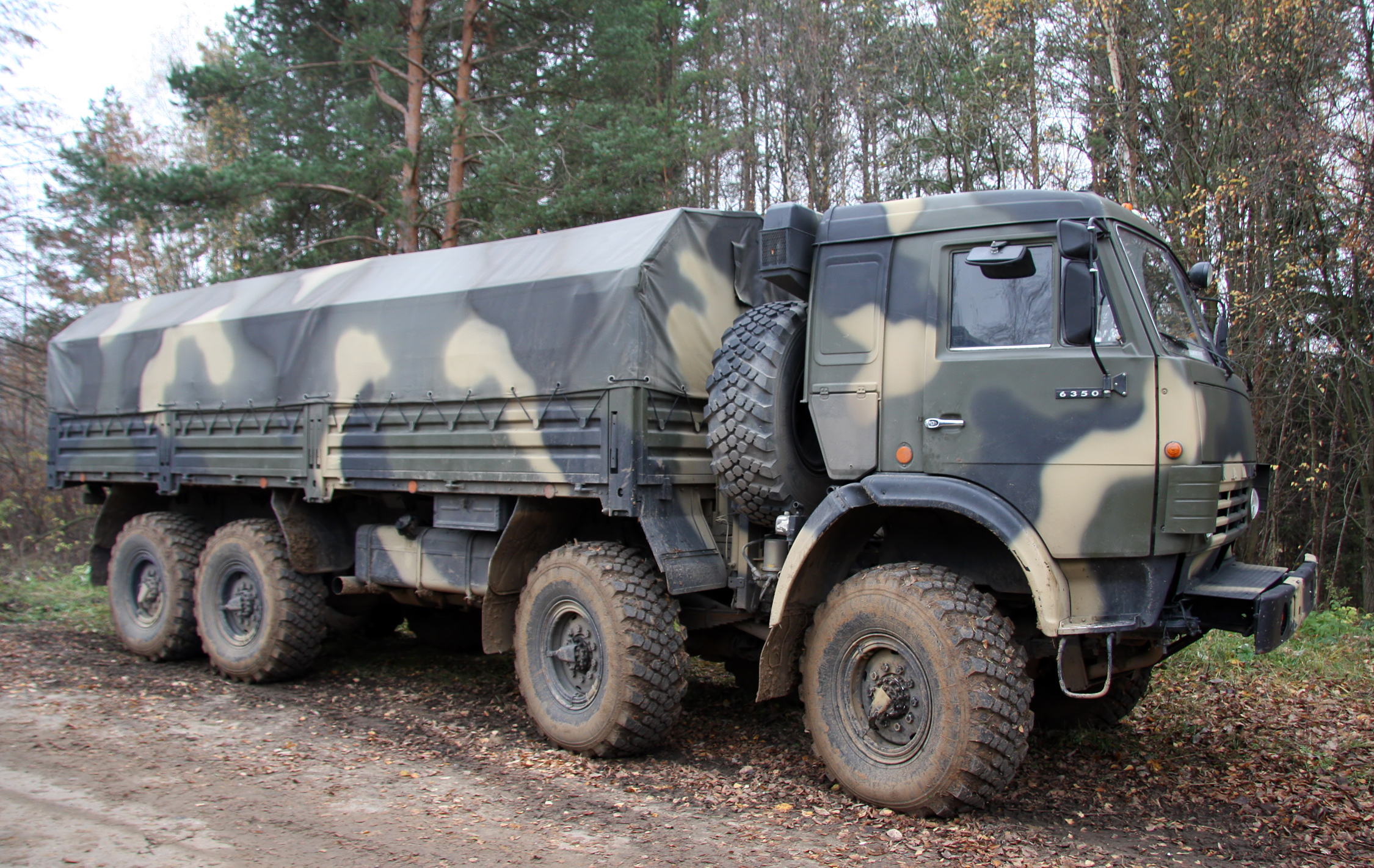
KamAZ-6350 (seit 1998)
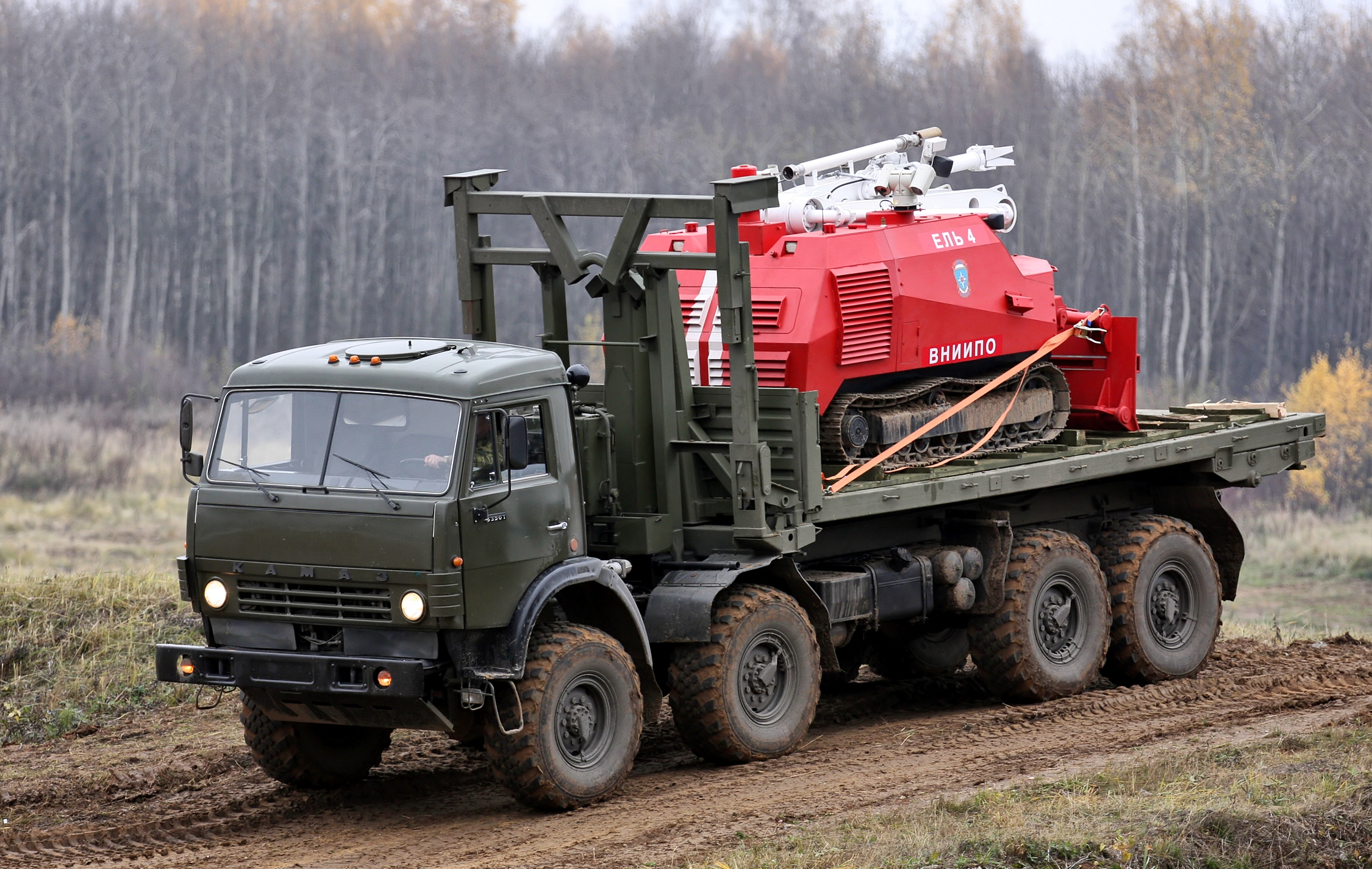
KamAZ-63501 (seit 2004)
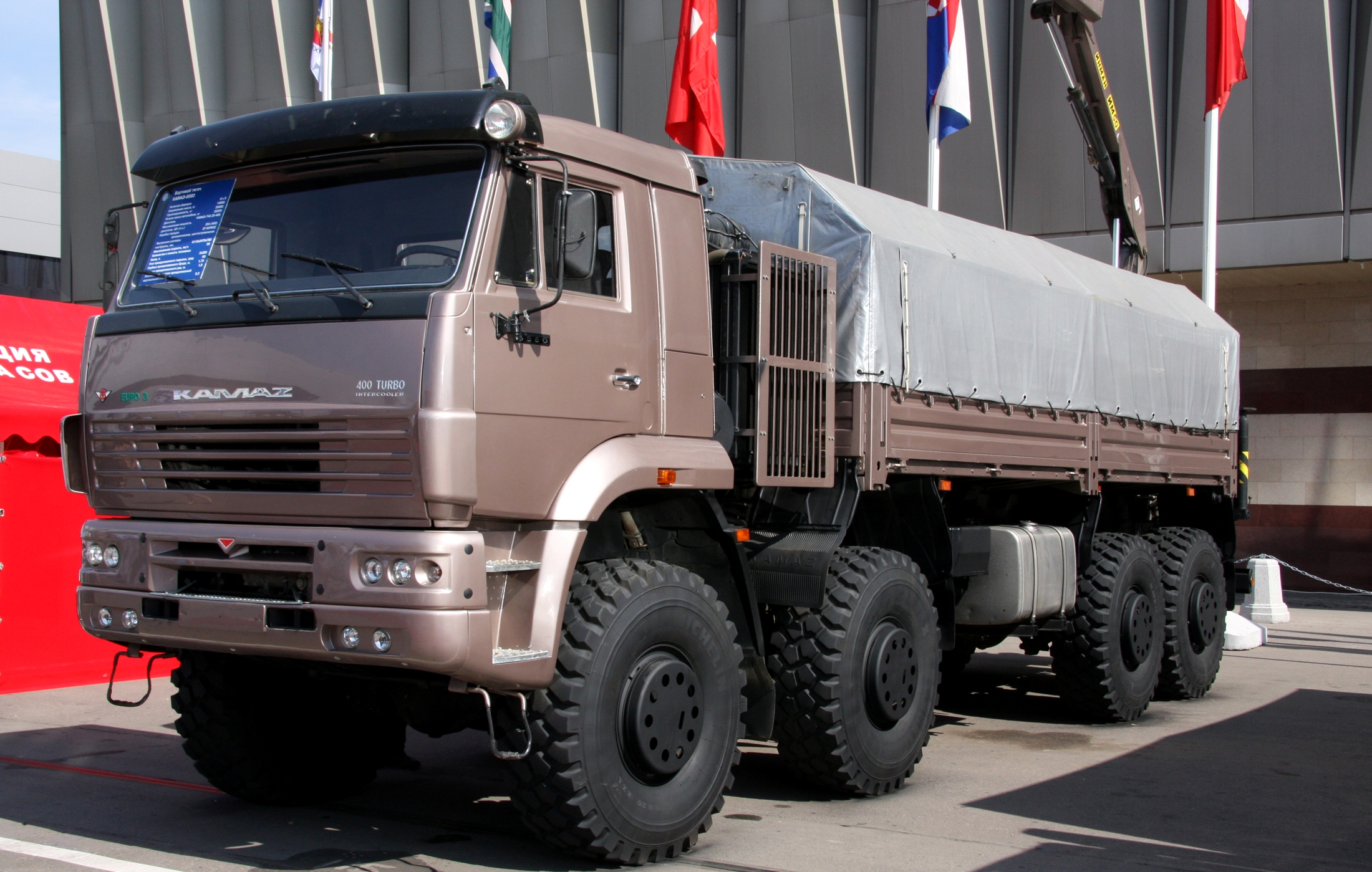
KamAZ-6560 (seit 2005)

#### Sattelzugmaschinen

Zweiachser ohne Allradantrieb
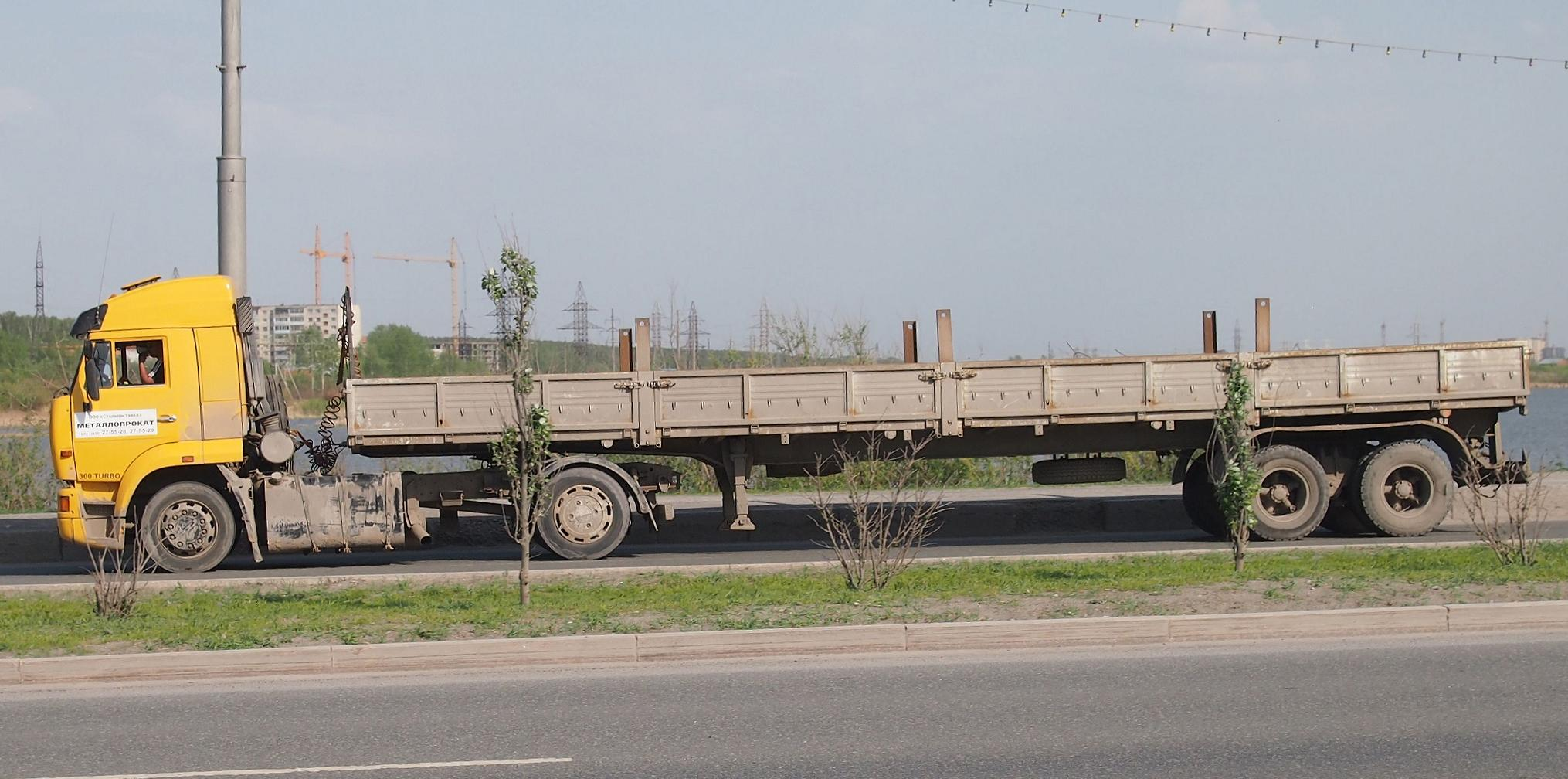
KamAZ-5460 (seit 2003)
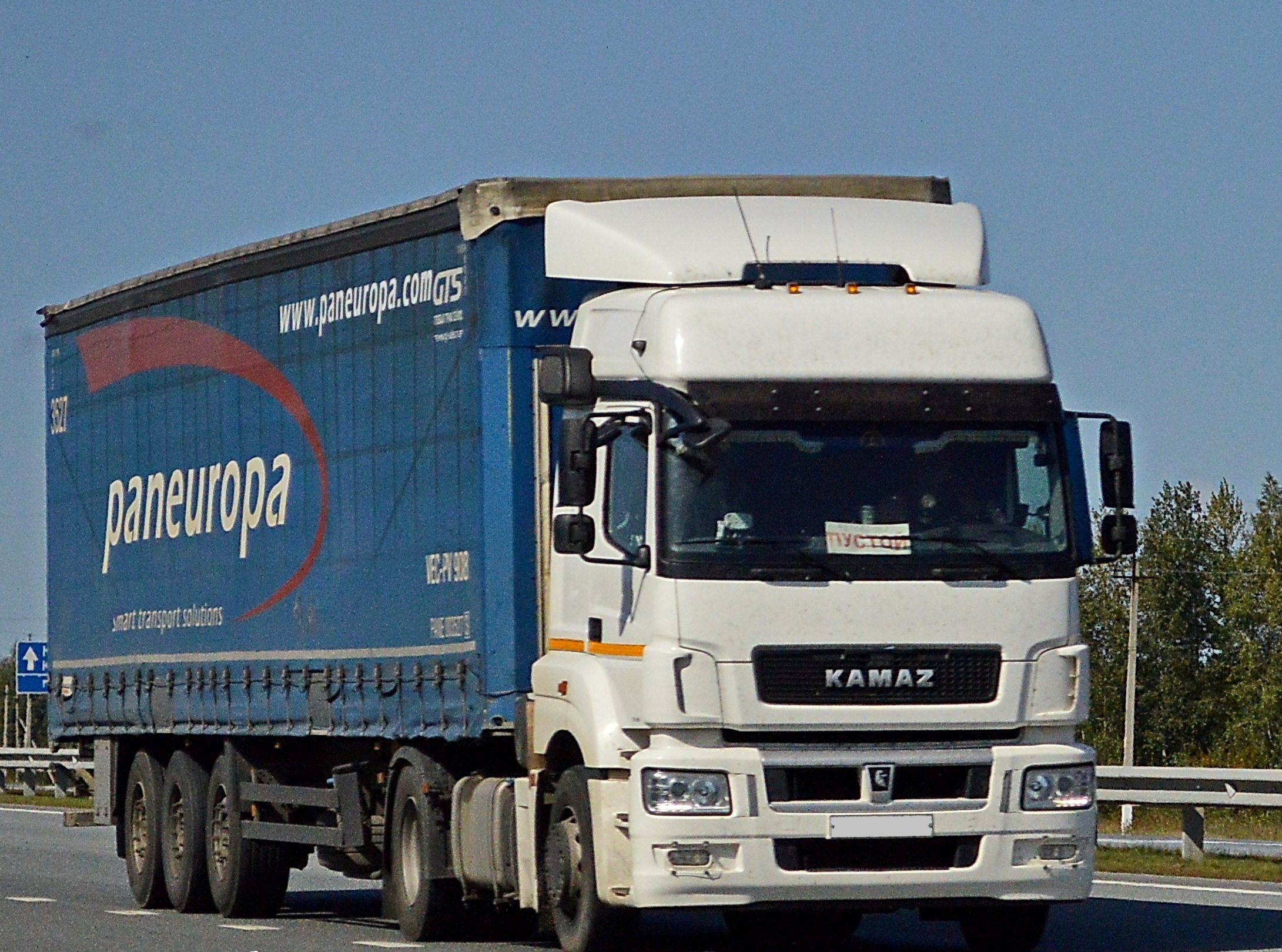
KamAZ-5490 (seit 2013)

Dreiachser mit Allradantrieb
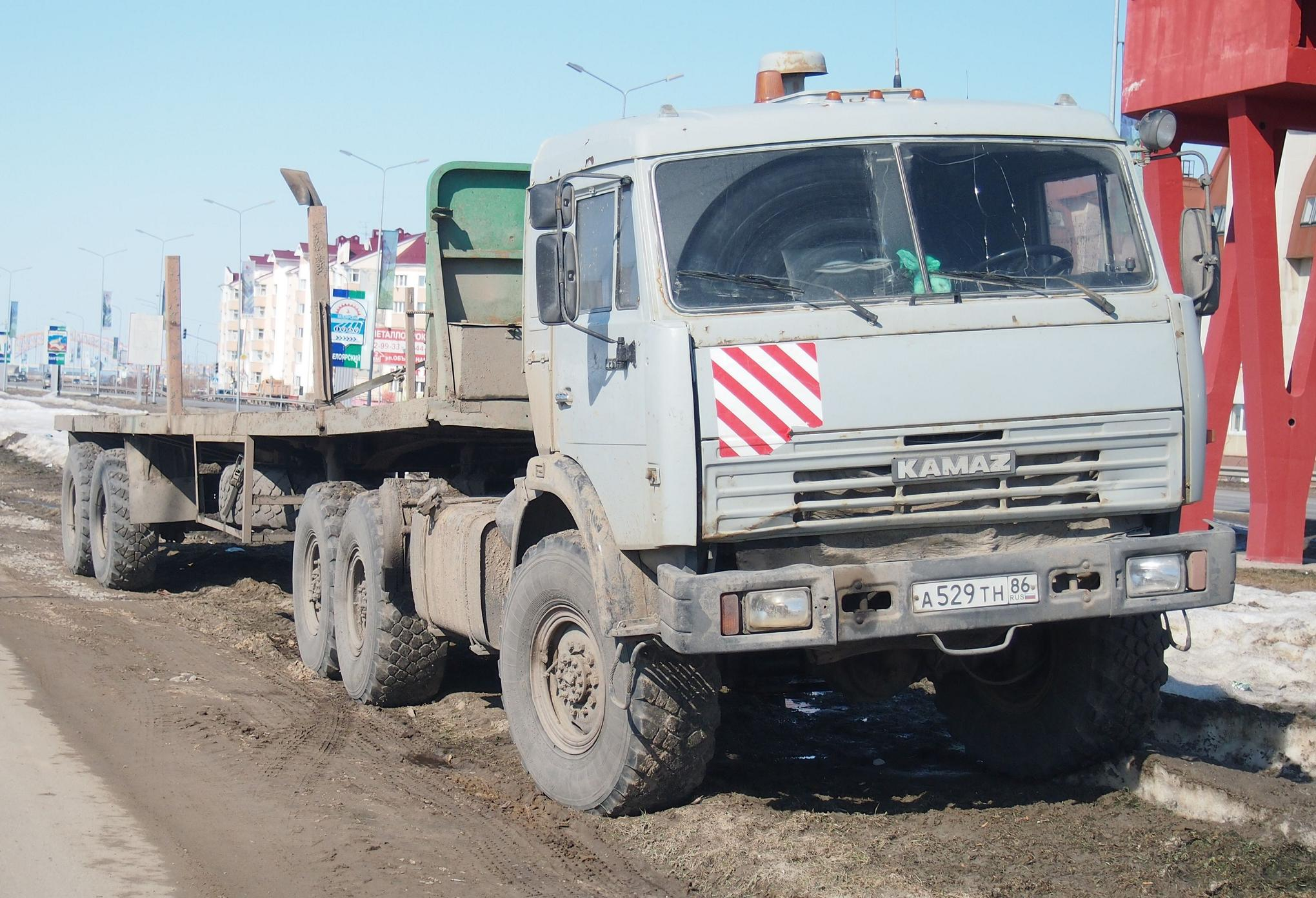
KamAZ-44108 (2001–2014)
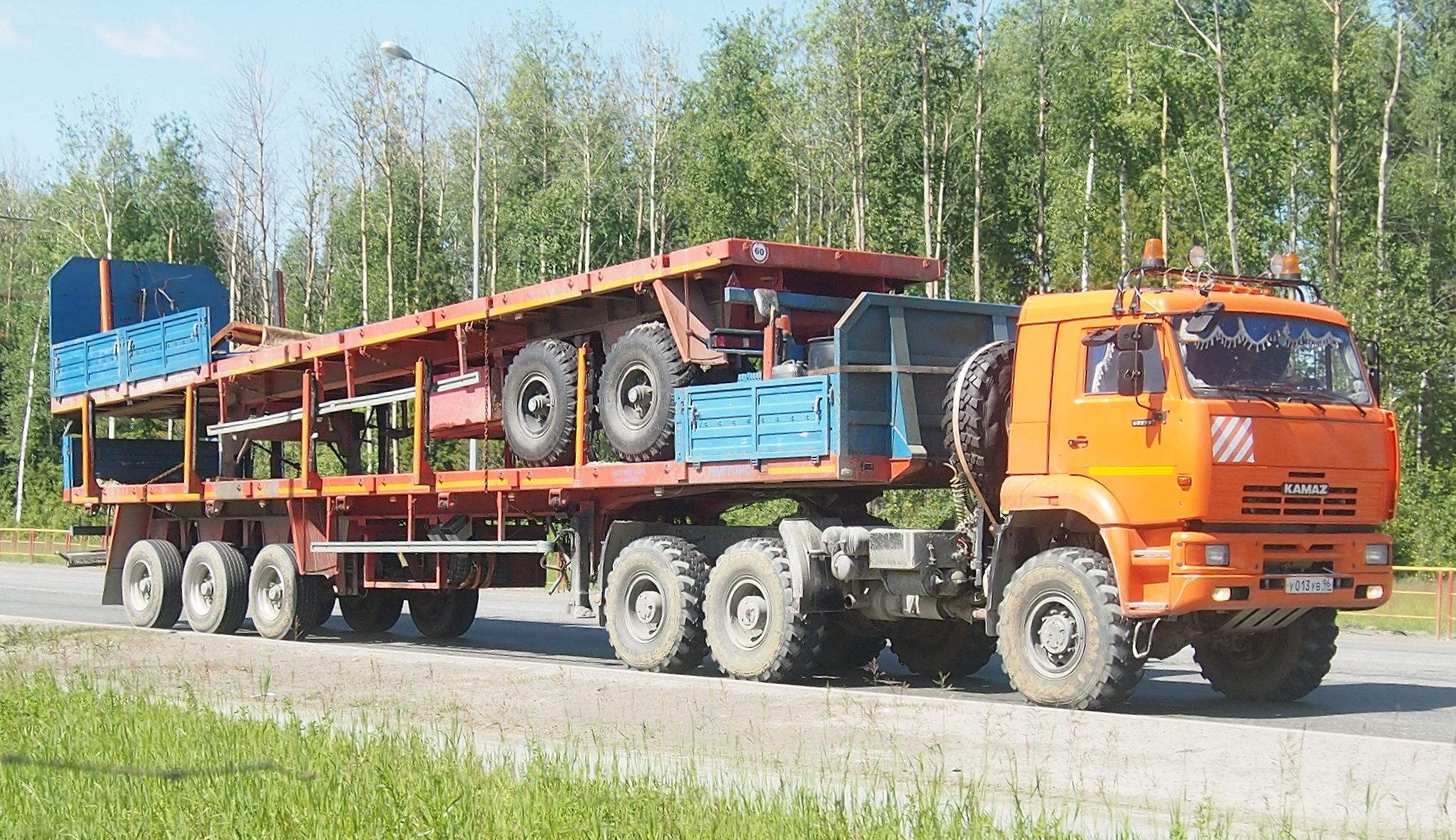
KamAZ-65225 (seit 2004)

Dreiachser ohne Allradantrieb
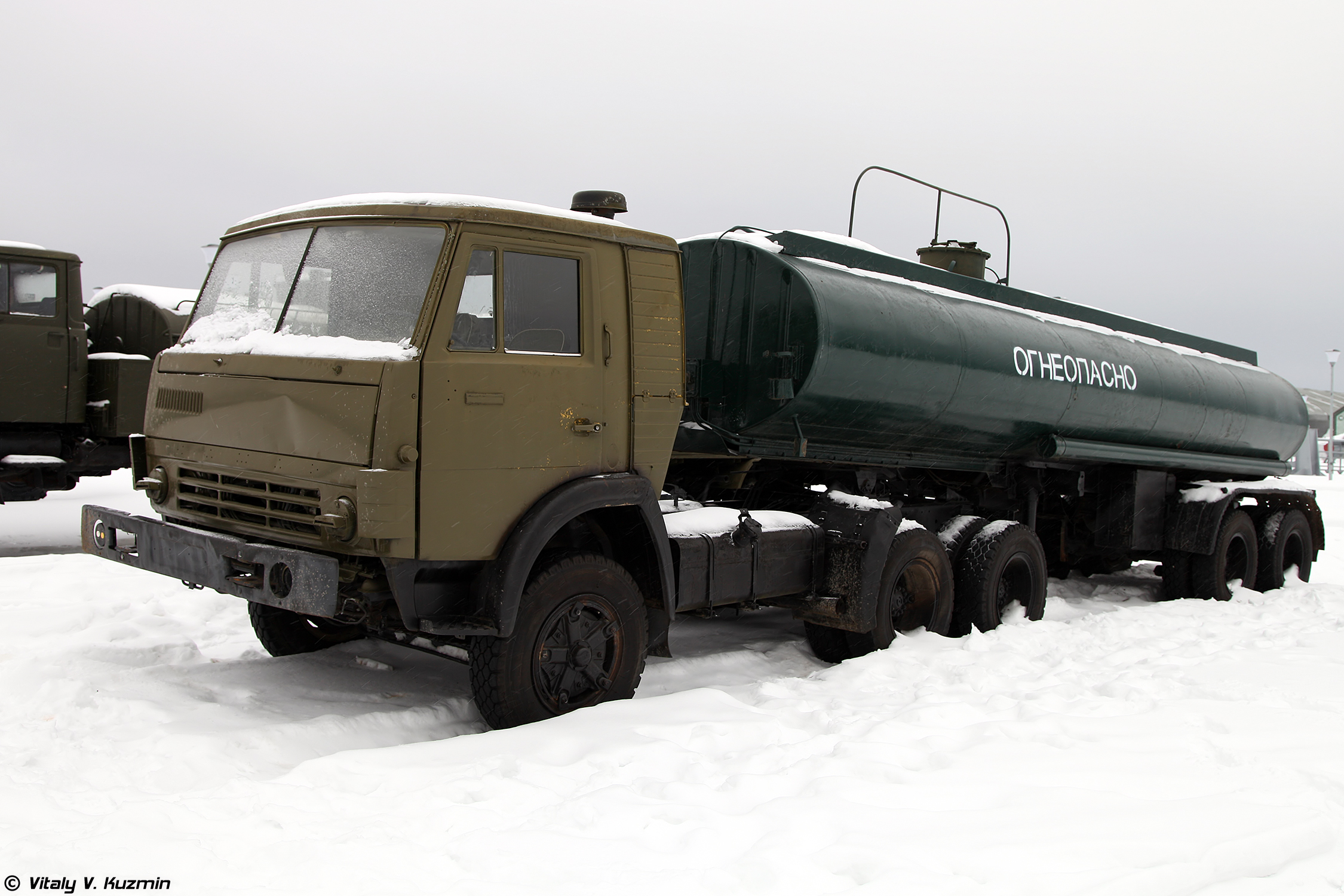
KamAZ-5410 (1976–2006)
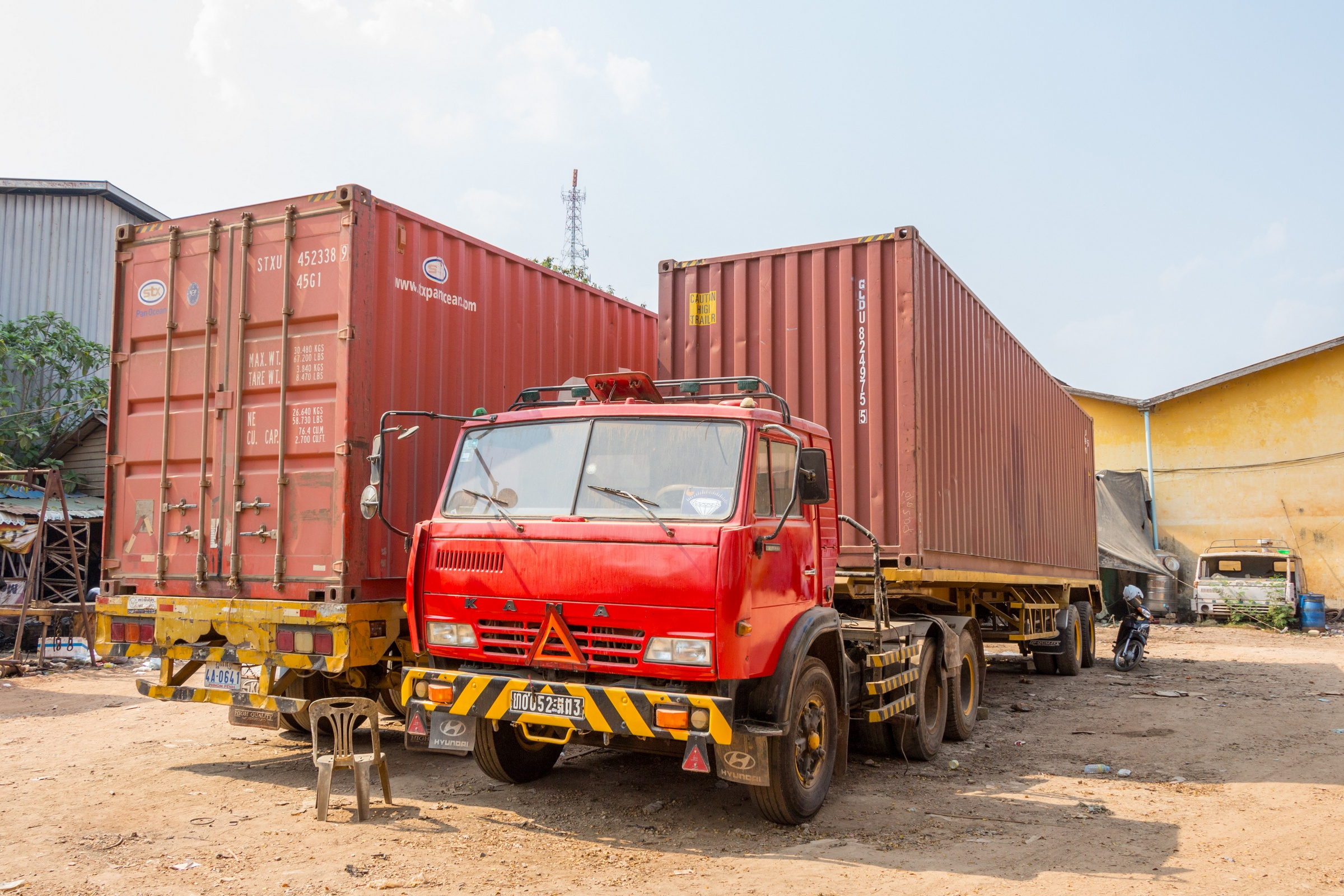
KamAZ-54112 (1980–2006)
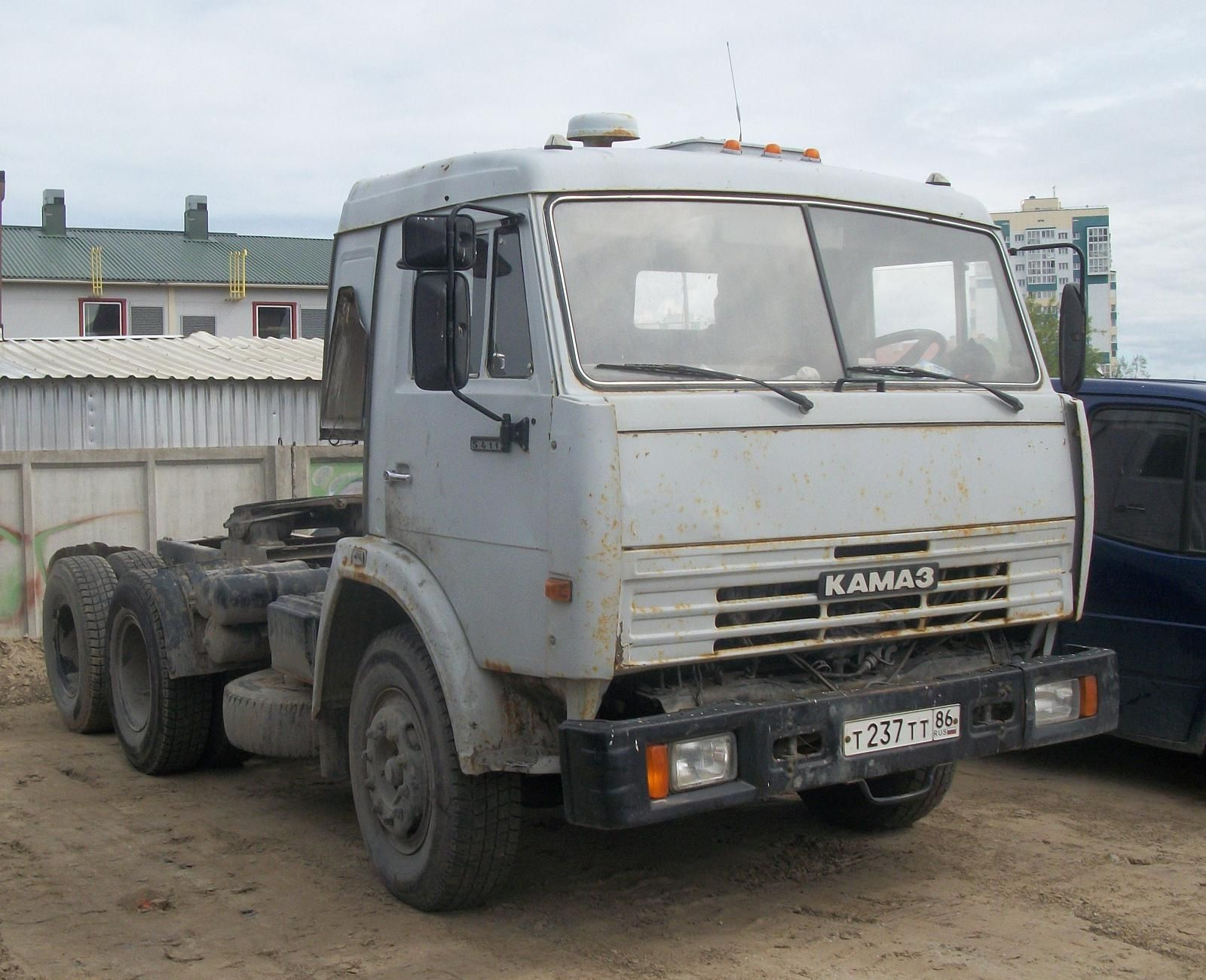
KamAZ-54115 (1995–2011)
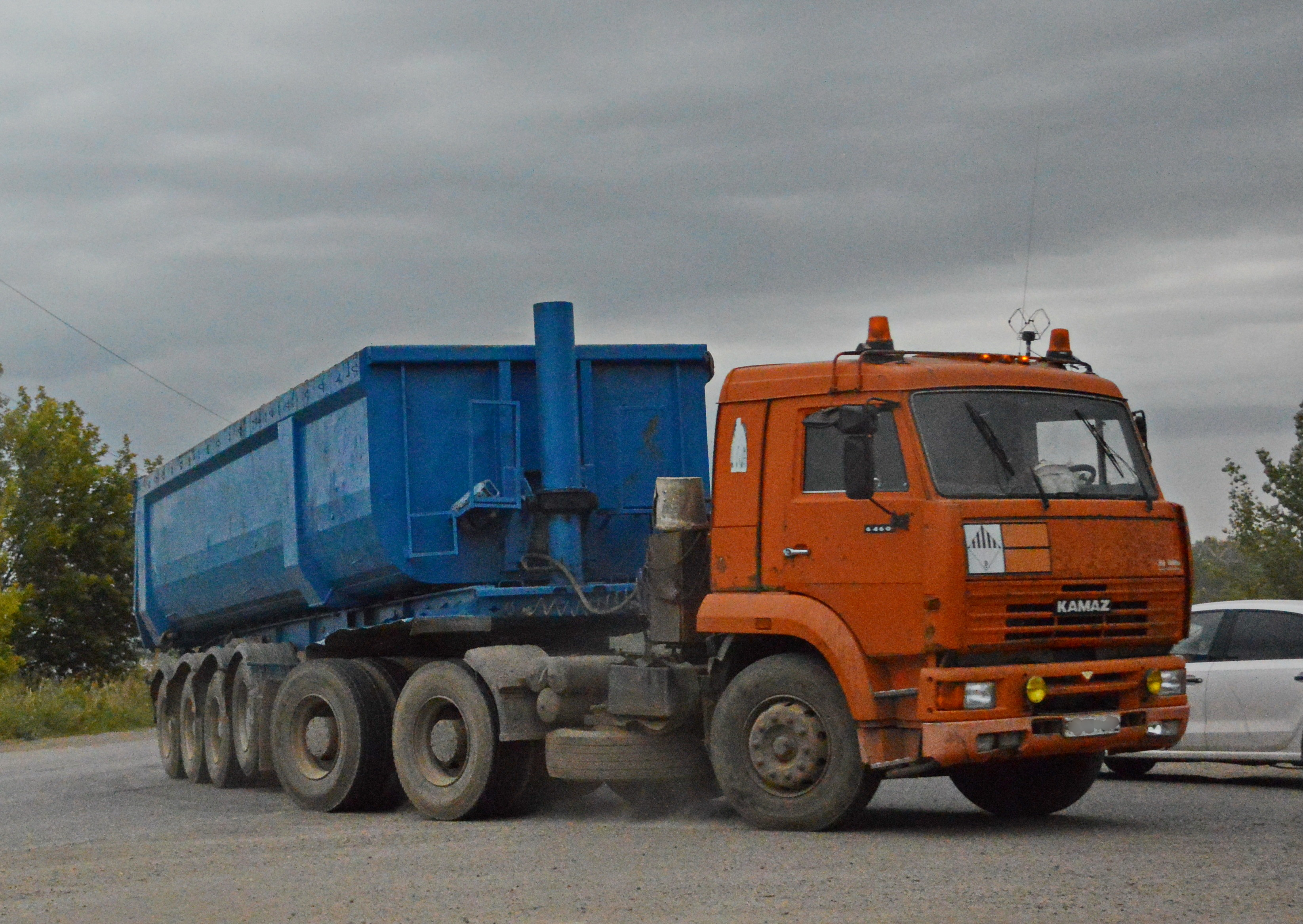
KamAZ-6460 (seit 2003)
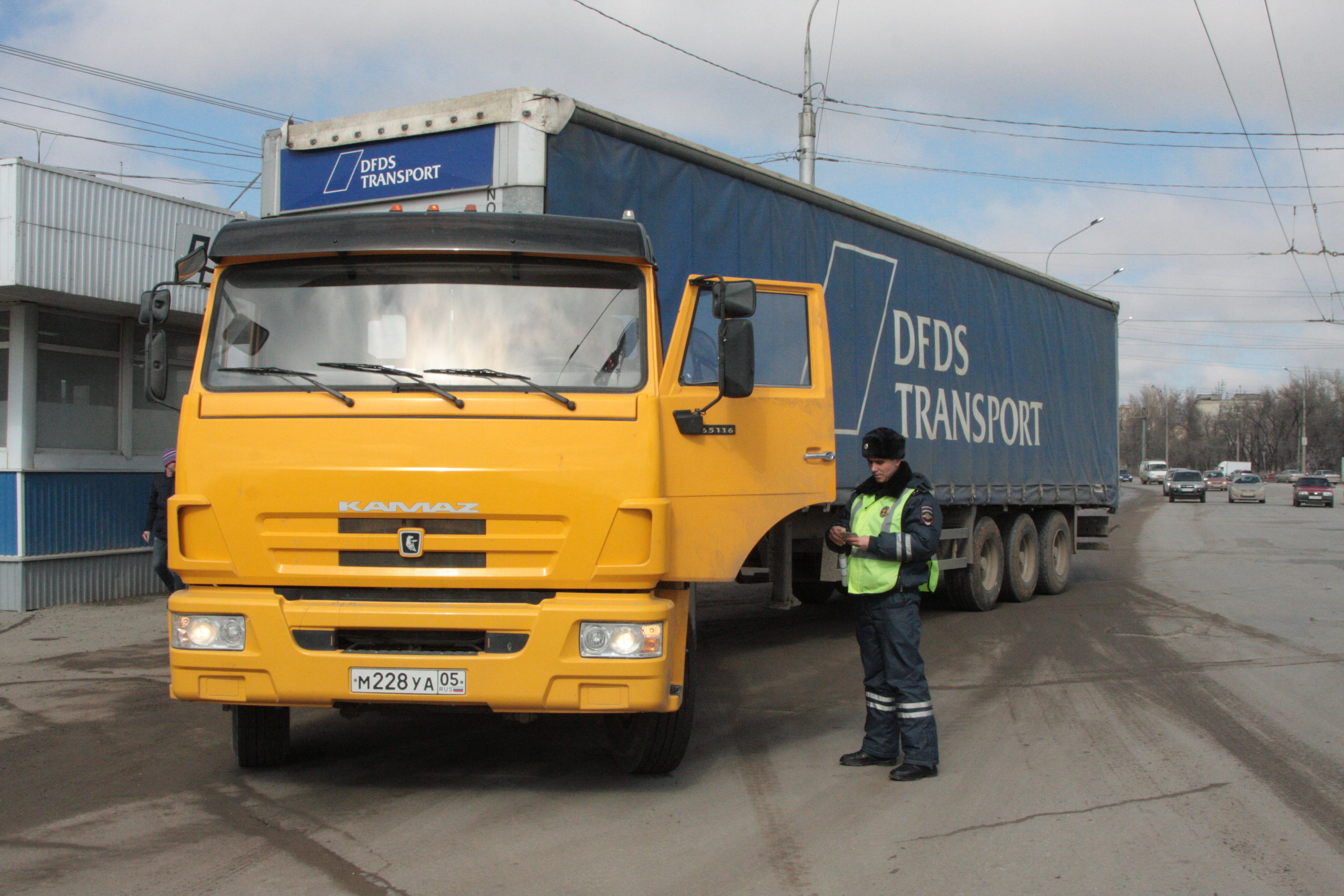
KamAZ-65116 (seit 2005)

#### Kipper

Zweiachser ohne Allradantrieb
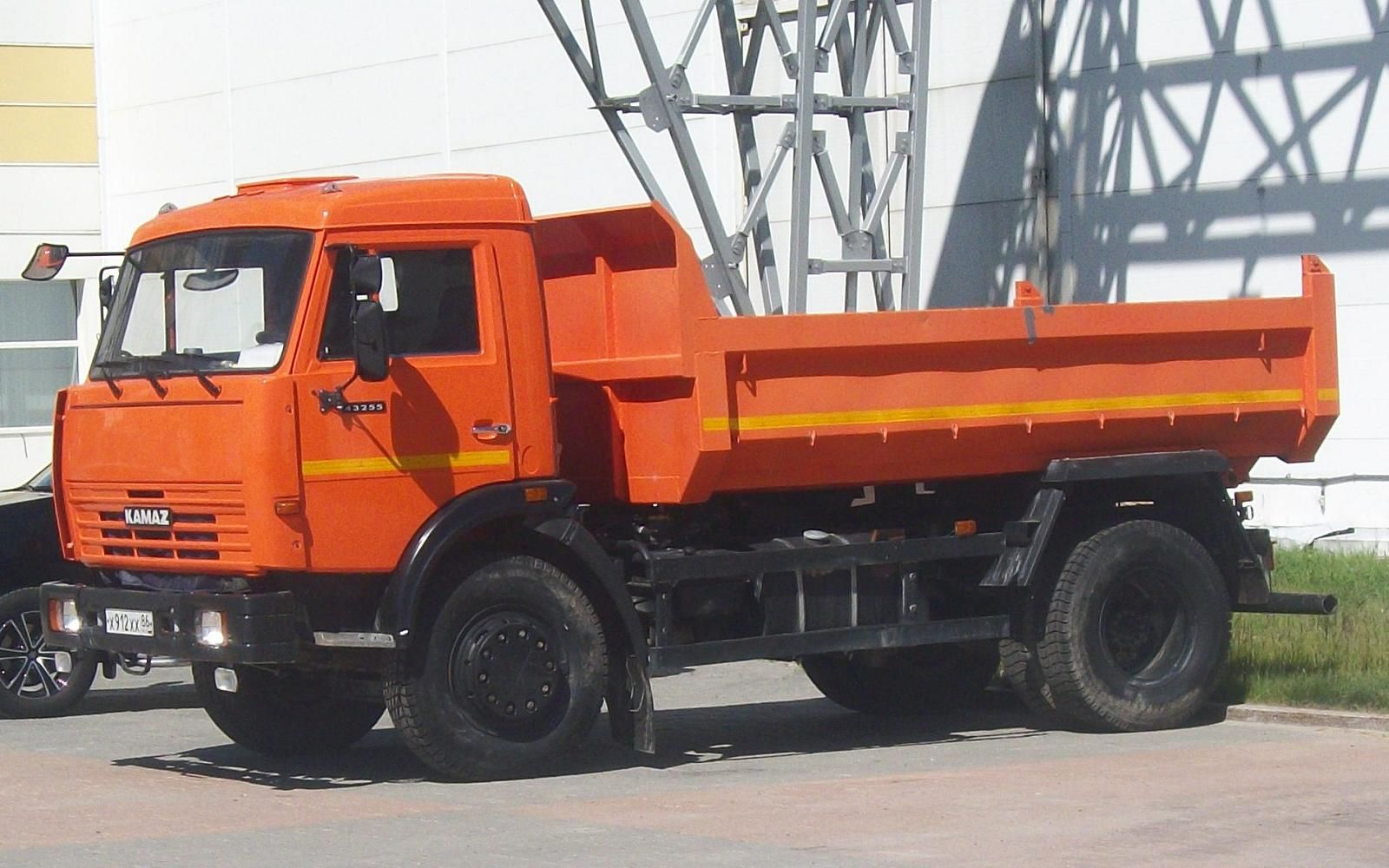
KamAZ-43255 (seit 2007)
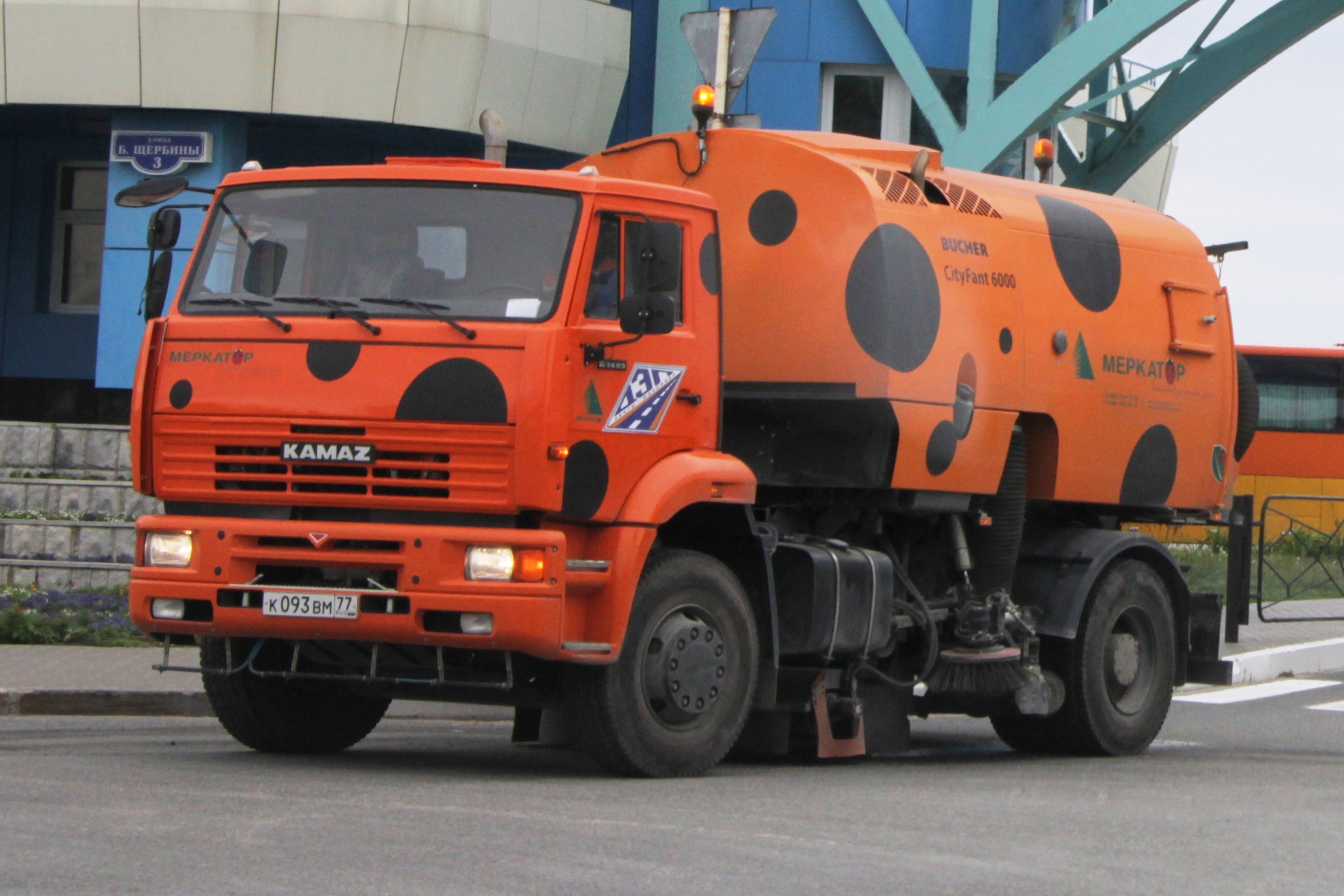
KamAZ-53605 (seit 2005)

Dreiachser mit Allradantrieb
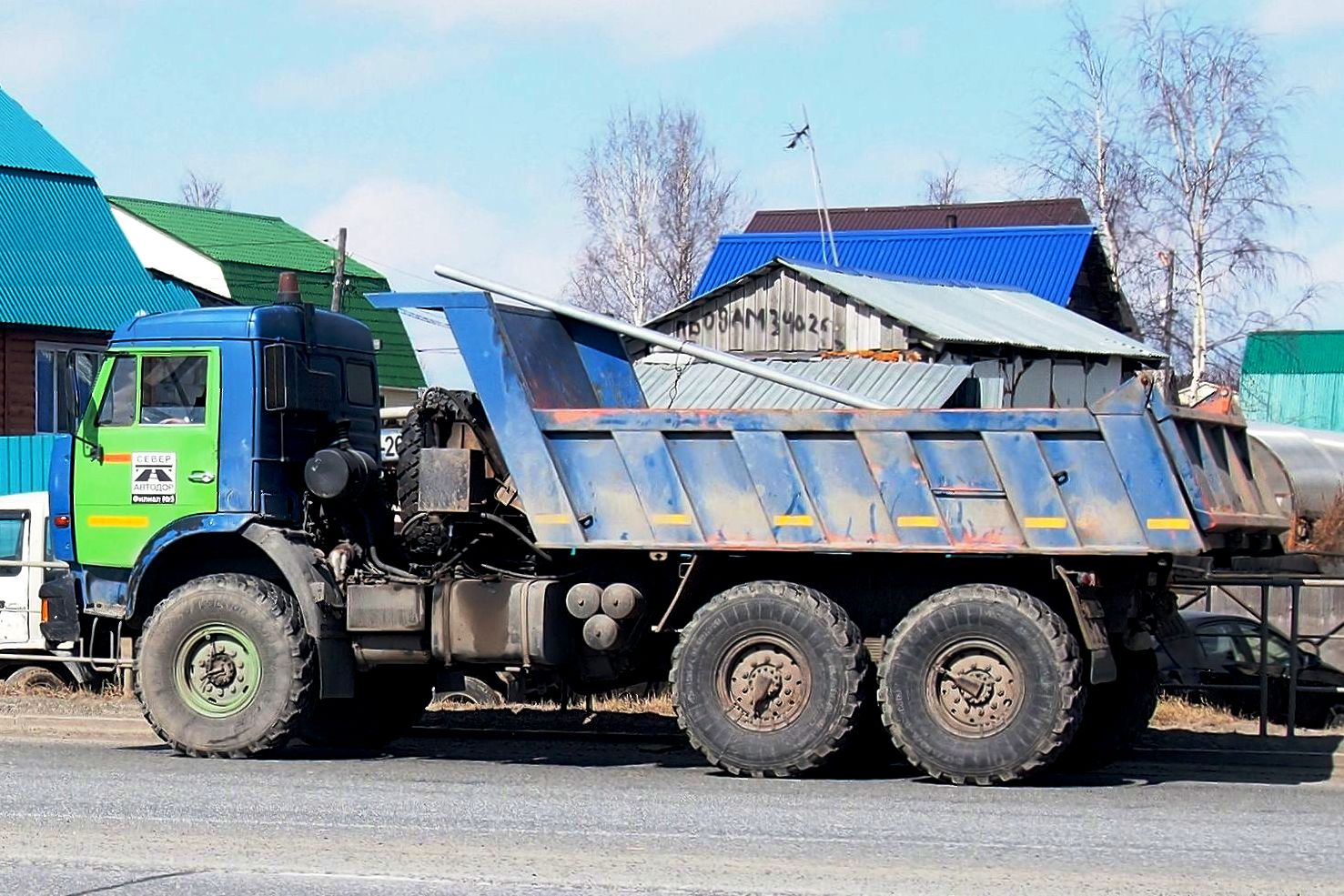
KamAZ-45141 (seit 2009)
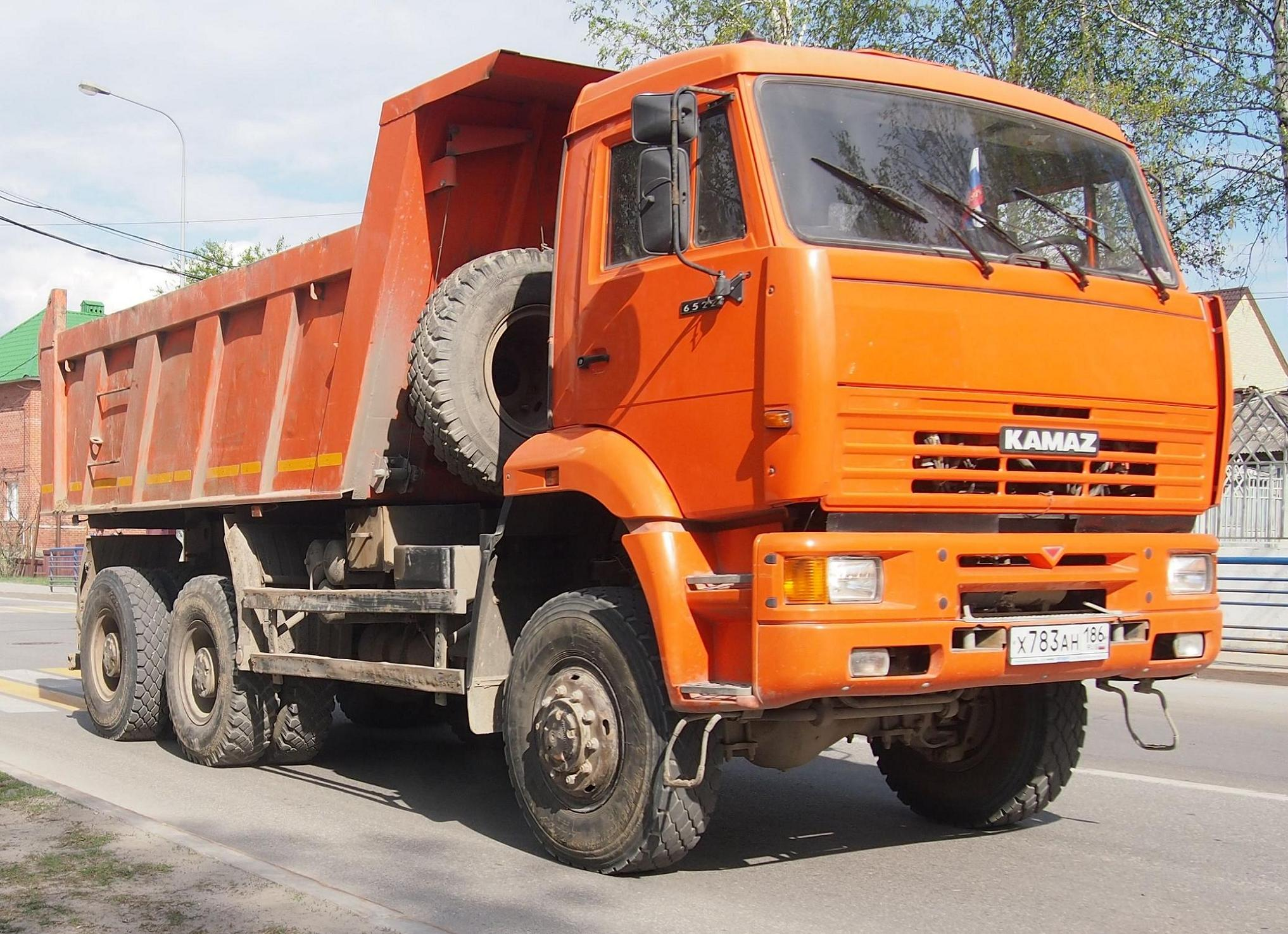
KamAZ-6522 (seit 2002)
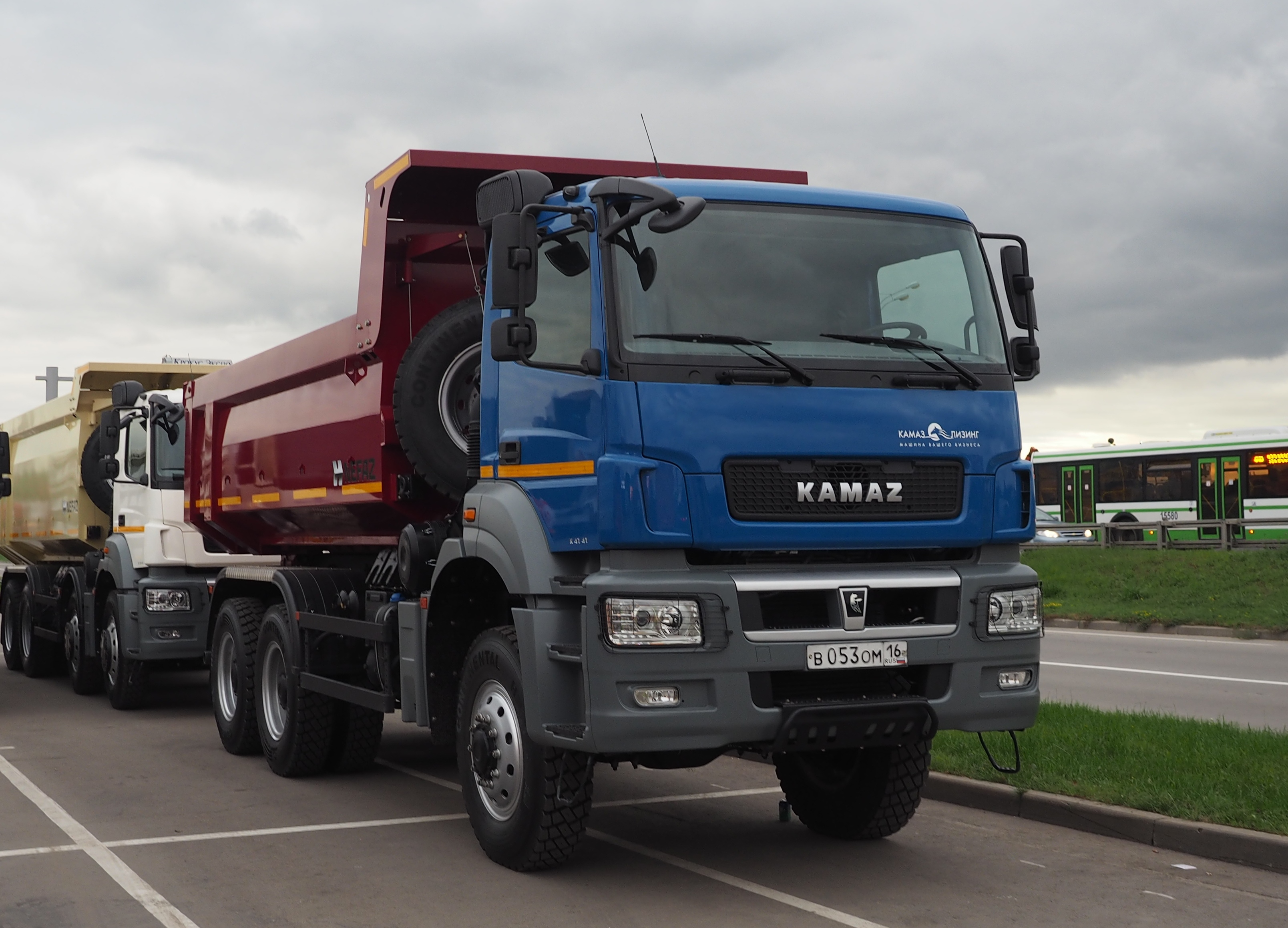
KamAZ-65802 (seit 2016)

Dreiachser ohne Allradantrieb
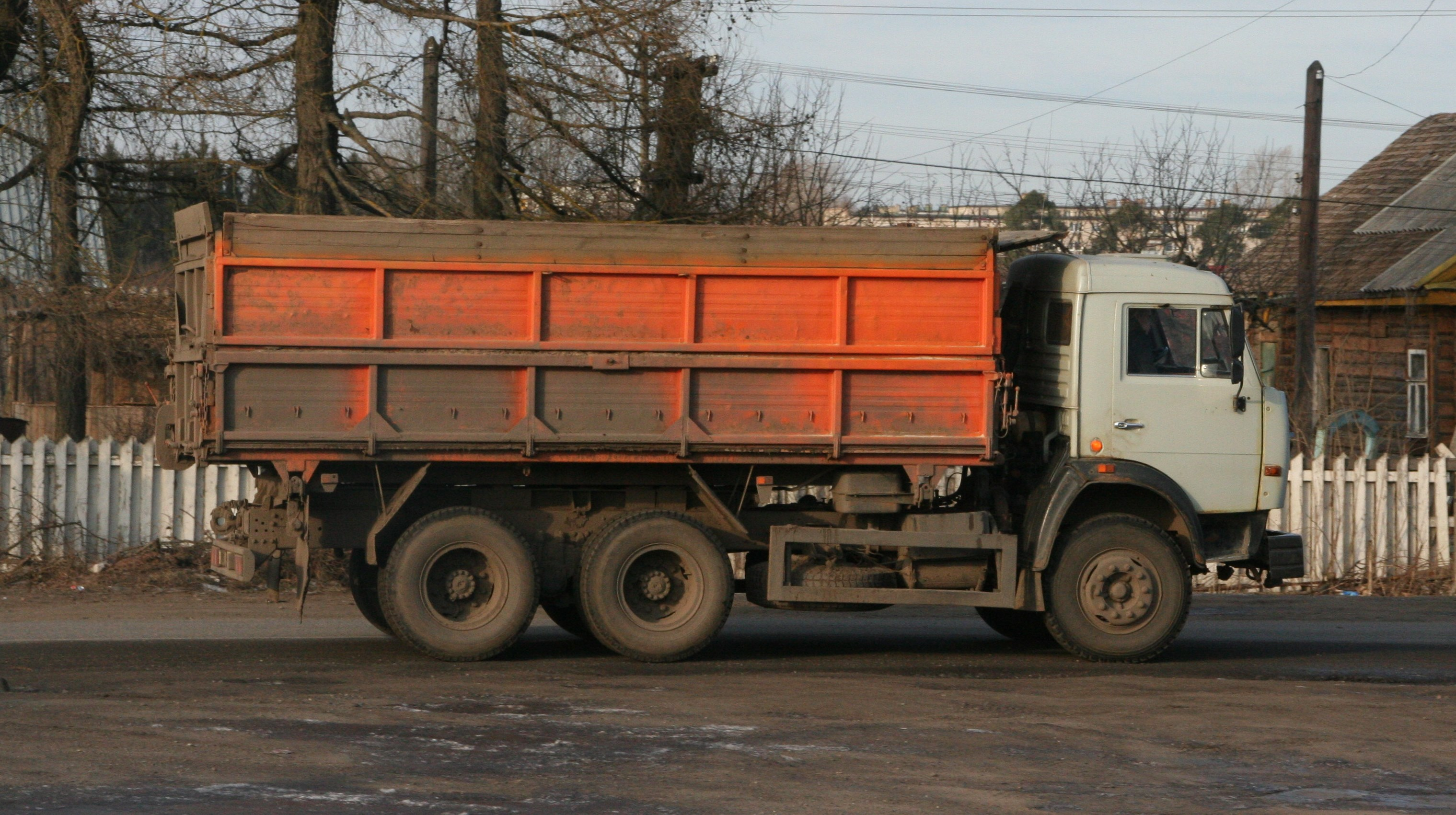
KamAZ-45143 (seit ?)
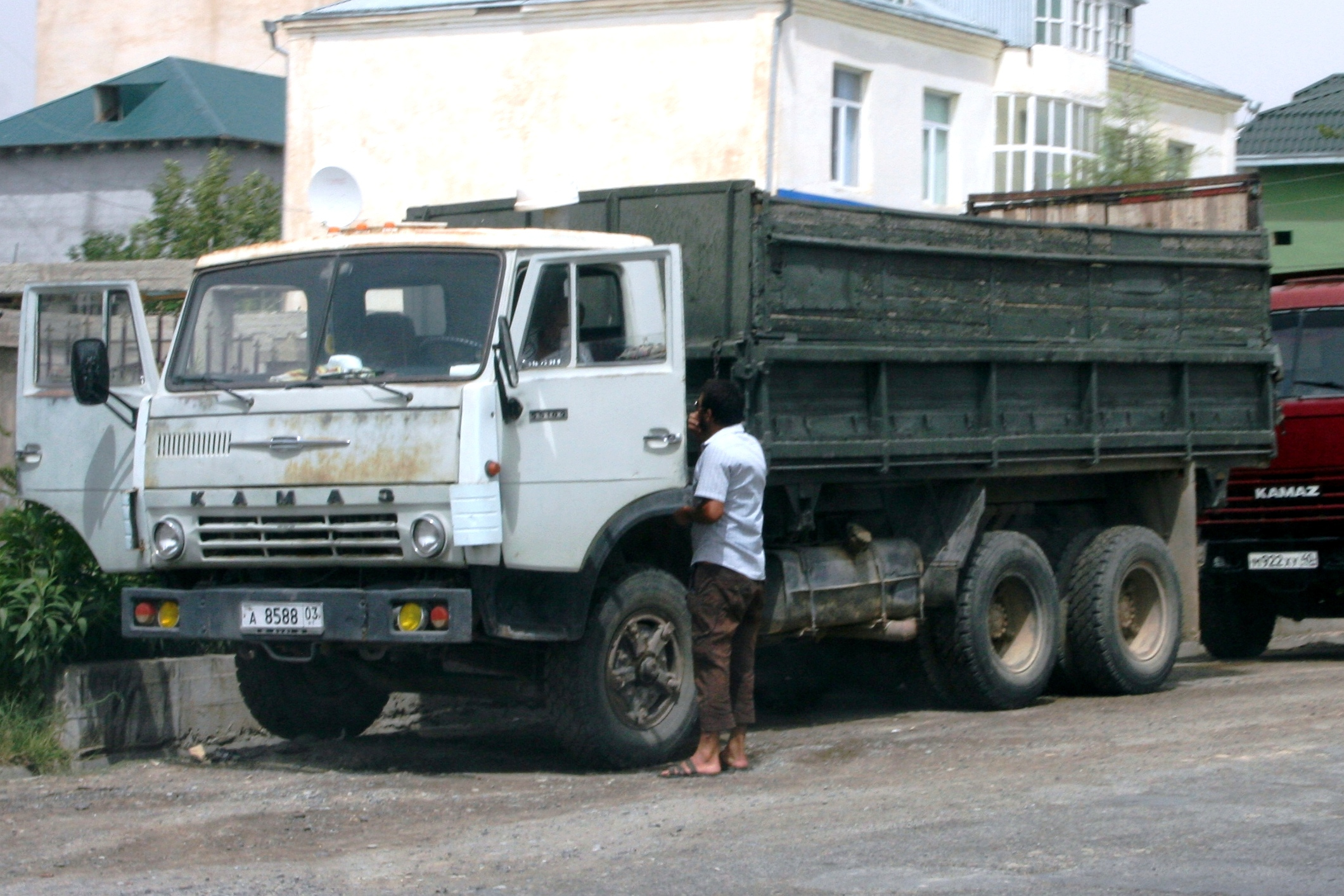
KamAZ-55102 (1980–1990)
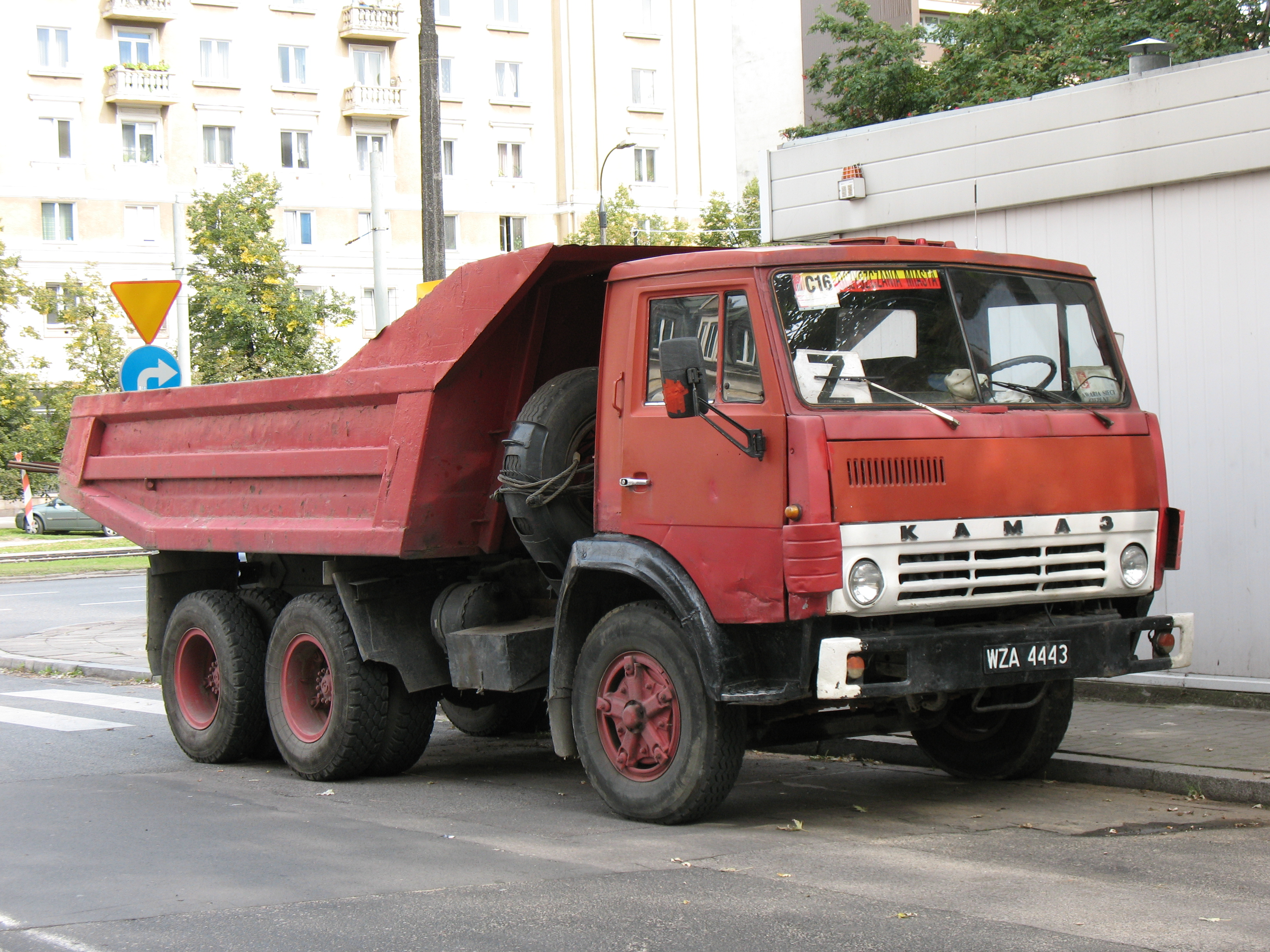
KamAZ-5511 (1977–1990)
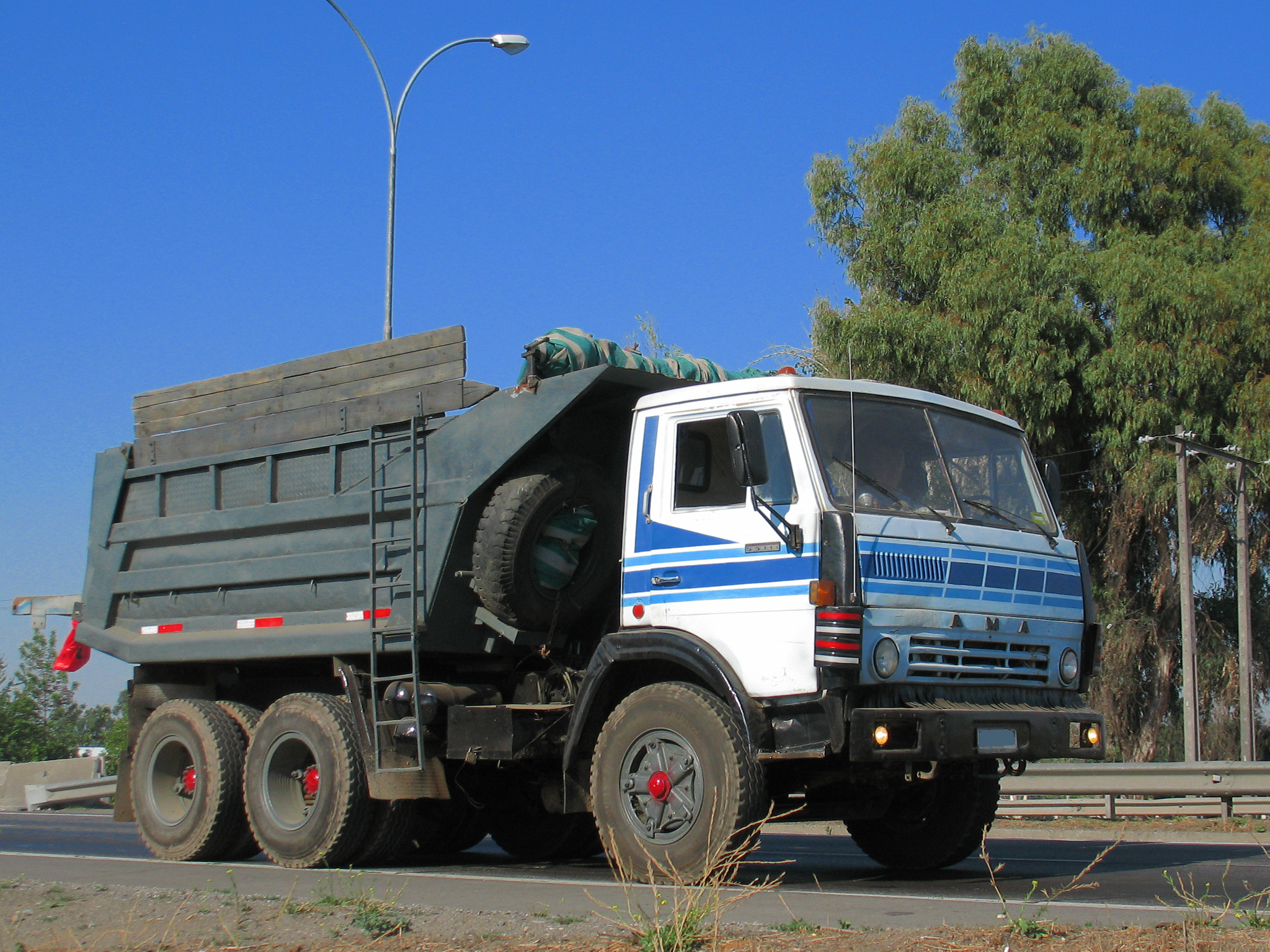
KamAZ-55111 (1988–2012)
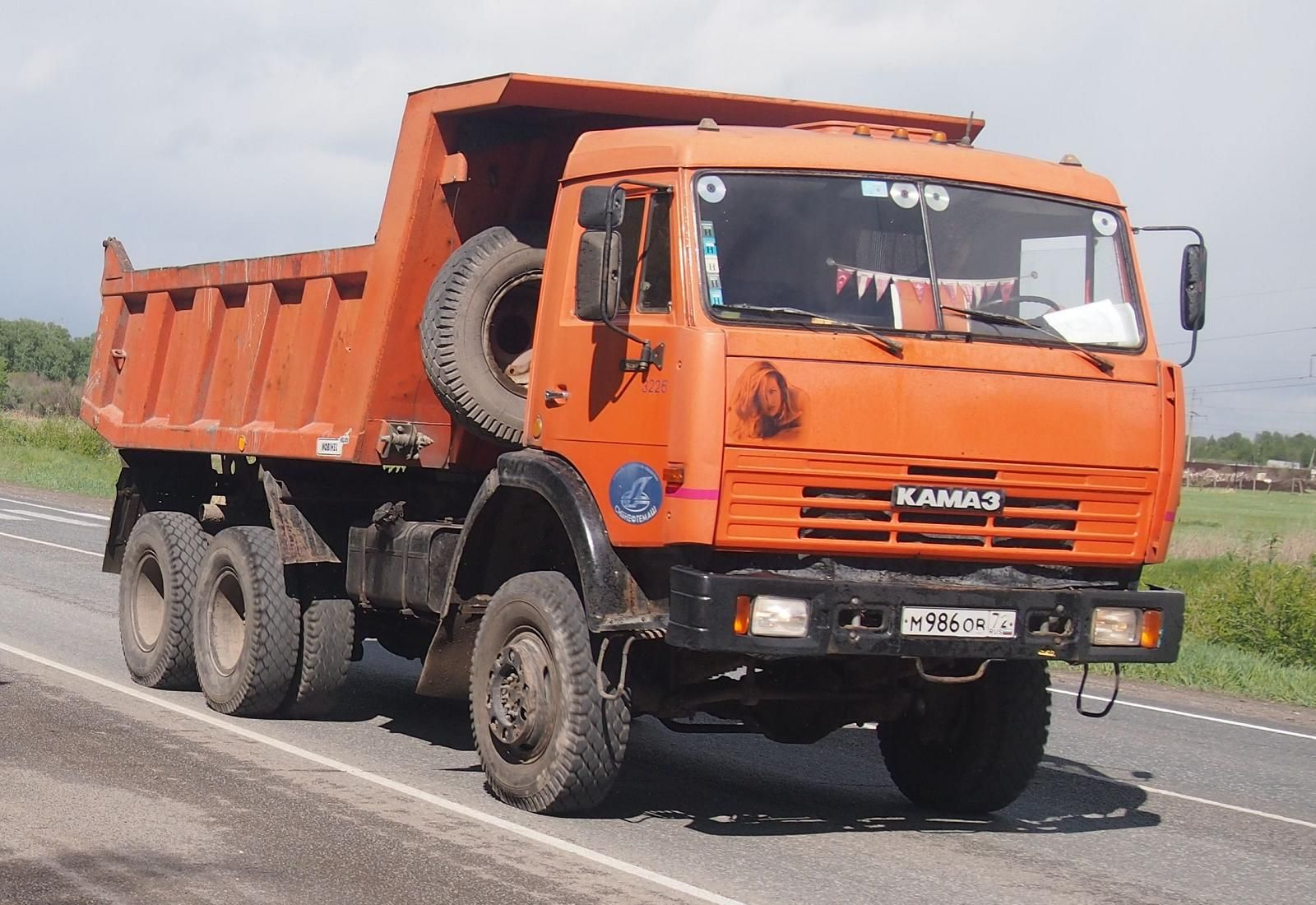
KamAZ-65111 (seit 2003)
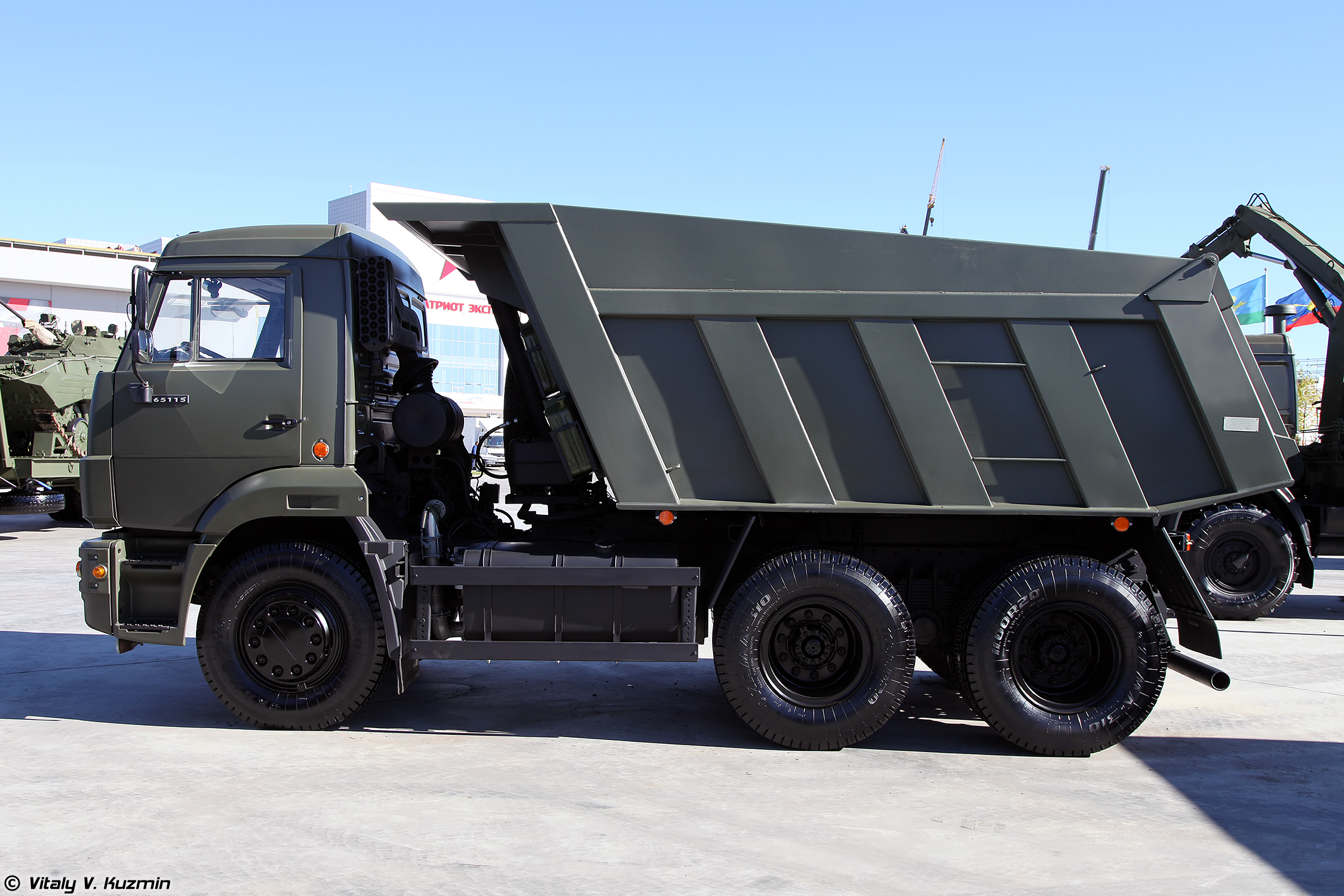
KamAZ-65115 (seit 1995)
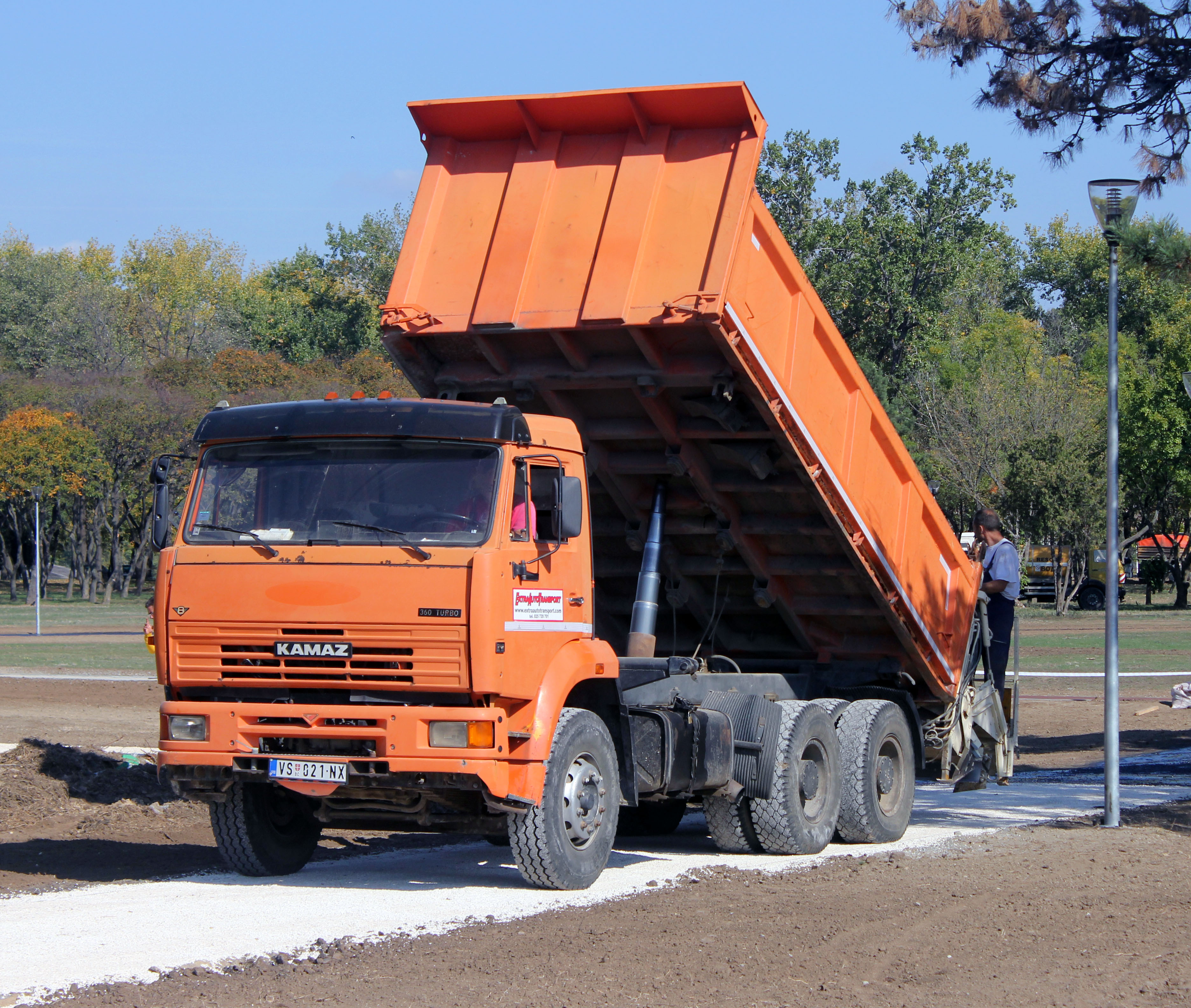
KamAZ-6520 (seit 2002)

Vierachser ohne Allradantrieb
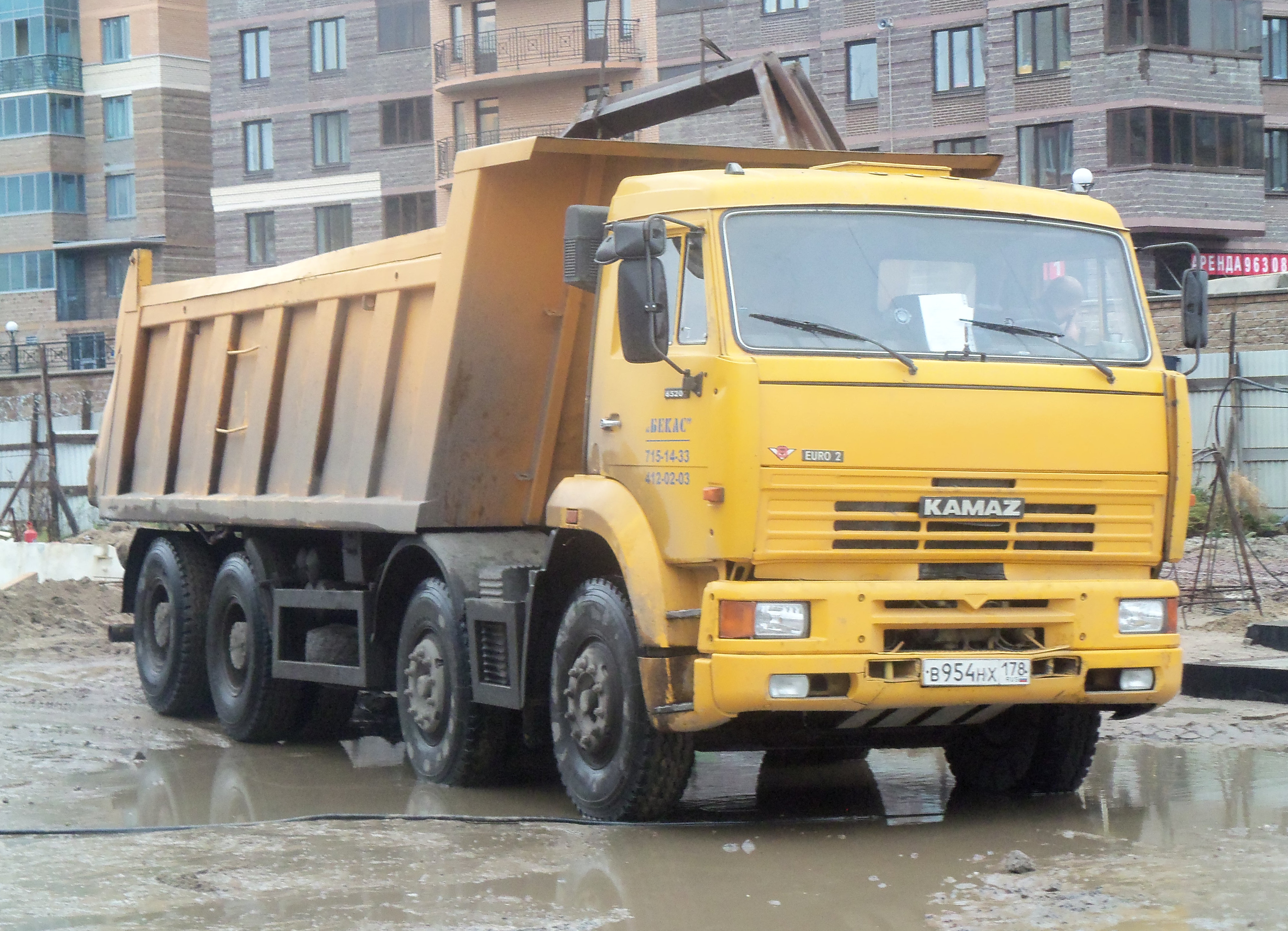
KamAZ-65201 (seit 2002)
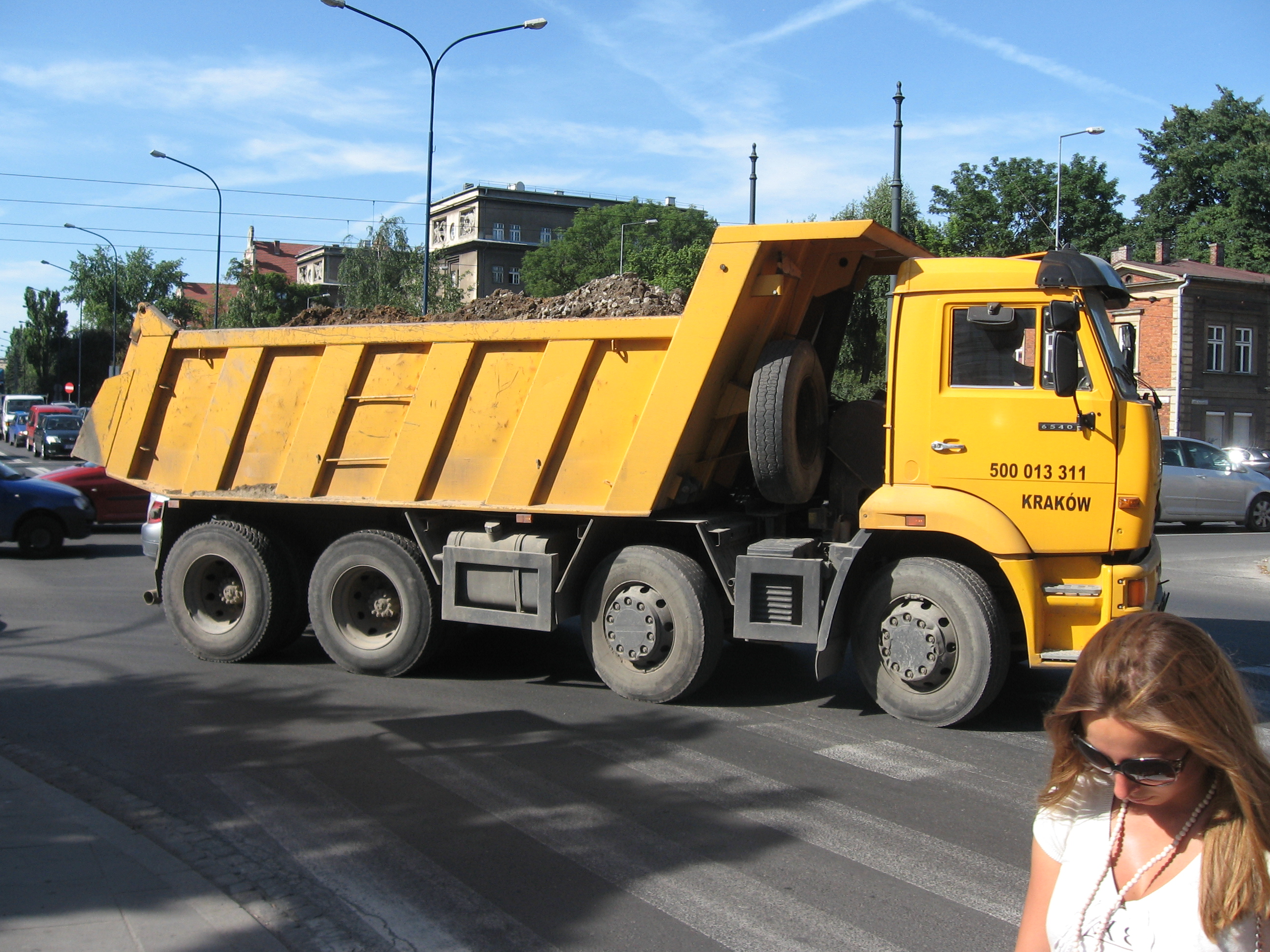
KamAZ-6540 (seit 1996)

#### Produktionszahlen
In den 2000er- und 2010er-Jahren baute KAMAZ im Durchschnitt etwa 35.000 Lastwagen pro Jahr, wovon zumeist über 80 % in Russland verkauft wurden. Die folgende Tabelle zeigt die Absatzzahlen für Lastwagen zwischen 8 und 40 Tonnen zulässigem Gesamtgewicht.
| Jahr             | 2008   | 2009   | 2010   | 2011   | 2012   | 2013   | 2014   | 2015   | 2016   | 2017   | 2018   | 2023   |
| ---------------- | ------ | ------ | ------ | ------ | ------ | ------ | ------ | ------ | ------ | ------ | ------ | ------ |
| Absatz im Inland | 36.600 | 22.100 | 28.500 | 39.600 | 40.200 | 38.300 | 32.600 | 22.600 | 28.300 | 33.100 | 37.000 |        |
| Export           | 11.300 | 3900   | 4000   | 6200   | 6300   | 5700   | 6100   | 5800   | 6200   | 5000   | 6100   |        |
| Gesamtproduktion | 47.900 | 26.000 | 32.500 | 45.800 | 46.500 | 44.000 | 38.700 | 28.500 | 34.500 | 38.200 | 43.100 | 41.700 |

Mit Stand Mai 2024 hat KAMAZ etwa 2,4 Millionen Lastwagen seit seiner Gründung produziert und hatte 2018 einen Marktanteil von etwa 45 % im Segment der schweren Lkw in Russland. Die Fertigungskapazität liegt bei ca. 71.000 Fahrzeugen pro Jahr.

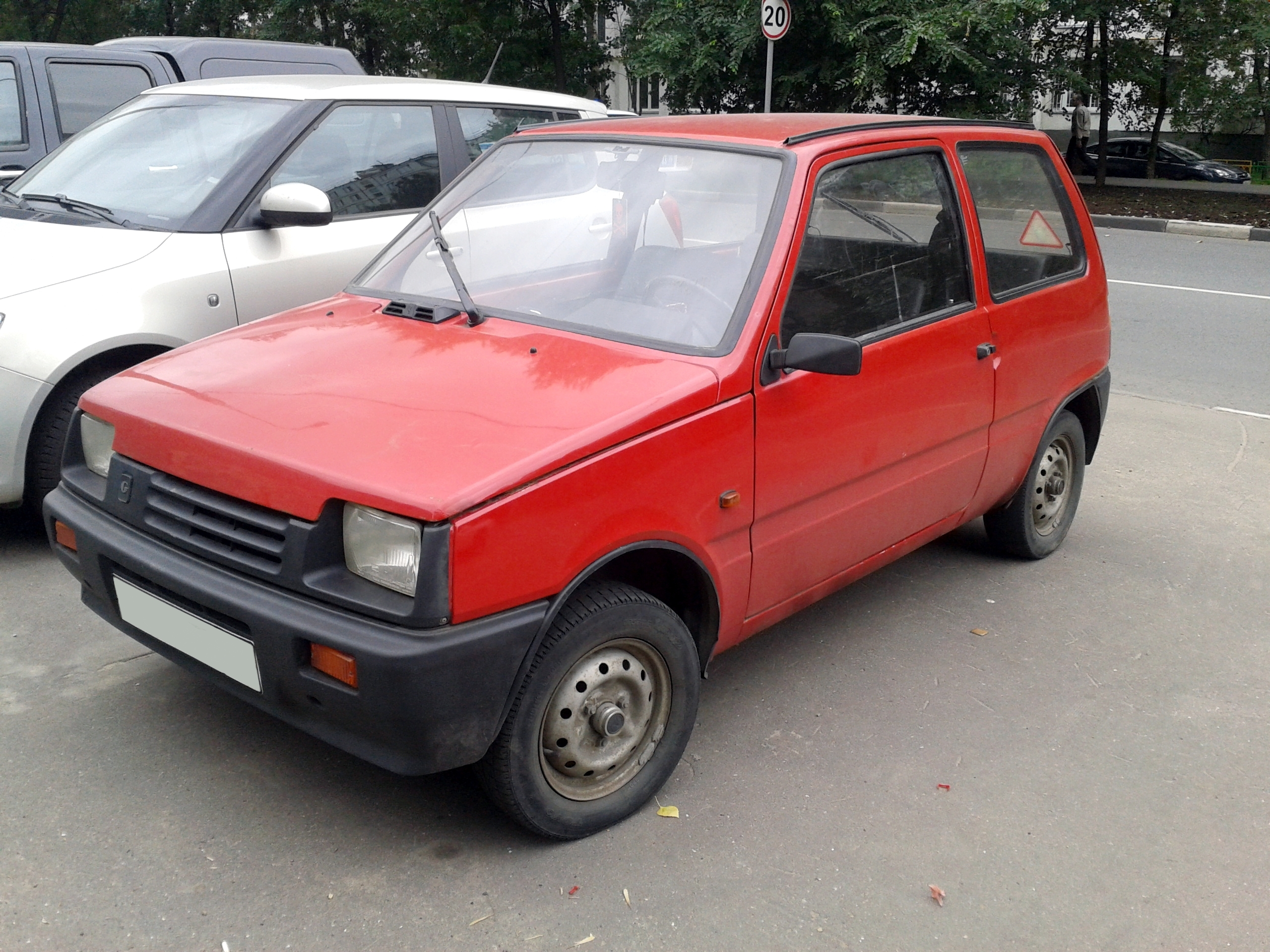
Ein Oka aus der Produktion von SeAZ (2013)

### Personenwagen
Am 21. Dezember 1987 begann KAMAZ mit der Produktion des Kleinwagens Oka. Die Vermarktung erfolgte bis zum 16. März 1990 unter dem Markennamen Kama und der Modellbezeichnung 1111. Bis zu diesem Zeitpunkt waren 1000 Fahrzeuge entstanden. Danach erfolgte die Vermarktung durch Lada und SeAZ. KAMAZ fertigt seitdem keine Personenwagen mehr in Serie.
Im Dezember 2020 wurde der Prototyp des Kleinstwagen KamAZ KAMA-1 mit Elektroantrieb präsentiert. Der Elektromotor leistet maximal 80 kW, der Lithium-Ionen-Akkumulator kann bis zu 33 kWh elektrischer Energie speichern und ermöglicht eine Reichweite von bis zu 250 km. Bei dem Projekt handelt es sich um eine Kooperation der russischen Polytechnischen Peter-der-Große-Universität Sankt Petersburg mit KAMAZ, über eine geplante Serienfertigung ist nichts bekannt.

### Gepanzerte Fahrzeuge

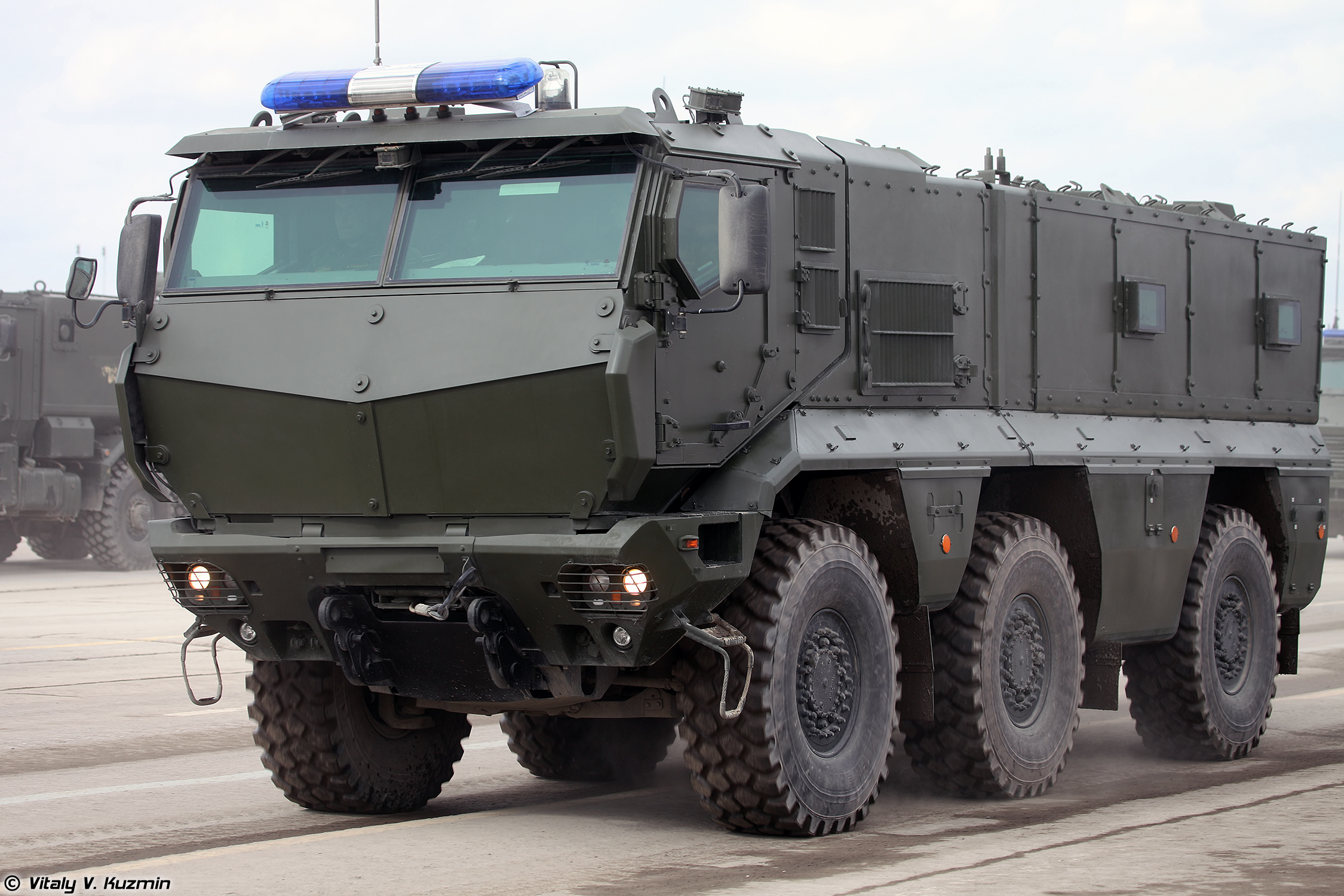
KamAZ-63968, fotografiert 2017

KAMAZ fertigt für die russischen Streitkräfte sowie für die Polizei und den Grenzschutz auf Basis eigener Fahrgestelle verschiedene zwei- und dreiachsige gepanzerte Fahrzeuge.
- KamAZ-43269 – Spähpanzer respektive Panzerwagen, auch als BPM-97 bezeichnet
- KamAZ-63968 – geschütztes Militärfahrzeug, auch als Taifun-K bezeichnet
- KamAZ-63969 – geschütztes Militärfahrzeug, seit 2013 in Serie gebaute, technisch wie optisch veränderte Version des KamAZ-63968

### Busse
KAMAZ produziert die Busmodelle KamAZ-5262 und KamAZ-5297. Im Jahr 2016 wurde auf dem Moscow International Automobile Salon der autonom fahrende Kleinbus KamAZ-1221 Schatl vorgestellt.

## Motorsport

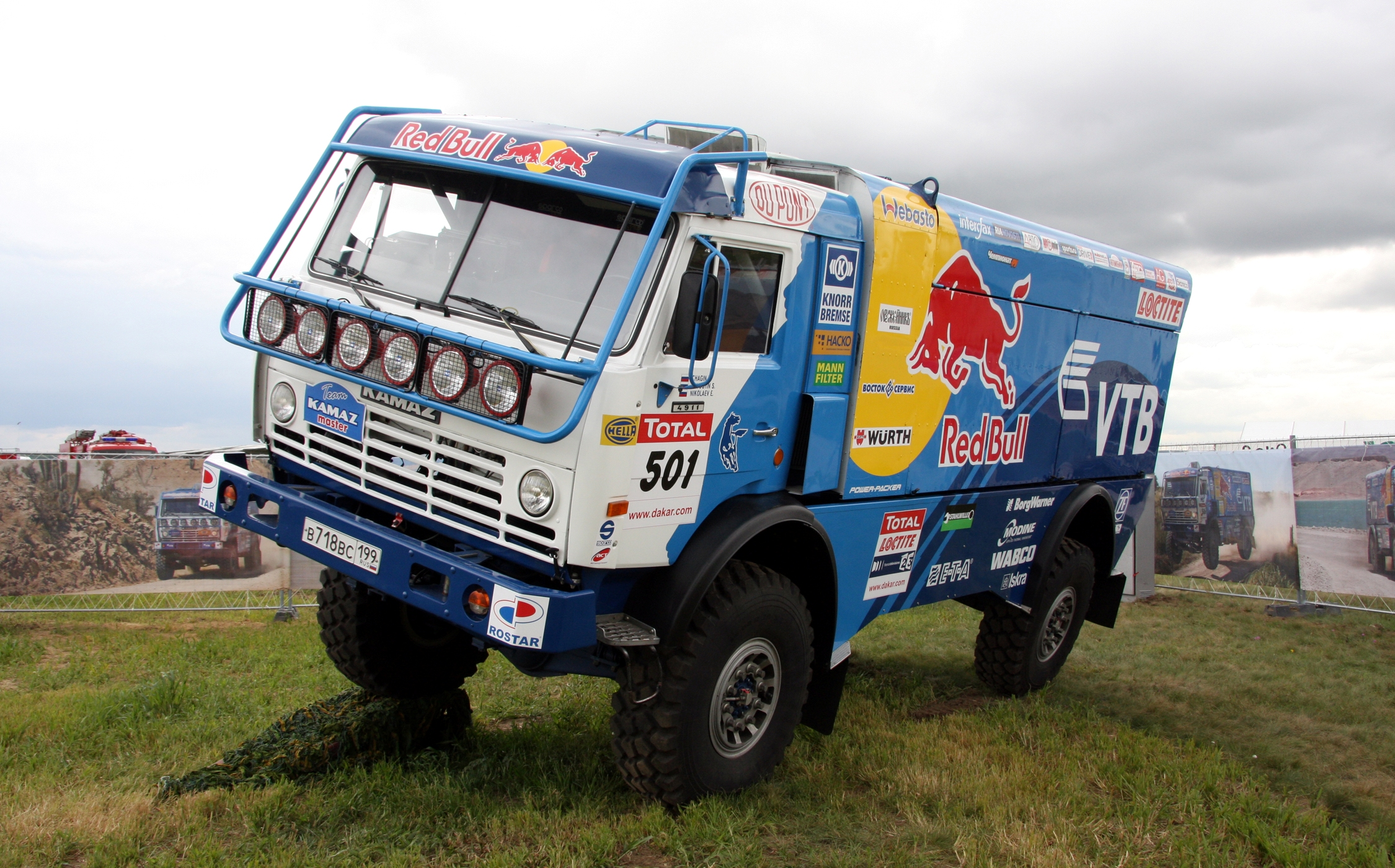
KamAZ-4911-Truck auf einer Ausstellung in Russland (2009)

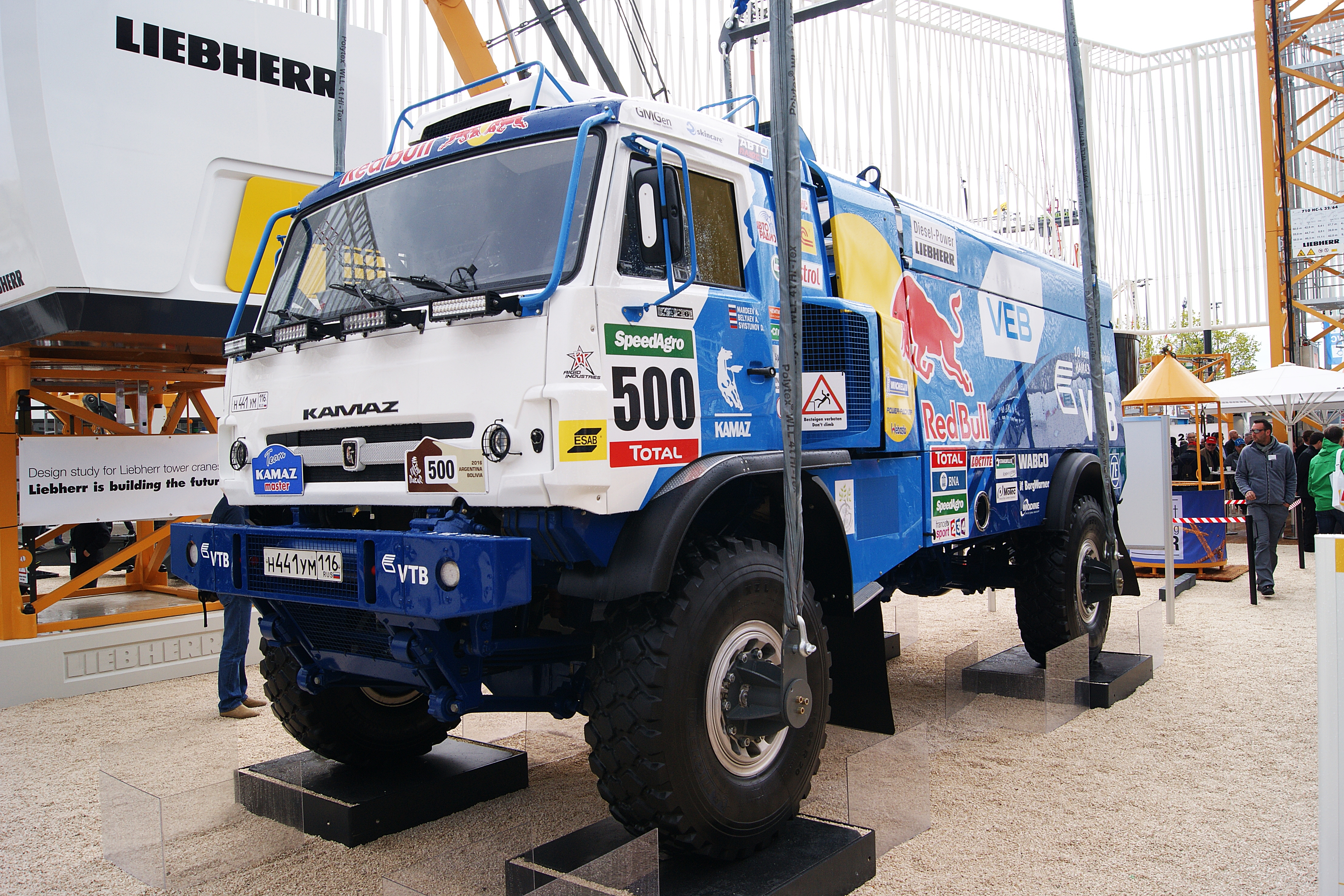
KamAZ-4326 zur Teilnahme an der Rallye Dakar, präsentiert auf der bauma (2016)

### Siege bei der Rallye Dakar
An der Rallye Dakar nimmt das KAMAZ-master-Werksteam regelmäßig mit bis zu drei T4-Kategorie-Fahrzeugen teil. 14 mal konnte bislang die Truck-Gesamtwertung gewonnen werden, in den Jahren 1996, 2000, 2002 bis 2006, 2009 bis 2011, 2013 bis 2015 sowie 2017 bis 2020. Zum Teil wurden in den Lastwagen Motoren von Liebherr verwendet.

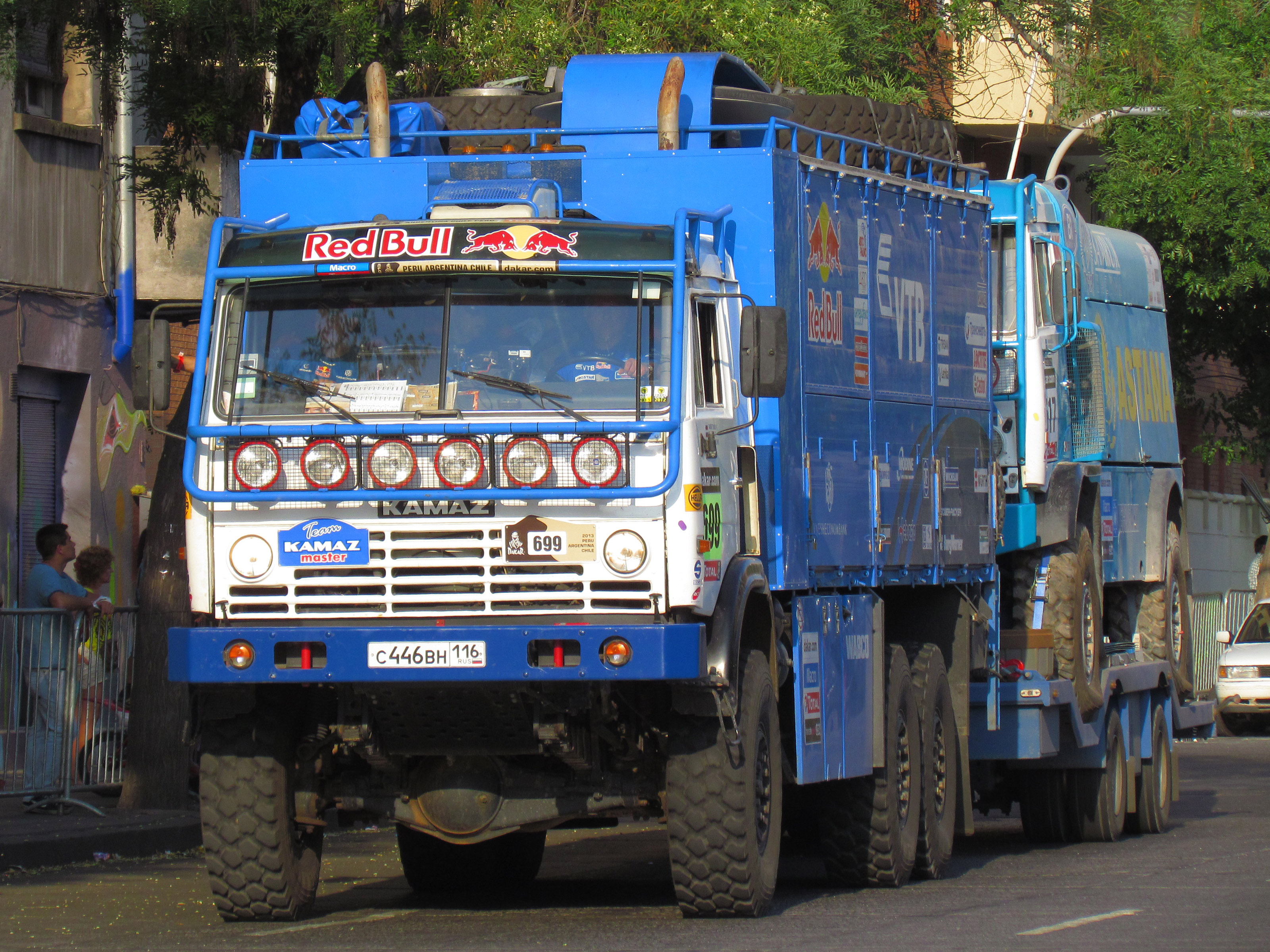
KamAZ-635050, das Begleitfahrzeug des Teams (2013)

| Jahr | Fahrer (Nationalität)                  | Trucks  | Strecke                                   |
| ---- | -------------------------------------- | ------- | ----------------------------------------- |
| 1996 | Moskowskich, Kusmin (RUS)              | Platz 1 | Granada – Dakar                           |
| 2000 | Tschagin, Jakubow, Sawostin (RUS)      | Platz 1 | Paris – Dakar – Kairo                     |
| 2002 | Tschagin, Jakubow, Sawostin (RUS)      | Platz 1 | Arras – Madrid – Dakar                    |
| 2003 | Tschagin, Jakubow, Sawostin (RUS)      | Platz 1 | Marseille – Scharm El-Scheich             |
| 2004 | Tschagin, Jakubow, Sawostin (RUS)      | Platz 1 | Clermont-Ferrand – Dakar                  |
| 2005 | Kabirow, Beljajew, Mokejew (RUS)       | Platz 1 | Barcelona – Dakar                         |
| 2006 | Tschagin, Jakubow, Sawostin (RUS)      | Platz 1 | Lissabon – Nouakchott – Dakar             |
| 2009 | Kabirow, Beljajew, Mokejew (RUS)       | Platz 1 | Buenos Aires – Buenos Aires               |
| 2010 | Tschagin, Sawostin, Nikolajew (RUS)    | Platz 1 | Buenos Aires – Antofagasta – Buenos Aires |
| 2011 | Tschagin, Sawostin, Shaysultanow (RUS) | Platz 1 | Buenos Aires – Arica – Buenos Aires       |
| 2013 | Nikolajew (RUS)                        | Platz 1 | Rosario – Santiago de Chile               |
| 2014 | Karginow, Mokejew, Dewjatkin (RUS)     | Platz 1 | Lima – Valparaiso                         |
| 2015 | Mardejew, Beljajew, Swistunow (RUS)    | Platz 1 | Buenos Aires – Buenos Aires               |
| 2017 | Nikolajew, Jakowlew, Rybakow (RUS)     | Platz 1 | Asunción – Buenos Aires                   |
| 2018 | Nikolajew, Jakowlew, Rybakow (RUS)     | Platz 1 | Lima - Córdoba                            |
| 2019 | Nikolajew, Jakowlew, Rybakow (RUS)     | Platz 1 | Lima - Lima                               |
| 2020 | Karginow, Mokejew, Leonow (RUS)        | Platz 1 | Saudi-Arabien                             |

### Siege beim Africa Eco Race
Das KAMAZ-master-Werksteam nimmt ebenfalls regelmäßig am Africa Eco Race teil. Bisher wurde dort 4 mal die Truck-Gesamtwertung gewonnen werden.
| Jahr | Fahrer (Nationalität)               | Trucks  | Veranstaltung        |
| ---- | ----------------------------------- | ------- | -------------------- |
| 2013 | Schibalow, Jakowlew, Sotnikow (RUS) | Platz 1 | Africa Eco Race 2013 |
| 2015 | Schibalow, Amatych, Khisamiev (RUS) | Platz 1 | Africa Eco Race 2015 |
| 2016 | Schibalow, Amatych, Khisamiev (RUS) | Platz 1 | Africa Eco Race 2016 |
| 2017 | Karginow, Mokejew, Nikitin (RUS)    | Platz 1 | Africa Eco Race 2017 |

### Weitere Erfolge
Rustam Minnichanow, der heutige Präsident von Tatarstan, war in seiner Freizeit begeisterter Rennfahrer und gewann 2002, 2003, 2004 und 2006 mit einem Werks-KamAZ-4911-Truck die UAE Desert Challenge in den Vereinigten Arabischen Emiraten. Im Jahr 2005 konnte er nach einem Beinbruch nicht an diesem Rallye Raid teilnehmen.

### Rallyefahrzeuge
- KamAZ-4911 – zweiachsiger Rallyetruck
- KamAZ-49252 – zweiachsiger Rallyetruck
- KamAZ-49256 – zweiachsiger Rallyetruck
- KamAZ-635050 – dreiachsiges Begleitfahrzeug, Wohnmobil und Werkstattwagen